# Església catòlica durant el nazisme
Els papes Pius XI (1922-39) i Pius XII (1939-58) van liderar l'Església catòlica romana durant de l'ascens i la caiguda de l'Alemanya nazi. Al voltant d'un terç dels alemanys eren catòlics als anys trenta. L'Església d'Alemanya havia parlat contra l'ascens del nazisme, però el Partit de Centre va capitular el 1933 i va ser prohibit. Adolf Hitler i diversos nazis clau havien estat criats com a catòlics, però es van tornar hostils a l'Església en la seva edat adulta. Tot i que l'article 24 de la plataforma del NSDAP va exigir la tolerància condicional de les denominacions cristianes i el Reichskonkordat de 1933 tenia la intenció de garantir la llibertat religiosa per als catòlics, els nazis eren essencialment hostils al cristianisme i l'Església catòlica s'enfrontava a la persecució a l'Alemanya nazi. La premsa, les escoles i les organitzacions juvenils es van tancar, es van confiscar moltes cases i al voltant d'un terç del seu clergat es van enfrontar a represàlies de les autoritats. Els dirigents laics catòlics estaven destinats a la purga durant la Nit dels Ganivets Llargs. La jerarquia de l'Església va intentar cooperar amb el nou govern, però el 1937, l'encíclica papal "Mit brennender Sorge" va acusar al govern d'una "hostilitat fonamental" vers l'Església.
Entre les manifestacions més valentes d'oposició a l'interior d'Alemanya es van trobar els sermons de 1941 del bisbe August von Galen de Münster. No obstant això, segons va escriure Alan Bullock «ni l'Església Catòlica ni l'Església Evangèlica... com a institucions, van considerar que era possible tenir una actitud d'oposició oberta al règim». A tots els països sota l'ocupació alemanya, els sacerdots van tenir un paper important en el rescat dels jueus, però la resistència catòlica al maltractament dels jueus a Alemanya es limitava generalment a esforços fragmentats i en gran manera individuals. Mary Fulbrook va escriure que quan la política va entrar a l'església, els catòlics estaven disposats a resistir, però que el resultat era d'una altra manera irregular i desigual, i que, amb notables excepcions, «sembla que per a molts alemanys, l'adhesió a la fe cristiana va ser compatible amb almenys l'aquiescència passiva, si no el suport actiu, a la dictadura nazi.»
Els catòlics van lluitar en tots dos bàndols en la Segona Guerra Mundial. La invasió de Hitler de la Polònia predominantment catòlica va encendre el conflicte el 1939. Aquí, especialment a les zones de Polònia annexionades al Reich -com en altres regions annexes d'Eslovènia i Àustria- la persecució nazi de l'església era intensa. Molts clergues van ser objecte d'extermini. A través dels seus vincles amb la Resistència alemanya, el Papa Pius XII va advertir als aliats de la invasió nazi prevista dels Països Baixos el 1940. A partir d'aquest any, els nazis van reunir els sacerdots dissidents en un barracó separat a Dachau, on el 95 per cent dels seus 2.720 interns eren catòlics (majoritàriament polonesos i 411 alemanys) i 1.034 sacerdots van morir allí. L'expropiació de les propietats eclesiàstiques va augmentar a partir de 1941.
El Vaticà, envoltat de la Itàlia feixista, va ser oficialment neutral durant la guerra, però va utilitzar la diplomàcia per ajudar les víctimes i treballar per la pau. La ràdio del Vaticà i altres mitjans de comunicació es van pronunciar contra les atrocitats. Mentre l'antisemitisme nazi abastava els principis racials pseudocientífics moderns, les antipaties antigues entre el cristianisme i el judaisme contribuïen a l'antisemitisme europeu. Durant l'era nazi, l'església va rescatar molts milers de jueus emetent documents falsos, pressionant els oficials de l'Eix, amagant-los en monestirs, convents, escoles i altres llocs; fins i tot al Vaticà i a la residència papal de Castel Gandolfo. El paper del Papa durant aquest període és discutit. L'Oficina Principal de Seguretat del Reich va qualificar Pius XII de "portaveu" dels jueus. La seva primera encíclica, Summi Pontificatus, va citar la invasió de Polònia com una "hora de foscor", el seu discurs nadalenc de 1942 va denunciar assassinats racials i en la seva encíclica Mystici corporis Christi (1943) va denunciar l'assassinat dels minusvàlids.

## Descripció general
En la dècada de 1930, els catòlics constituïen un terç de la població d'Alemanya i el "catolicisme polític" era una força important a la República de Weimar d'entreguerres. Abans de 1933, els líders catòlics van denunciar les doctrines nazis mentre que les regions catòliques generalment no van votar els nazis. Encara que l'hostilitat entre el Partit Nazi i l'Església Catòlica era real, el Partit Nazi es va desenvolupar inicialment en un Múnic majoritàriament catòlic, on molts catòlics, laics i clergues, van oferir un suport entusiasta. Aquesta primera afinitat (minoritària) es va reduir després de 1923. El 1925, el nazisme s'havia embarcat en un camí diferent després de la seva reconstitució el 1920, prenent una identitat decididament anticatòlica-anticristiana. A principis de 1931, els bisbes alemanys van emetre un edicte que excomunicava tots els dirigents nazis i prohibia als catòlics fer-se'n membres. La prohibició va ser modificada de manera condicional la primavera de 1933 sota pressió per a tractar la llei estatal que exigia a tots els funcionaris i membres dels sindicats ser membres del Partit Nazi, tot conservant la condemna de la ideologia nazi. A principis de 1933, després dels èxits nazis en les eleccions de 1932, el monàrquic catòlic laic Franz von Papen, i el canceller i conseller presidencial, el general Kurt von Schleicher, van assistir al nomenament d'Adolf Hitler com a canceller del Reich pel president Paul von Hindenburg. Al març, enmig d'una atmosfera intimidatòria de tàctiques de terror nazi i la negociació després del Decret de l'Incendi del Reichstag, el laic Partit del Centre Catòlic, (dirigit pel prelat Ludwig Kaas), amb la condició de la demanda d'un compromís per escrit que es mantingués el poder de veto del President l'aliat BNVP i els monàrquics del DNVP van votar a favor de la Llei de Capacitació. L'actitud del Partit de Centre havia esdevingut crucial, ja que l'acció no podia ser aprovada només per la coalició Nazi i el DNVP. Va marcar la transició en el regnat d'Adolf Hitler des del poder democràtic fins al poder dictatorial. El juny de 1933, les úniques institucions que no estaven sota la dominació nazi eren les forces militars i les esglésies. El Reichskonkordat de juliol de 1933, signat entre Alemanya i la Santa Seu, es va comprometre a respectar l'autonomia de l'Església catòlica, però va exigir als clergues que s'abstinguessin de la política. Hitler va donar la benvinguda al tractat, tot i que el va violar rutinàriament en la lluita nazi amb les esglésies. Quan el President Hindenberg va morir l'agost de 1934, els nazis van reclamar la jurisdicció sobre tots els nivells de govern i un referèndum va confirmar Hitler com a únic Führer (líder) d'Alemanya. Un programa nazi conegut com a Gleichschaltung va buscar el control de tota activitat col·lectiva i social i va interferir amb l'escolarització catòlica, grups juvenils, treballadors i grups culturals. L'església va insistir en la seva lleialtat a la nació, però va resistir la regimentació i l'opressió de les organitzacions eclesiàstiques i les infraccions de la doctrina com la llei d'esterilització de 1933.
Els ideòlegs de Hitler Goebbels, Himmler, Rosenberg i Bormann esperaven desacristianitzar Alemanya, o almenys distorsionar la seva teologia cap al seu punt de vista. El govern es va dedicar a tancar totes les institucions catòliques que no eren estrictament religioses. Les escoles catòliques es van tancar el 1939, la premsa catòlica el 1941. El clergat, els i les religioses i els líders laics van convertir-se en objectius. Durant el mandat de Hitler, milers van ser arrestats, sovint amb càrrecs de contraban de divises o "immoralitat". El clergue superior d'Alemanya, el cardenal Bertram, va realitzar un sistema de protesta ineficaç, deixant una major resistència catòlica a la consciència individual. El 1937 la jerarquia de l'església, que inicialment buscava una distensió, estava altament desil·lusionada. Pius XI va publicar l'encíclica Mit brennender Sorge. Allà condemnava el racisme, acusava els nazis de violar del Concordat i d'una "hostilitat fonamental" vers l'Església. L'estat va respondre renovant la seva repressió i propaganda contra els catòlics. Malgrat la violència contra la Polònia catòlica, alguns sacerdots alemanys van oferir oracions per la causa alemanya a l'inici de la guerra. No obstant això, el cap de seguretat Reinhard Heydrich aviat va orquestrar una intensificació de les restriccions a les activitats de l'església. L'expropiació dels monestirs, dels convents i de les propietats eclesiàstiques va augmentar a partir de 1941. La consegüent denúncia de l'eutanàsia nazi per part del bisbe August von Galen el 1941 i la defensa dels drets humans van provocar una estranya dissidència popular. Els bisbes alemanys van denunciar la política nazi cap a l'Església en cartes pastorals, anomenant-la "opressió injusta".
Pius XII, antic nunci apostòlic a Alemanya, es va convertir en Papa en vigílies de la guerra. El seu llegat és impugnat. Com a secretari d'estat del Vaticà, va advocar per la distensió a través del Concordat del Reich, amb l'esperança de construir confiança i respecte dins del govern de Hitler, i va ajudar a redactar el ban antinazi Mit brennender Sorge. La seva primera encíclica, Summi Pontificatus, va anomenar la invasió de Polònia una "hora de foscor". Va afirmar la política de neutralitat del Vaticà, però va mantenir vincles amb la Resistència alemanya. La controvèrsia que envolta les seves reticències a parlar públicament en termes explícits sobre els crims nazis continua. Va utilitzar la diplomàcia per ajudar les víctimes de la guerra, va pressionar per la pau, va compartir intel·ligència amb els aliats i va emprar la Ràdio Vaticana i altres mitjans per a parlar contra atrocitats com assassinats de raça. En Mystici corporis Christi (1943) va denunciar l'assassinat dels minusvàlids. Va seguir una denúncia dels bisbes alemanys de l'assassinat dels "innocents i indefensos", inclosos «persones d'una raça o descendència estrangera». Mentre l'antisemitisme nazi abraçava els principis racials pseudocientífics moderns, les antipaties antigues entre el cristianisme i el judaisme contribuïen a l'antisemitisme europeu. Sota Pius XII, l'Església va rescatar milers de jueus emetent documents falsos, pressionant els oficials de l'Eix, amagant-los en monestirs, convents, escoles i altres llocs; incloent-hi el Vaticà i Castel Gandolfo.
A les regions de Polònia, Eslovènia i Àustria, annexades per l'Alemanya nazi, la persecució nazi de l'Església era més dura. A Alemanya i les seves conquestes, les respostes catòliques al nazisme van variar. El nunci papal a Berlín, Cesare Orsenigo, va ser tímid en protegir els crims nazis i va tenir simpaties amb el feixisme italià. Els sacerdots alemanys en general van ser seguits de prop i sovint van ser denunciats, empresonats o executats, com el sacerdot-filòsof alemany, Alfred Delp. A partir de 1940, els nazis van reunir sacerdots dissidents en un barracó separat a Dachau, on el 95% dels 2.720 interns eren catòlics (majoritàriament polonesos i 411 alemanys) i 1.034 van morir allà. A les zones poloneses annexionades per l'Alemanya nazi, els nazis van intentar erradicar l'església i més de 1.800 clergues catòlics polonesos van morir en camps de concentració; el més famós d'ells sant Maximilian Kolbe. Els membres influents de la Resistència alemanya incloïen jesuïtes del cercle Kreisau i laics, com els conxorxats Claus von Stauffenberg, Jakob Kaiser i Bernhard Letterhaus, la fe dels quals els inspirà a la resistència. En un altre lloc, una vigorosa resistència dels bisbes com Johannes de Jong i Jules-Géraud Saliège, diplomàtics papals com Angelo Rotta, i monges com Margit Slachta i Helena Studler, es poden contrastar amb l'apatia dels altres i amb la col·laboració directa de polítics catòlics, com el Jozef Tiso d'Eslovàquia i els nacionalistes fanàtics croats. Des del si del Vaticà, Mons. Hugh O'Flaherty va coordinar el rescat de milers de presoners de guerra aliats i civils, inclosos els jueus. Un bisbe austríac, Alois Hudal, del Col·legi per a sacerdots alemanys a Roma, era un informant per a la intel·ligència nazi. Després de la guerra, ell i Mons. Krunoslav Draganovic del Col·legi Croat van assistir a les anomenades "ratlines" facilitant als nazis fugitius abandonar Europa.

## Antecedents

### Antecedents de l'Església
El catolicisme romà a Alemanya es remunta a l'obra missionera de Columbà i Bonifaci de Fulda en els segles vi-viii, però en el segle XX els catòlics eren una minoria. La Reforma Protestant, iniciada per Martí Luter en 1517, va dividir els cristians alemanys entre el protestantisme i el catolicisme. El sud i l'oest es van mantenir principalment catòlics, mentre que el nord i l'est es van convertir principalment en protestants.
La "Kulturkampf" (Batalla per a la Cultura) de Bismarck, portada a terme entre 1871-78, va intentar afirmar una visió protestant del nacionalisme sobre el nou imperi alemany, i va fusionar l'anticlericalisme i la sospita de la població catòlica, la lleialtat de la qual es presumia amb lligams amb Àustria i França. El Partit del Centre Catòlic es va formar el 1870, inicialment per a representar els interessos religiosos dels catòlics i protestants, però va ser transformat pel Kulturkampf en la «veu política dels catòlics». A la fi de la dècada del 1870, era clar que el Kulturkampf era en gran manera un fracàs, i molts dels seus edictes es van desfer.
L'Església catòlica va gaudir d'un grau de privilegi a la regió bavaresa, a la Renània i a Westfàlia, així com parts del sud-oest, mentre que al nord protestant, els catòlics van patir alguna discriminació. En la dècada de 1930, l'episcopat de l'Església catòlica a Alemanya comprenia sis arquebisbes i 19 bisbes, mentre que els catòlics alemanys representaven al voltant d'un terç de la població, amb 20.000 sacerdots. La revolució de 1918 i la constitució de Weimar de 1919 havien reformat completament l'antiga relació entre estat i esglésies. Per llei, les esglésies protestants i catòliques alemanyes rebien subsidis suportats per impostos basats en dades censals de l'església, per tant, depenien del suport estatal, fent que fossin vulnerables a la influència del govern i l'atmosfera política d'Alemanya.

### Catolicisme polític a Alemanya

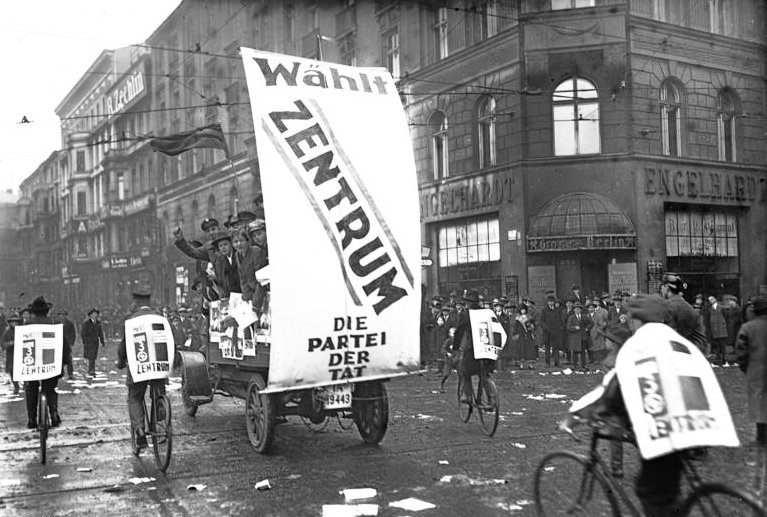
Una bandera del Zentrum (Partit de Centre) i partidaris durant la campanya electoral de 1930

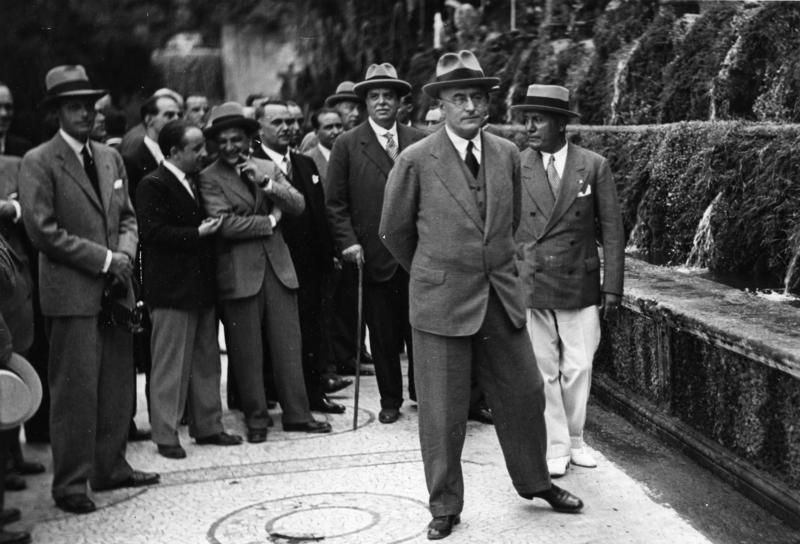
Heinrich Bruning, del Partit de Centre. Un dels cinc cancellers del Partit de Centre durant el període de Weimar, va liderar Alemanya durant de la Gran Depressió de 1930 a 1932, instigant lleis mitjançant decrets d'emergència.

El Partit de Centre Catòlic (Zentrum) era una força social i política en l'Alemanya predominantment protestant. Va ajudar a l'elaboració de la constitució de Weimar al final de la Primera Guerra Mundial i va participar en diversos governs de la Coalició de la República de Weimar (1919-33 / 34). S'arrenglerà amb els socialdemòcrates i amb el Partit Democràtic Alemany, d'esquerra, tot mantenint el punt central contra l'ascens dels partits extremistes tant d'esquerra com de dreta. Històricament, el Partit de Centre va tenir la força per desafiar el Kulturkampf de Bismarck i va ser un baluard de la República. Tot i així, d'acord amb Bullock, a partir de l'estiu de 1932, el partit es va convertir «notòriament en un partit la principal preocupació del qual era acomodar-se a qualsevol govern en el poder per a garantir-se la protecció dels seus interessos particulars». Va romandre relativament moderat durant la radicalització de la política alemanya amb l'aparició de la Gran Depressió, però els diputats van votar -amb la majoria dels altres partits- per la Llei de Capacitació de març de 1933, oferint poders plenaris a Hitler.
En les dècades de 1920 i 1930, els líders catòlics van fer diversos atacs contra la ideologia nazi i la principal oposició cristiana al nazisme a Alemanya va sorgir de l'Església catòlica. Abans de l'ascens de Hitler, els bisbes alemanys van advertir als catòlics contra el racisme nazi. Algunes diòcesis van prohibir la pertinença al Partit Nazi, i la premsa catòlica va condemnar el nazisme. John Cornwell va escriure sobre el primer període nazi que:
| « | A principis de la dècada de 1930 el Partit del Centre Alemany, els bisbes catòlics alemanys i els mitjans de comunicació catòlics havien estat fonamentalment sòlids en el seu rebuig al nacionalsocialisme. Van negar als nazis els sagraments i els enterraments a les esglésies, i els periodistes catòlics excoriaven el nacionalsocialisme diàriament als 400 diaris catòlics d'Alemanya. La jerarquia va instruir als sacerdots a combatre el nacionalsocialisme a nivell local quan atacava el cristianisme. | » |

El cardenal Michael von Faulhaber estava espantat pel totalitarisme, el neopaganisme i el racisme del moviment nazi i, com a arquebisbe de Múnic i Freising, va contribuir al fracàs del Putsch de Múnic de 1923. A principis de 1931, la Conferència Episcopal de Colònia va condemnar el nacionalsocialisme, seguit pels bisbes de Paderborn i Freiburg. Amb una hostilitat contínua cap als nazis per part de la premsa catòlica i el Partit de Centre, pocs catòlics van votar els nazis en les eleccions anteriors a l'ascens al poder nazi el 1933. Com en altres esglésies alemanyes, hi havia alguns clergues i laics que recolzaven obertament l'administració nazi.
Cinc polítics del Partit de Centre van servir com a canceller de l'Alemanya de Weimar: Konstantin Fehrenbach, Joseph Wirth, Wilhelm Marx, Heinrich Brüning i Franz von Papen. Amb Alemanya enfrontant-se a la Gran Depressió, Brüning va ser nomenat canceller per Hindenburg i va ser ministre d'exteriors poc abans que Hitler arribés al poder. Brüning va ser nomenat per formar un ministeri nou i més conservador el 28 de març de 1930, però no tenia una majoria del Reichstag. El 16 de juliol, incapaç de passar els punts claus de la seva agenda del parlament, Brüning va utilitzar l'article 48 de la Constitució que regulava el decret presidencial d'emergència i dissolgué el Reichstag el 18 de juliol. Es van establir noves eleccions per a setembre, en què la representació comunista i nazi va augmentar considerablement, accelerant la deriva d'Alemanya cap a una dictadura de dretes. Brüning va recolzar a Hindenberg sobre Hitler en les eleccions presidencials de 1932, però va perdre el suport de Hindenberg com canceller. Va dimitir al maig d'aquell any. Segons Ventresca, el secretari d'Estat del Vaticà, Eugenio Pacelli, estava sempre nerviós de la dependència dels socialdemòcrates de Brüning per la seva supervivència política. Un sentiment compartit per Ludwig Kaas i per molts catòlics alemanys. Ventresca va escriure que Brüning mai va perdonar a Pacelli pel que va veure com la traïció de la tradició política catòlica i el seu lideratge.
Oposició catòlica al comunisme
Els escrits de Karl Marx contra la religió empenyen els moviments comunistes contra l'Església catòlica. L'Església va denunciar el comunisme el maig de 1891 amb l'encíclica Rerum novarum de Lleó XIII. L'Església temia la conquesta o revolució comunista a Europa. Els cristians alemanys estaven alarmats per la propagació de l'ateisme marxista-leninista militant, que va ocupar el poder a Rússia després de la Revolució de 1917 i va implicar un esforç sistemàtic per erradicar el cristianisme. Es van tancar els seminaris i es va criminalitzar la fe als joves. El 1922, els bolxevics van arrestar el Patriarca de l'Església Ortodoxa Russa.
El 1919, els comunistes, inicialment liderats pel moderat Kurt Eisner, van assolir breument el poder a Baviera. La revolta va ser confiscada amb la força pel radical Eugen Leviné per establir la República Soviètica de Baviera. Això va traçar la reacció a Alemanya a Baviera cap a la dreta; variant, moderat a radical. Aquest breu però violent experiment soviètic a Múnic va radicalitzar el sentiment antimarxista i antisemita entre alguns de la població majoritàriament catòlica de Múnic. En aquest ambient, primer va sorgir el moviment nazi. Hitler i els nazis van aconseguir obtenir algun tipus de suport. Alguns cristians alemanys pensaven que serien un baluard contra el comunisme. Mentre servia com a Nunci Apostòlic a Baviera, Eugenio Pacelli (més tard Pius XII) va estar a Múnic durant l'Aixecament Espartaquista de 1919, que va veure com els comunistes van irrompre a la seva residència amb pistoles, una experiència que va contribuir a la desconfiança de Pacelli vers al conjunt del comunisme. Segons l'historiador Derek Hastings, molts catòlics es van sentir amenaçats per les possibilitats del socialisme radical impulsat, percebudes, per una camarilla de jueus i ateus. Robert Ventresca va escriure: «Després de presenciar la confusió a Múnic, Pacelli va reservar les seves crítiques més dures per a Kurt Eisner». Pacelli va veure a Eisner com un ateu socialista radical, lligat als nihilistes russos que encarnaven la revolució a Baviera; «A més, Pacelli va dir als seus superiors, Eisner era un jueu de Galítsia, una amenaça per a la vida religiosa, política i social de Baviera». El sacerdot catòlic Anton Braun, en un sermó ben publicat el desembre de 1918, va anomenar Eisner «un jueu maleït» i la seva administració «un grapat de jueus incrèduls.» Pius XI va observar la creixent marea del totalitarisme a Europa. Va publicar encícliques papals desafiant els nous credos, incloent Divini redemptoris ("Redemptor diví") contra el comunisme ateu el 1937.

### Opinions nazis sobre el catolicisme

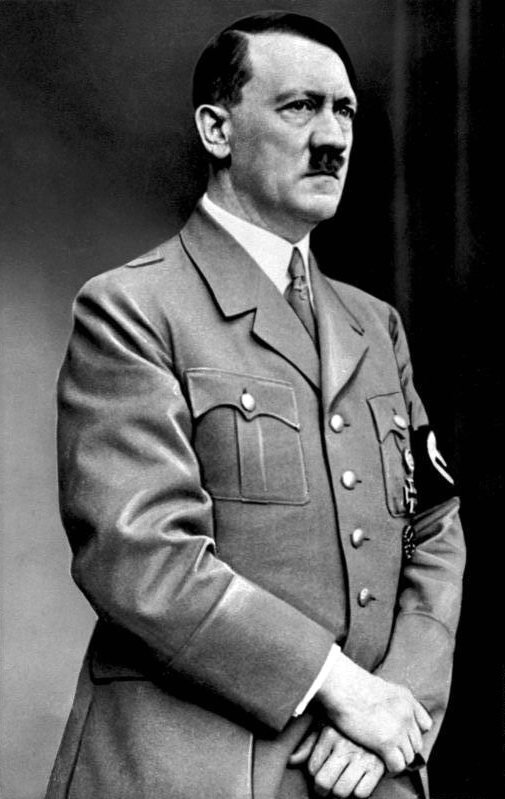
El dictador nazi Adolf Hitler va ser criat com a catòlic, però després va desdenyar la religió.

La ideologia nazi no podia acceptar un establiment autònom la legitimitat del qual no provenia del govern. Desitjava la subordinació de l'Església a l'estat. Mentre que l'article 24 de la plataforma del partit NSDAP exigia la tolerància condicional a les denominacions cristianes i un Reichskonkordat amb el Vaticà, es va signar el 1933, que pretenia garantir la llibertat religiosa pels catòlics, Hitler creia que la religió era fonamentalment incompatible amb el nacional socialisme nacional. Per conveniència política, el dictador va intentar ajornar l'eliminació de les esglésies cristianes fins després de la guerra.No obstant això, les seves repetides declaracions hostils contra l'Església indicaven als seus subordinats que la continuació de la Kirchenkampf ("Lluita de l'Església") seria tolerada i fins i tot estimulada.
Molts nazis sospitaven que els catòlics tenien un patriotisme insuficient, o fins i tot de deslleialtat a la pàtria i que servien els interessos de «sinistres forces alienes.» Shirer va escriure que «sota el lideratge de Rosenberg, Bormann i Himmler -referit per Hitler-, el règim nazi pretenia destruir el cristianisme a Alemanya, si pogués, i substituir-lo pel vell paganisme dels primers déus germànics tribals i el nou paganisme dels extremistes nazis.» Els sentiments antieclesial i anticlerical van ser forts entre els activistes del partit.
Hitler
Criat com a catòlic, Hitler va mantenir un cert respecte pel poder organitzatiu de l'Església Catòlica, però menyspreava pels seus ensenyaments centrals que, va dir, si es prenien a la conclusió «significaria el cultiu sistemàtic del fracàs humà». Hitler era conscient que el kulturkampf de Bismarck de la dècada de 1870 va ser derrotat per la unitat dels catòlics del Partit del Centre i estava convençut que el nazisme només podia triomfar si s'eliminava el catolicisme polític i les seves xarxes democràtiques. Importants elements conservadors, com el cos d'oficials, van oposar la persecució nazi de les esglésies.
A causa de tals consideracions polítiques, Hitler parlava ocasionalment de voler retardar la lluita contra l'Església i estava disposat a frenar el seu anticlericalisme. Però, les seves pròpies observacions inflamatòries al seu cercle interior van encoratjar a continuar la seva lluita contra les esglésies. Va declarar que la ciència destruiria els últims vestigis de la superstició i que, a la llarga, el nazisme i la religió no podien coexistir. Alemanya no podia tolerar la intervenció d'influències estrangeres com el Vaticà; i els sacerdots, va dir, eren «errors negres» i «avortaments en sotanes negres».
| «                                                          | A ulls de Hitler, el cristianisme era una religió que només era apropiada per als esclaus; detestava la seva ètica en particular. El seu ensenyament, va declarar, era una rebel·lia contra la llei natural de la selecció per la lluita i la supervivència dels més forts. | » |
| — Extracte de Hitler: un estudi en tirania, d'Alan Bullock | |   |

Goebbels

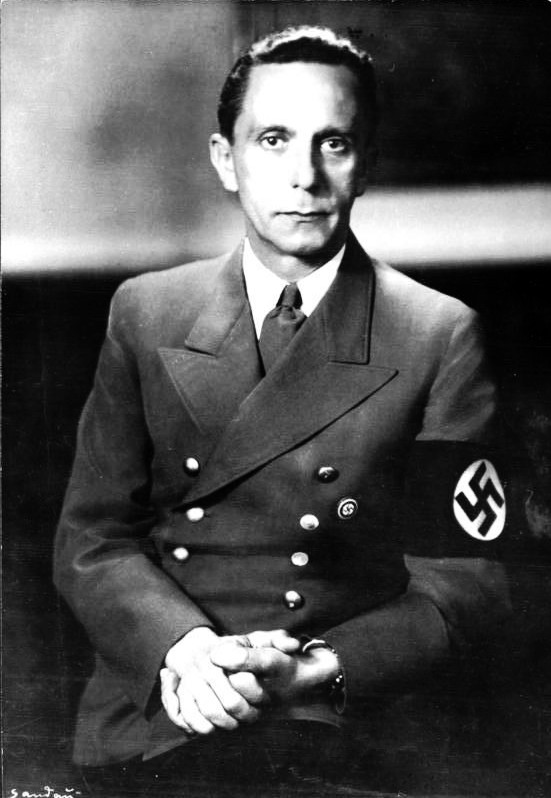
El ministre de propaganda nazi, Joseph Goebbels, el qual va liderar la persecució del clergat catòlic a Alemanya.

Joseph Goebbels, ministre de propaganda, es trobava entre els radicals anti-Església més agressius i va veure el conflicte amb les esglésies com una preocupació prioritària. Nascut a una família catòlica, es va convertir en un dels antisemites més implacables del govern. Sobre la "qüestió de l'Església", va escriure que «després de la guerra s'ha de resoldre generalment ... Hi ha, és a dir, una oposició insoluble entre la visió del món cristià i l'heroic-alemany»". Va liderar la persecució del clergat catòlic".
Himmler i Heydrich

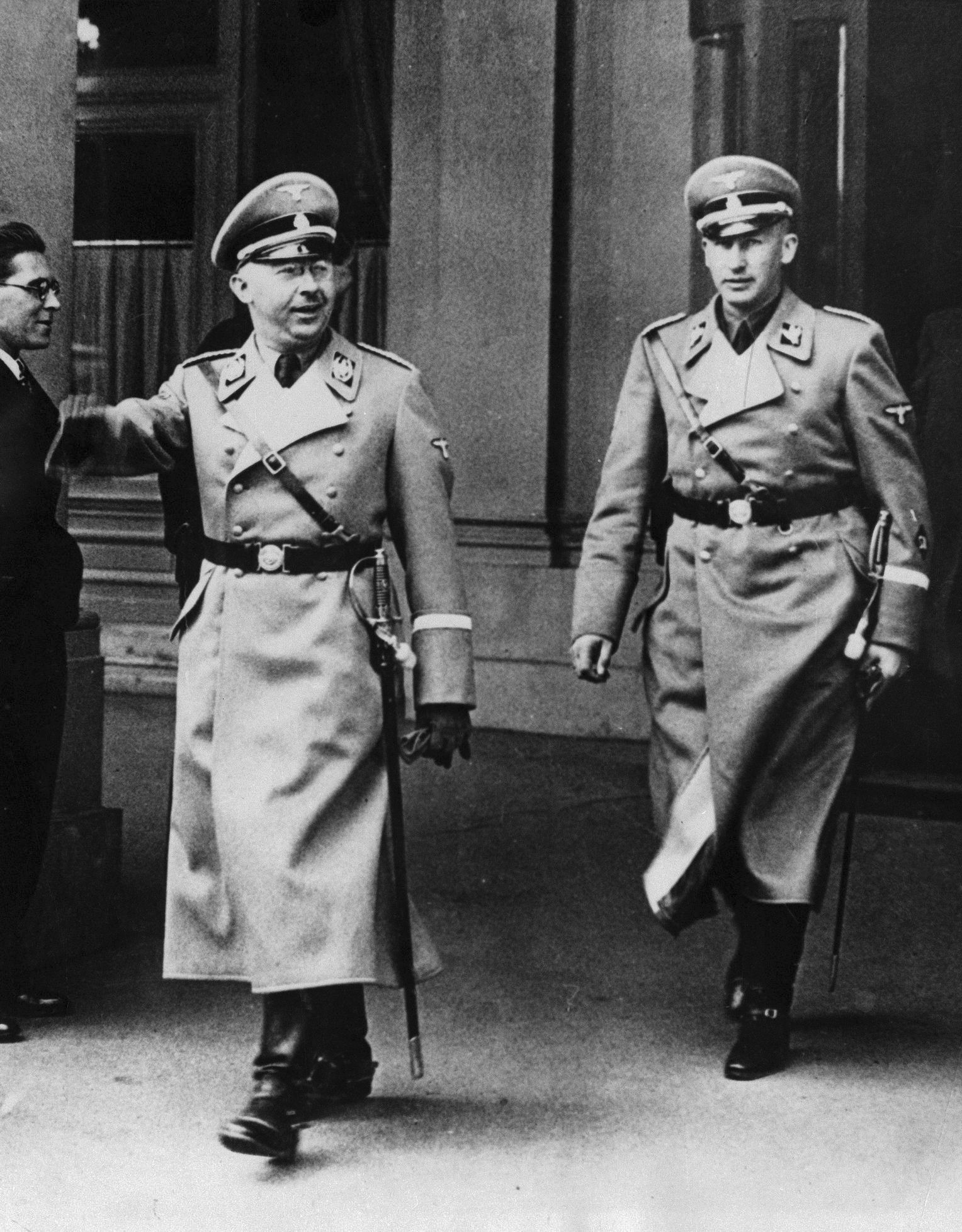
Heinrich Himmler (E) i Reinhard Heydrich (D). Com a caps de les forces de seguretat nazis, tots dos eren anti-catòlics vehements.

Heinrich Himmler i Reinhard Heydrich van encapçalar les forces de seguretat nazis i van ser els arquitectes clau de la Solució Final. Tots dos creien que els valors cristians estaven entre els enemics del nazisme: els enemics eren «eternament iguals», va escriure Heydrich: «el jueu, el maçó i el clergue polític». Modes de pensament com l'individualisme cristià i liberal eren considerats residus de característiques racials hereditàries, biològicament derivades dels jueus, que, per tant, havien de ser exterminades. Segons Peter Longerich, biògraf de Himmler, aquest es va oposar vehementment a la moral sexual cristiana i al «principi de la misericòrdia cristiana», que va veure com un obstacle perillós als seus plans de lluitar amb els "subhumans" El 1937 va escriure:
| «                          | Vivim en una època de l'últim conflicte amb el cristianisme. Forma part de la missió de les SS donar al poble alemany durant el mig segle següent els fonaments ideològics no cristians sobre els quals dirigir i donar forma a les seves vides. Aquesta tasca no consisteix únicament a vèncer un oponent ideològic, sinó que ha d'anar acompanyada en cada pas per un impuls positiu: en aquest cas això significa la reconstrucció de l'herència alemanya en el sentit més ampli i integral. | » |
| — - Heinrich Himmler, 1937 | |   |

Himmler va veure que la tasca principal de la seva organització Schutzstaffel (SS) havia de ser la de «actuar com a avantguarda a la superació del cristianisme i restablir una forma de vida "germànica" per preparar el conflicte entre "humans i subhumans"» Longerich va escriure que, tot i que el moviment nazi es va llançar contra jueus i comunistes, «vinculant la desacristianització amb la re-germanització, Himmler havia proporcionat a les SS un objectiu i propòsit propi». [59] Va començar a fer de la seva SS el focus d'un "culte dels Teutons".
Bormann

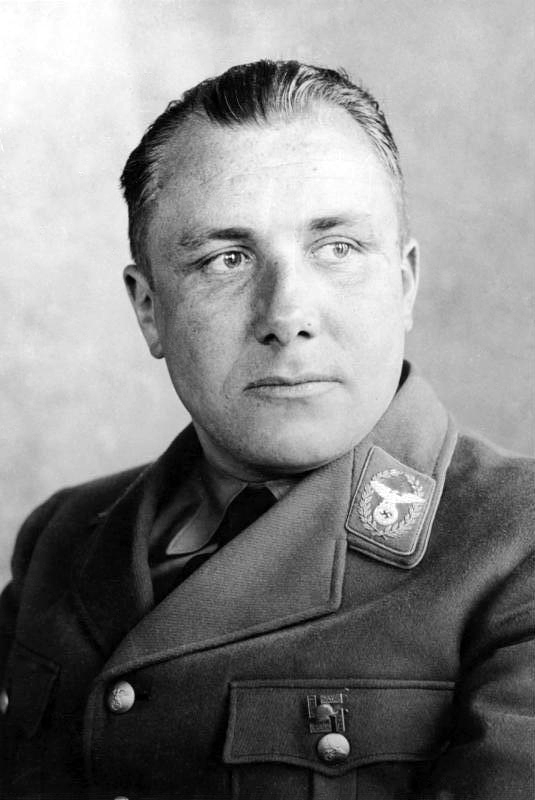
Martin Bormann, "adjunt" de Hitler des del 1941, va veure que el nazisme i el cristianisme eren "incompatibles" i va ser un dels principals defensors de la lluita anti-Església.

L'adjunt i secretari privat de Hitler, des de 1941, Martin Bormann, era un radical militant anti-Església. Tenia una particular aversió pels orígens semites del cristianisme. Va ser un dels principals defensors de la contínua persecució de les esglésies cristianes Quan el bisbe de Munster va dirigir la protesta pública contra l'eutanàsia nazi, Bormann va demanar que fos penjat. Molt anticristià, va declarar públicament en 1941 que «el nacional-socialisme i el cristianisme són irreconciliables.»
Rosenberg

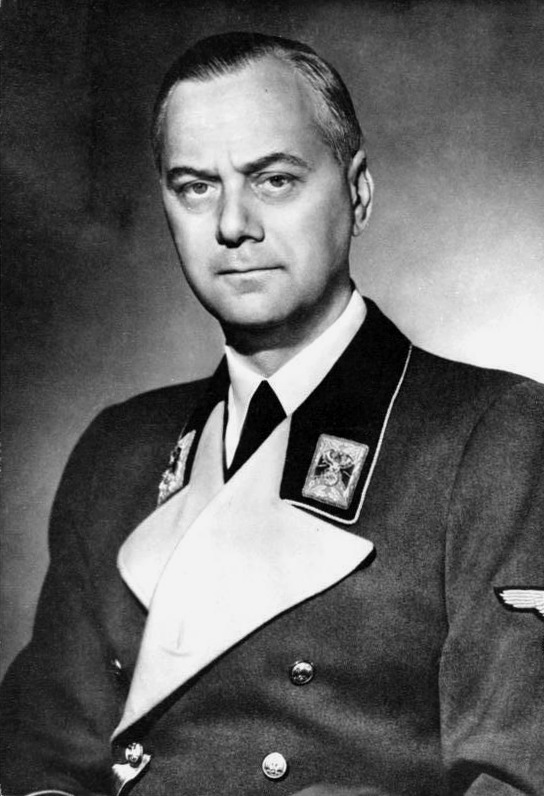
Alfred Rosenberg, el filòsof oficial nazi, volia l'extermini de les creences cristianes importades a Alemanya. La seva influència en el curs del partit nazi va ser limitada.

El gener de 1934, Hitler va nomenar a Alfred Rosenberg el líder cultural i educatiu del Reich. Rosenberg era un neopagà i notòriament anticatòlic. Rosenberg va ser inicialment l'editor del diari del jove partit nazi, el Volkischer Beobachter. El 1924, Hitler va escollir a Rosenberg per supervisar el moviment nazi mentre estava a la presó (això pot haver estat perquè no era adequat per a la tasca i improbable que emergís com un rival). A "El Mite del segle XX" (1930), Rosenberg va qualificar l'Església catòlica com un dels principals enemics del nazisme. Rosenberg va proposar reemplaçar el cristianisme tradicional amb el "mite neopagà de la sang": Va escriure: «Ara ens adonem que els valors suprems centrals de les esglésies romanes i protestants [-] obstaculitzen els poders orgànics dels pobles determinats per la seva raça nòrdica, [-] hauran de ser remodelats».
Els oficials de l'església van ser pertorbats pel nomenament de Hitler de Rosenberg com a filòsof oficial de l'estat. La indicació d'això és que Hitler recolzava la seva filosofia anti-jueva, anticristiana i neopagana. El Vaticà va ordenar al Sant Ofici que situés "El Mite del Segle XX" de Rosenberg a l'Índex de llibres prohibits el 7 de febrer de 1934. Joachim Fest va escriure que Rosenberg tenia poca o nul·la influència política a l'hora de prendre decisions governamentals i se'l va marginar a fons. Hitler va ressenyar el seu llibre "derivat, pastiche, merda il·lògica!".
Kerrl
Després del fracàs del pro-nazi Ludwig Muller de reunir els protestants darrere del Partit Nazi en 1933, Hitler va nomenar al seu amic Hans Kerrl Ministre d'Afers de l'Església el 1935. Un relativament moderat entre els nazis, Kerrl va confirmar l'hostilitat nazi als credos catòlics i protestants en un discurs de 1937 durant una fase intensa del Kirchenkampf nazi :
| «                                                          | El partit es basa en el cristianisme positiu i el cristianisme positiu és el nacionalsocialisme ... El nacionalsocialisme és el fer la voluntat de Déu... La voluntat de Déu es revela en sang alemanya ... El Dr Zoellner i el comte Galen han intentat aclarir-me que el cristianisme consisteix en la fe en Crist com el fill de Déu. Això em fa riure... No, el cristianisme no depèn del Credo dels Apòstols… El veritable cristianisme és representat pel partit, i el poble alemany ara és cridat pel partit i especialment el Führer a un cristianisme real... El Führer és l'anunci d'una nova revelació. | » |
| — Hans Kerrl, ministre nazi d'Afers de les Esglésies, 1937 | |   |

## El catolicisme al Tercer Reich

### Els Nazis prenen el poder
Després de la Primera Guerra Mundial, Hitler es va involucrar amb el nou partit nazi. Va establir el to violent del moviment ben aviat, formant les forces paramilitars Sturmabteilung (SA). La Baviera catòlica va ressentir la regla del Berlín protestant, i Hitler va veure inicialment la revolució a Baviera com un mitjà de poder, però un intent primerenc va resultar infructuós. Va ser empresonat després del Putsch de la Cerveseria a Múnic el 1923. Va aprofitar el temps per escriure "Mein Kampf" ("La meva lluita"), on va afirmar que una ètica judeocristiana efeminada estava infligint a Europa, i Alemanya necessitava un home de ferro per restablir-se per construir un imperi. Va decidir sobre la tàctica de perseguir el poder a través de mitjans "legals".

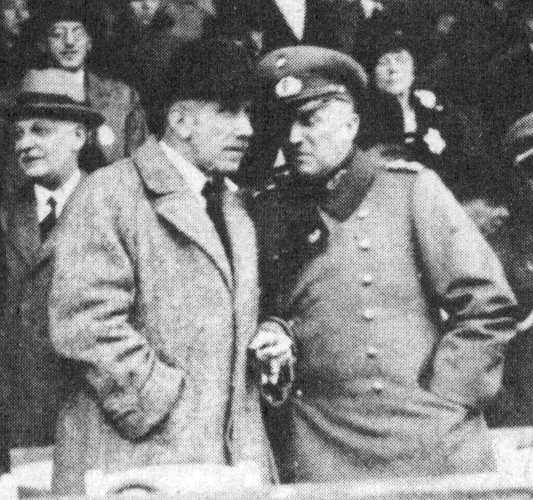
El canceller Franz von Papen (a l'esquerra) amb el seu eventual successor, el ministre de Defensa, Kurt von Schleicher.

Després del crac de Wall Street de 1929, els nazis i els comunistes van tenir grans guanys a les eleccions de 1930. Els guanys més grans per als nazis van arribar a les ciutats rurals protestants del nord, mentre que les àrees catòliques es van mantenir fidels al Partit del Centre. Tant els nazis com els comunistes es van comprometre a eliminar la democràcia; entre ells, van aconseguir més del 50 per cent dels escons del Reichstag. El sistema polític d'Alemanya feia difícil que els cancellers governessin amb una majoria parlamentària estable. Els cancellers es van succeir basant-se en els poders d'emergència del president per governar. Des de 1931-33, els nazis van combinar tàctiques terroristes amb campanyes convencionals. Hitler va creuar la nació per l'aire, mentre que les tropes de les SA desfilaven pels carrers, apallissaven els opositors i desvarotàven els seus mítings. No existia partit liberal de la classe mitjana prou fort per bloquejar els nazis: els socialdemòcrates eren essencialment un partit sindical conservador, amb lideratge ineficaç; el Partit de Centre mantenia el seu bloc de votació, però es va preocupar de defensar els seus propis interessos particulars; i els comunistes, mentrestant, es van enfrontar a violents enfrontaments amb els nazis al carrer. Moscou havia ordenat al Partit Comunista que prioritzés la destrucció dels socialdemòcrates, veient més perill en ells com a rival. Però va ser la dreta alemanya qui va fer de Hitler el seu soci en un govern de coalició.
Aquesta coalició no es va produir immediatament: el Partit de Centre d'Heinrich Brüning, canceller entre 1930-32, no va poder arribar a un acord amb Hitler, i cada vegada més va governar amb el suport del president i l'exèrcit per sobre del parlament. Amb el suport de Kurt von Schleicher i aprovació declarada d'Hitler, el President von Hindenburg, un monàrquic conservador de 84 anys, va nomenar el monàrquic catòlic Franz von Papen per reemplaçar Brüning com a canceller al juny de 1932. Papie era actiu en el ressorgiment del Front Harzburg, i s'havia caigut amb el Partit del Centre. Esperava, en definitiva, superar a Hitler.
A les eleccions de juliol de 1932, els nazis es van convertir en el partit més important del Reichstag. Hitler va retirar el seu suport a Papen i va exigir la cancelleria. Hindenberg es va negar. A canvi, els nazis es van acostar al Partit de Centre per formar una coalició però no es va arribar a un acord. Papen va dissoldre el Parlament i el vot nazi es va reduir a les eleccions de novembre. Hindenberg va nomenar a Schleicher com a canceller, després de la qual el Papen agraviat va obrir negociacions amb Hitler i va arribar a un acord. Hindenburg va nomenar Hitler com a canceller el 30 de gener de 1933, en un acord de coalició entre els nazis i els nacionalistes-conservadors. Papen va ser vice-canceller en una majoria de gabinets conservadors, creient falsament que podria "domar" a Hitler. Inicialment, Papen va parlar contra alguns excessos nazis i només va escapar de la mort de la nit dels ganivets llargs, després d'això va deixar de criticar obertament al govern de Hitler. Els catòlics alemanys es van trobar amb l'absorció del poder per part dels nazis amb aprensió, ja que el clergat superior havia advertit contra el nazisme des de feia anys. Es va iniciar una amenaça, però al principi es va iniciar una persecució esporàdica de l'Església catòlica a Alemanya.

### La llei d'habilitació

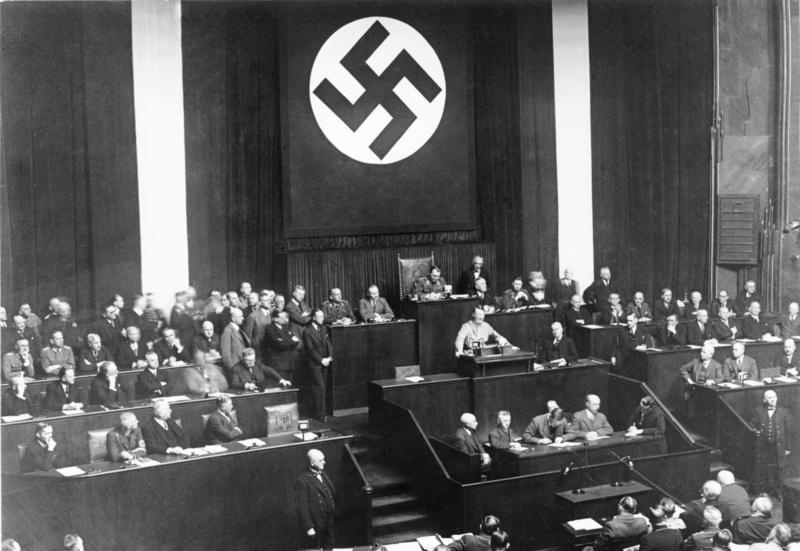
Adolf Hitler dirigint-se al Reichstag el 23 de març de 1933. Buscant l'aprovació de la Llei d'Habilitació, Hitler va oferir la possibilitat d'una cooperació amistosa, prometent no amenaçar al Reichstag, al president, als estats o esglésies si se'ls concedia els poders d'emergència.

Després de l'incendi del Reichstag, els nazis van començar a suspendre les llibertats civils i eliminar l'oposició política, excloent els comunistes del Reichstag. A les eleccions de març de 1933, de nou cap partit va aconseguir una majoria. Hitler va exigir els vots del Reichstag del Partit del Centre i dels conservadors. Va dir al Reichstag el 23 de març que el cristianisme positiu era el «fonament inquebrantable de la vida moral i ètica del nostre poble», i es va comprometre a no amenaçar les esglésies o les institucions de la República si se li concedien poders plenaris. Amb una combinació característica de negociació i intimidació, els nazis van demanar al Partit del Centre, liderat per Ludwig Kaas, i totes les altres parts del Reichstag, per votar a favor de la Llei d'Habilitació el 24 de març de 1933. La llei havia de donar a Hitler la llibertat d'actuar sense el consentiment parlamentari o les limitacions constitucionals.

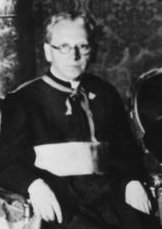
Msgr. Ludwig Kaas, líder del Partit de Centre Catòlic al Reichstag. "Aferrant-se a la creença en les promeses de Hitler", el 23 de març de 1933, Kaas va anunciar que el Partit de Centre votaria per la Llei d'Habilitació de Hitler.

Hitler va oferir la possibilitat d'una cooperació amistosa, prometent no amenaçar al Reichstag, el president, els estats o les esglésies si se'ls atorgava poders d'emergència. Amb els paramilitars nazis envoltant l'edifici, va dir: «Són vostès, senyors del Reichstag, qui han de decidir entre la guerra i la pau». Hitler va oferir a Kaas garanties orals de la continuïtat del Partit de Centre, l'autonomia de l'Església, les seves institucions educatives i culturals. Kaas era conscient del caràcter dubtós d'aquestes garanties, però va dir als membres que recolzessin el projecte de llei, atès "l'estat precari del partit". Alguns es van oposar al curs del president, entre ells els ex-cancellers Brüning i Joseph Wirth i l'exministre Adam Stegerwald. Brüning va senyalar la llei com «la resolució més monstruosa que mai va exigir un parlament», i es va mostrar escèptic sobre els esforços de Kaas. El Partit de Centre, després d'haver obtingut promeses de no injerència en la religió, es va unir als conservadors en la votació de la Llei (només els socialdemòcrates van votar en contra). Hoffman va escriure que el Partit del Centre i el Partit Popular de Baviera, juntament amb altres grups entre els nazis i els socialdemòcrates, "van votar per la seva pròpia emasculació en l'esperança paradoxal d'estalviar-ne l'existència". Hitler va començar immediatament a abolir els poders dels estats, l'existència de partits i organitzacions polítiques no nazis La Llei va permetre que Hitler i el seu gabinet governessin per decret d'emergència durant quatre anys, tot i que Hindenburg es va mantenir president. La Llei no va infringir els poders del president, i Hitler no assolí plenament el poder dictatorial complet fins a la mort de Hindenburg l'agost de 1934. Hindenburg va romandre com a comandant i cap dels militars i va mantenir el poder de negociar tractats estrangers. El 28 de març, la Conferència Episcopal Alemanya va revisar de forma condicional la prohibició de la pertinença al partit nazi.
Durant l'hivern i la primavera de 1933, Hitler va ordenar l'acomiadament majoritari dels funcionaris públics catòlics. El líder dels sindicats catòlics va ser apallissat pels camises pardes i un polític catòlic va buscar protecció després que membres de les S.A. ferissin diversos seguidors en una concentració. En aquest ambient amenaçador, Hitler va demanar una reorganització de les relacions de l'església i l'estat tant de les esglésies catòliques com protestants. Al juny, milers de membres del Partit de Centre van ser empresonats en camps de concentració. Dos mil funcionaris del Partit Popular de Baviera van ser encerclats per la policia a finals de juny de 1933; juntament amb el Partit de Centre, va deixar d'existir a principis de juliol. Amb la manca de suport eclesial públic, el Partit de Centre es va dissoldre voluntàriament el 5 de juliol. Els partits no-nazis van ser formalment prohibits el 14 de juliol, i el Reichstag va abdicar les seves responsabilitats democràtiques.

#### El Reichskonkordat

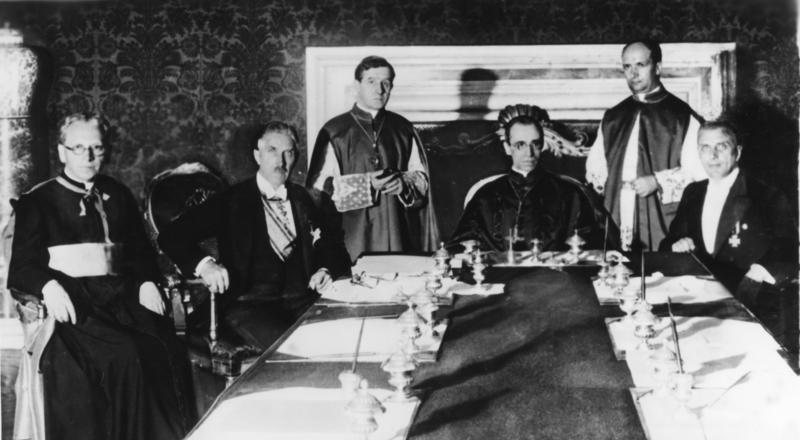
El cardenal Pacelli (assegut, centre) en la signatura del Reichskonkordat el 20 de juliol de 1933 a Roma. (d'esquerra a dreta) : el prelat alemany Ludwig Kaas, el vice-canceller alemany Franz von Papen, el secretari d'Afers Extraordinaris eclesiàstics Giuseppe Pizzardo, Alfredo Ottaviani i el ministre del Reich, Rudolf Buttmann.

La política diplomàtica de Pius XI va fer que l'Església catòlica conclogués 18 concordats, a partir dels anys vint. L'objectiu de l'Església era preservar els seus drets institucionals. Els historiadors assenyalen que els tractats no van tenir èxit, ja que «Europa estava entrant en un període en què aquests acords es consideraven simples trossos de paper». El concordat del Reich (Reichskonkordat) va ser signat el 20 de juliol de 1933 i ratificat al setembre d'aquest any. El tractat roman vigent fins als nostres dies. Va ser una extensió dels concordats existents amb Prússia i Baviera, primerament realitzats a través de la diplomàcia del nunci Eugenio Pacelli amb un concordat estatal amb Baviera (1924). Peter Hebblethwaite va escriure: «era més com una rendició que qualsevol altra cosa: implicava el suïcidi del Partit del Centre...». Signat pel president Hindenburg i el vice-canceller Papen, va ser una realització d'un antic programa de l'Església catòlica per aconseguir un concordat nacional, que datava del primer any de la República de Weimar. Les violacions del tractat per part de l'estat es van iniciar gairebé immediatament. L'Església va protestar contínuament durant tota l'era nazi i va mantenir vincles diplomàtics amb el govern alemany durant el Tercer Reich.
Entre 1930-33, l'Església va iniciar negociacions amb els successius governs alemanys amb un èxit limitat, mentre que un tractat federal era evident. Els polítics catòlics del Partit del Centre van impulsar repetidament un concordat amb la República Alemanya. Al febrer de 1930, Pacelli es va convertir en el secretari d'Estat del Vaticà, responsable de la política exterior mundial de l'Església. En aquesta posició, va continuar treballant cap al "gran objectiu" d'aconseguir un tractat amb Alemanya. Kershaw va escriure que el Vaticà estava ansiós d'arribar a un acord amb el nou govern, tot i que «continuava molestant el clergat catòlic i altres indignacions comeses pels nazis contra l'Església i les seves organitzacions». El biògraf de Pius XII, Robert Ventresca, va escriure: «a causa del creixent assetjament dels catòlics i el clergat catòlic, Pacelli va buscar la ràpida ratificació d'un tractat, buscant, d'aquesta manera, protegir l'Església alemanya». Quan el vice-canceller Papen i l'ambaixador Diego von Bergen van conèixer Pacelli a finals de juny de 1933, el van trobar "visiblement influenciat" per informes d'accions que es prenien contra interessos catòlics alemanys. Hitler volia posar fi a tota vida política catòlica. L'Església volia la protecció de les seves escoles i organitzacions, el reconeixement del dret canònic pel que feia al matrimoni i el dret del Papa a triar els bisbes. El vice-canceller no nazi Papen va ser triat per negociar amb el Vaticà. Els bisbes van anunciar el 6 d'abril que començarien a negociar-se negociacions cap a un concordat. El 10 d'abril, Francis Stratmann OP, capellà dels estudiants de Berlín, va escriure al cardenal Faulhaber: «Les ànimes dels benintencionats es desinflen amb la presa del poder nacional socialista: l'autoritat dels bisbes es debilita entre innombrables catòlics i no catòlics a causa de la seva quasi-aprovació del moviment nacionalsocialista». Alguns catòlics crítics dels nazis aviat van triar emigrar. Entre ells, Waldemar Gurian, Dietrich von Hildebrand i Hans A. Reinhold. Hitler va començar a promulgar lleis que restringien el moviment dels fons (impossibilitant que els catòlics alemanys enviessin diners als missioners), restringir les institucions religioses, l'educació i ordenar l'assistència als actes de les Joventuts Hitlerianes (celebrades els diumenges al matí).
El 8 d'abril, el vice-canceller Von Papen va anar a Roma. En nom del cardenal Pacelli, Ludwig Kaas, el principal president del Partit de Centre, va negociar un esborrany amb Papen. Kaas va arribar a Roma poc abans de Papen per la seva experiència en relacions entre Església i estat. Va ser autoritzat pel cardenal Pacelli a negociar termes amb Papen, però la pressió del govern alemany li va obligar a retirar-se de participar de forma visible. El concordat va allargar l'estada de Kaas a Roma, deixant el partit sense un president. El 5 de maig, Kaas va renunciar al càrrec. En el seu lloc, el partit va triar Heinrich Brüning. De manera congruent, el partit del Centre va ser sotmès a una creixent pressió sota la campanya de Nazi del Gleichschaltung. Els bisbes van veure un projecte el 30 de maig de 1933 quan es van reunir per una reunió conjunta de la conferència episcopal de Fulda, dirigida pel cardenal Bertram de Breslau. I, la conferència dels bisbes de Baviera, dirigida pel seu president, Michael von Faulhaber de Muni). El bisbe Wilhelm Berning d'Osnabrück i l'arquebisbe Conrad Grober de Freiburg van presentar el document als bisbes. Les etmanes d'escalada de la violència anticatòlica van precedir la conferència. Molts bisbes catòlics temien per la seguretat de l'Església si les exigències de Hitler no es complien. Els crítics més forts del concordat van ser el cardenal de Colònia Karl Schulte i el bisbe d'Eichstatt Konst von Preysing. Van assenyalar que la Llei d'habilitació va establir una quasi dictadura, mentre que l'Església no tenia recursos legals si Hitler decidia ignorar el concordat. Els bisbes van aprovar el projecte i van delegar a Grober, amic del cardenal Pacelli i Mons. Kaas, per presentar les preocupacions de l'episcopat per Pacelli i Kaas. El 3 de juny, els bisbes van emetre un comunicat, redactat per Grober, que anunciava el seu suport al concordat. Després que totes les altres parts s'haguessin estat dissoltes o prohibides pel NSDAP, el Partit de Centre es va dissoldre el 6 de juliol.
El 14 de juliol de 1933, el govern de Weimar va acceptar el Reichskonkordat. Va ser signat per Pacelli per al Vaticà i von Papen per a Alemanya, el 20 de juliol; posteriorment, el president Hindenburg va signar, i va ser ratificat al setembre. L'article 16 exigia als bisbes fer un jurament de lleialtat a l'estat. L'article 31 reconeixia mentre l'Església continuaria patrocinant organitzacions caritatives, no recolzaria les organitzacions polítiques ni les causes polítiques. Es va suposar que l'article 31 es complementaria amb una llista d'organismes catòlics protegits, però aquesta llista mai no va ser acordada. L'article 32 va donar a Hitler el que buscava: l'exclusió del clergat i els membres dels ordes religiosos de la política. No obstant això, era gratuït, segons la interpretació de Guenter Lewy. En teoria, els motius de Lewy, els membres del clergat podrien unir-se o romandre en el NSDAP sense transgredir la disciplina de l'Església. "Una ordenança de la Santa Seu que prohibeix als sacerdots ser membres d'un partit polític mai no va ser emesa", afirma Lewy. Els nazis van permetre aquest raonament de membres, "el moviment que sosté l'estat no es pot equiparar als partits polítics de l'estat parlamentari multipartidista en el sentit de l'article 32." L'endemà, el govern va emetre una llei que prohibia la fundació de nous partits polítics, convertint Alemanya en un estat de partit únic.
Efectes del Concordat
La majoria dels historiadors afirmen que va oferir l'acceptació internacional del govern d'Adolf Hitler. Guenter Lewy, politòleg i autor de "L'Església catòlica i l'Alemanya nazi", va escriure:
| « | Hi ha un acord general que el Concordat va augmentar substancialment el prestigi del règim de Hitler a tot el món. Com va senyalar el cardenal Faulhaber en un sermó pronunciat el 1937: "En un moment en què els caps de les principals nacions del món es van enfrontar a la nova Alemanya amb una reserva genial i una considerable sospita, l'Església Catòlica, el poder moral més gran de la Terra, a través de la Concordat va expressar la seva confiança en el nou govern alemany, fet que va ser un fet de significació inconmensurable per a la reputació del nou govern a l'estranger. | » |

L'Església catòlica no estava sola signant tractats amb el govern nazi en aquest moment. El concordat va ser precedit pel Pacte de quatre potències que Hitler havia signat al juny de 1933. Després de la signatura del tractat el 14 de juliol, les minutes del gabinet recorden que Hitler havia dit que el concordat havia creat una atmosfera de confiança que seria «especialment significativa en la lluita contra el judaisme internacional».
| «                | John Cornwell al Papa de Hitler argumenta que el Concordat va ser el resultat d'un tractat que va lliurar els vots parlamentaris del Partit del Centre Catòlic a Hitler, el que li va donar el poder dictatorial (la Llei d'Habilitat de març de 1933). Això és històricament inexacte. Però no hi ha cap dubte sobre la tenaç insistència de Pius XII sobre la retenció de Concordat abans, durant i després de la Segona Guerra Mundial. | » |
| — Michael Phayer | |   |

L'historiador Robert Ventresca va escriure que el Reichskonkordat va deixar els catòlics alemanys sense una "oposició electoral significativa als nazis", mentre que els "beneficis i el compromís diplomàtic entestat del Reichskonkordat amb l'estat alemany no eren ni clars ni determinats". Amb el Reichskonkordat, el govern alemany va aconseguir una proscripció completa de totes les interferències clericals en el camp polític (articles 16 i 32). També va assegurar la lleialtat dels bisbes a l'estat per un jurament de fidelitat. També es van restringir les organitzacions catòliques. En un article de dues pàgines de L'Osservatore Romano del 26 de juliol i el 27 de juliol, el cardenal Pacelli va dir que el propòsit del Reichskonkordat era «no només el reconeixement oficial (pel Reich) de la legislació de l'Església (el seu Codi de Dret Canònic), sinó l'adopció de nombroses disposicions aquesta legislació i la protecció de tota legislació de l'Església». Pacelli va dir a un representant anglès que la Santa Seu només havia acordat preservar l'Església catòlica a Alemanya; també va expressar la seva aversió al antisemitisme. Segons John Jay Hughes, els líders de l'Església eren realistes sobre les suposades proteccions de Concordat. A Roma, el secretari d'estat del Vaticà, el cardenal Pacelli (després Pius XII) va dir al ministre britànic a la Santa Seu que havia signat el tractat amb una pistola al davant. Estava segur que Hitler violaria l'acord, va dir Pacelli, afegint amb humor negre que probablement no violaria totes les seves disposicions alhora. Segons Paul O'Shea, Hitler va tenir un "descarat despreocupament" per al Concordat, i la seva signatura va ser només un primer pas en la "supressió gradual de l'Església Catòlica a Alemanya". El 1942, Hitler va declarar que el Concordat era obsolet i que volia abolir-lo després de la guerra i només dubtava a retirar el representant d'Alemanya del Vaticà per "raons militars relacionades amb la guerra": a la fi de la guerra, finalitzaria el Concordat. Quan el govern nazi va violar el concordat (en particular, l'article 31), els bisbes alemanys i la Santa Seu van protestar contra aquestes violacions. Entre setembre de 1933 i març de 1937, Pacelli va emetre més de setanta notes i memoràndums que protestaven per aquestes violacions. Quan les violacions nazis del Reichskonkordat van escalar per incloure la violència física, el Papa Pius XI va emetre l'encíclica de 1937 Mit brennender Sorge.

### La persecució dels catòlics alemanys
L'amenaça, inicialment esporàdica, de la persecució de l'Església catòlica a Alemanya va seguir l'ascens al poder dels nazis. Els nazis van reclamar la jurisdicció sobre tota activitat col·lectiva i social, interferint en l'escolarització catòlica, grups juvenils, clubs de treballadors i societats culturals."En la darrera part de la dècada dels anys trenta", va escriure Phayer, "els funcionaris de l'Església sabien que l'objectiu final d'Hitler i altres nazis era l'eliminació total del catolicisme i de la religió cristiana. dels alemanys ja fossin catòlics o protestants, aquest objectiu era un objectiu nazi a llarg termini i no a curt termini". Hitler es va moure ràpidament per eliminar el catolicisme polític. Van detenir centenars de membres del Partit de Centre. El govern del Partit Popular de Baviera havia estat enderrocat a Baviera per un cop d'estat nazi el 9 de març de 1933. Dos mil funcionaris del Partit van ser detinguts per la policia a finals de juny. El Partit del Centre nacional es va dissoldre a principis de juliol. La dissolució del Partit de Centre va deixar Alemanya moderna sense un partit catòlic per primera vegada i el Concordat del Reich va prohibir que el clergat participés de la política. Kershaw va escriure que el Vaticà estava ansiós per arribar a un acord amb el nou govern, malgrat «continuar molestant el clergat catòlic i altres indignacions comeses pels radicals nazis contra l'Església i les seves organitzacions». Hitler va tenir una "descarada desconsideració" pel Concordat, va escriure Paul O'Shea, i la seva signatura va ser només un primer pas en la "supressió gradual de l'Església Catòlica a Alemanya". Anton Gill va escriure que "amb la seva usual tècnica irresistible i assetjada, Hitler va procedir a" prendre una milla on s'havia donat una polzada "i va tancar totes les institucions catòliques les funcions no eren estrictament religioses:
| «                                                   | Aviat es va fer evident que [Hitler] pretenia empresonar als catòlics, com a tal, a les seves pròpies esglésies. Podien celebrar la missa i mantenir els seus rituals tant com els agradés, però no podrien tenir res a veure amb la societat alemanya d'una altra manera. Es van tancar les escoles catòliques i els diaris, i es va llançar una campanya de propaganda contra els catòlics. | » |
| — Extracte de "Una honorable derrota" d'Anton Gill. | |   |

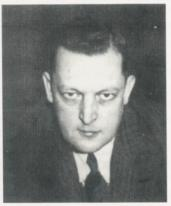
Adalbert Probst, el director nacional de l'Associació Catòlica de l'Esport Juvenil, va ser assassinat a la purga de la Nit dels ganivets llargs. Els nazis van interferir amb l'escola catòlica, els grups juvenils, els clubs de treballadors i les societats culturals.

Immediatament abans de la signatura del Concordat, els nazis havien promulgar la llei d'esterilització -la Llei per a la prevenció de la malaltia hereditària - una política ofensiva als ulls de l'Església catòlica. Uns dies després, els moviments van començar a dissoldre la Lliga Juvenil Catòlica. El catolicisme polític també va ser un dels objectius de la purga de la de la Nit dels ganivets llargs el 1934: el cap d'Acció Catòlica, Erich Klausener, l'escriptor i assessor de Papen Edgar Jung (també un treballador d'Acció catòlica); i el director nacional de l'Associació Catòlica d'Esports Juvenil, Adalbert Probst van ser assassinats, i l'ex canceller del Partit del Centre, Heinrich Brüning, va escapar per poc de l'execució. William Shirer escriure que «el poble alemany no es va amoïnar molt per la persecució de les esglésies pel govern nazi. La majoria no es va traslladar per fer front a la mort o l'empresonament per la llibertat de culte, quedant massa impressionat pels èxits de la política exterior de Hitler i la restauració de l'economia alemanya. Pocs, va dir, es va aturar per reflectir que els nazis tenien la intenció de destruir el cristianisme a Alemanya i substituir el vell paganisme dels déus germànics tribals i el nou paganisme dels extremistes nazis». El sentiment antinazi va créixer en cercles catòlics com els nazis el govern va augmentar les seves mesures repressives contra les seves activitats.
Marcant el clergat com a objectiu
El clergat, així com els membres dels ordes religiosos masculins i femenins i els líders laics, van començar a ser marcats com a objectius, donant lloc a milers de detencions durant els anys posteriors, sovint amb acusacions de contraban de moneda o "immoralitat"". Els sacerdots eren vigilats de prop i freqüentment denunciats, arrestats i enviats a camps de concentració. A partir de 1940 va establir-se un barracó separat pel clergat a Dachau. La intimidació del clergat va ser generalitzada i el cardenal Faulhaber va ser assassinat. El cardenal Innitzer va veure saquejada la seva residència a Viena l'octubre de 1938 i el bisbe Sproll de Rottenburg va ser assetjat i la seva casa va ser vandalizada. El 1937, el New York Times va informar que el Nadal veuria «diversos milers de clergues catòlics a la presó». La propaganda va satiritzar el clergat, incloent l'obra d'Anderl Kern "L'últim pagès". Sota el comandament de Reinhard Heydrich i Heinrich Himmler, la Policia de Seguretat i el SD van ser responsables de suprimir enemics interns i externs de l'estat nazi. Entre aquests enemics es trobaven les "esglésies polítiques", com el clergat luterà i catòlic que s'oposava a Hitler. Aquests dissidents van ser arrestats i enviats a camps de concentració. A la campanya de 1936 contra els monestirs i convents, les autoritats van carregar a 276 membres d'ordes religiosos el delicte d' "homosexualitat". El bienni 1935-36 va ser el llindar de les proves de "immoralitat" contra sacerdots, monjos, religiosos i religioses. Als Estats Units, les protestes es van organitzar en resposta als judicis falsos, inclòs el juny de 1936, petició signada per 48 clergues, inclosos rabbins i pastors protestants: «Presentem una solemne protesta contra la brutalitat gairebé única dels atacs llançats pels alemanys el govern cobra al clergat catòlic amb immoralitat bruta... amb l'esperança que es pugui efectuar la supressió definitiva de totes les creences jueva i cristiana per part de l'estat totalitari». Winston Churchill va escriure desaprovant en la premsa britànica el tracte alemany de «els jueus, protestants i catòlics d'Alemanya».
Atès que el clergat superior podia confiar en un cert suport popular dels fidels, el govern alemany havia de considerar la possibilitat de protestes nacionals. Mentre que centenars de sacerdots ordinaris i membres dels ordes monàstics van ser enviats a camps de concentració durant tot el període nazi, només un bisbe catòlic alemany va ser empresonat breument en un camp de concentració i un altre expulsat de la seva diòcesi. A partir de 1940, la Gestapo va llançar una intensa persecució dels monestirs envaint-los, escorcollant-los i capturant-los. El Provincial de la Província dominicana de Teutonia, Laurentius Siemer, un líder espiritual de la Resistència alemanya va influir en la Comissió d'Assumptes relatius a les ordres, que es van formar en resposta als atacs nazis contra monestirs catòlics i van encoratjar als bisbes a intercedir en nom de les ordres i oposar-se a l'estat nazi més enfáticament. Figures com Galen i Preysing van intentar protegir els sacerdots alemanys de ser arrestats.
La supressió de la premsa catòlica

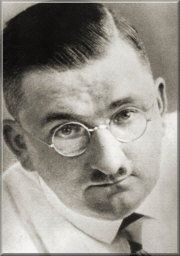
Fritz Gerlich, editor de la setmanal catòlica de Múnic, va ser assassinat la Nit dels ganivets llargs. La premsa catòlica va quedar prohibida a l'Alemanya nazi.

La florent premsa catòlica d'Alemanya es va enfrontar a la censura i el tancament. Al març de 1941, Goebbels va prohibir tota premsa de l'Església, amb el pretext d'una "escassetat de paper". El 1933, els nazis van establir una cambra d'autoria i una cambra de premsa del Reich sota la Cambra de Reich Cultural del Ministeri de Propaganda. Es van aterrorizar els escriptors dissidents. La purga de la Nit dels Ganivets Llargs de juny a juliol de 1934 va ser la culminació d'aquesta primera campanya. Fritz Gerlich, l'editor del setmanal catòlic de Múnic, "Der Gerade Weg", va morir durant la purga per la seva estrident crítica als nazis. L'escriptor i teòleg Dietrich von Hildebrand es va veure obligat a fugir d'Alemanya. El poeta Ernst Wiechert va protestar per les actituds del govern cap a les arts, anomenant-los "assassinat espiritual". Va ser arrestat i deportat al camp de concentració de Dachau. Centenars de detencions i el tancament de les premses catòliques van seguir la publicació de l'encíclica del Papa Pius XI Mit brennender Sorge, marcàdament antinazi. Nikolaus Gross, un sindicalista cristià i director del periòdic obrer de l'oest Westdeutschen Arbeiterzeitung, va ser declarat màrtir i beatificat pel Papa Joan Pau II el 2001. Declarat enemic de l'estat el 1938, el seu diari va ser tancat. Va ser arrestat durant les detencions que seguiren el Complot del 20 de juliol i executat el 23 de gener de 1945.
La supressió de l'educació catòlica
Les escoles catòliques eren un gran camp de batalla en la lluita de l'Església. El 1933, el superintendent de l'escola nazi de Munster va emetre un decret d'instrucció religiosa que es combinava amb la discussió sobre el "poder desmoralitzador" del "poble d'Israel", el bisbe August von Galen de Münster es va negar i va escriure que tal interferència en el pla d'estudis era una violació del Concordat i temia que els nens estiguessin confosos quant a la seva «obligació d'actuar amb caritat per a tots els homes» i pel que fa a la missió històrica del poble d'Israel. Sovint, Galen va protestar directament contra Hitler per violacions del Concordat. El 1936, els nazis van eliminar els crucifixos a l'escola. La protesta de Galen va donar lloc a una manifestació pública.Hitler de vegades va permetre que es col·loquessin pressions sobre pares alemanys per eliminar els nens de les classes religioses per rebre una instrucció ideològica al seu lloc, mentre que en escoles nazis d'elit, les oracions cristianes van ser reemplaçades per rituals teutònics i culte al sol. Els jardins d'infants de l'Església van ser tancats i els programes de benestar catòlic es van restringir sobre la base que estaven ajudant a "racialmente no aptes". Els pares es van veure obligats a retirar els seus fills d'escoles catòliques. A Baviera, els càrrecs docents anteriorment assignats a les monges es van concedir a professors seculars i escoles confessionals transformades en "escoles comunitàries". El 1937, les autoritats de l'Alta Baviera van intentar substituir les escoles catòliques amb "escoles comunes". El cardenal Faulhaber va oferir resistència ferotge. El 1939, totes les escoles confessionals catòliques havien estat dissoltes o convertides en instal·lacions públiques.
"La Guerra contra l'Església"
Després d'enfrontaments constants, a finals de 1935, el bisbe August von Galen de Münster va instar una carta pastoral conjunta que protestava contra una "guerra subterrània" contra l'Església. A principis de 1937, la jerarquia de l'Església a Alemanya, que inicialment havia intentat cooperar amb el nou govern, es va veure molt desil·lusionada. Al març, el papa Pius XI va emetre l'encíclica Mit brennender Sorge, acusant al Govern nazi de violacions del Concordat de 1933 i sembrant les «ombres de sospita, discòrdia, odi, calúmnia, d'hostilitat secreta i oberta a Crist i a la seva Església». Els nazis van respondre amb una intensificació de la lluita contra l'Església iniciada al voltant d'abril. Goebbels augmentà dels atacs verbals contra el clergat de Hitler en el seu diari i va escriure que Hitler havia aprovat els "judicis de immoralitat" contra el clergat i la campanya de propaganda anti-església. L'atac orquestrat de Goebbels va incloure un "judici moral" escènic de 37 franciscans. A l'inici de la Segona Guerra Mundial, el Ministeri de Propaganda de Goebbels va emetre amenaces i va aplicar una intensa pressió a les Esglésies perquè donessin suport a la guerra i la Gestapo va prohibir durant unes poques setmanes l'Església. Durant els primers mesos de la guerra, les esglésies alemanyes van complir No es van emetre denúncies de la invasió de Polònia ni de la Blitzkrieg. Els bisbes catòlics van declarar: «Fem una crida als fidels per unir-se a la pregària ardent que la providència de Déu pot portar aquesta guerra a l'èxit beneït per la pàtria i la gent». Malgrat aquesta manifestació de lleialtat a la Pàtria, el radical anti-església Reinhard Heydrich va determinar que no es podia esperar el recolzament dels líders de l'església per la naturalesa de les seves doctrines i l'internacionalisme i volia paralitzar les activitats polítiques del clergat. Va idear mesures per restringir el funcionament de les esglésies a l'empara de les exigències del temps de guerra, com ara la reducció de recursos disponibles per a les premsa de l'Església sobre la base del racionament, la prohibició de peregrinacions i grans reunions d'església a causa de dificultats de transport. Les esglésies estaven tancades per estar "massa lluny dels refugis de bombes". Les campanes es van fondre i es van tancar les premses.
Amb l'expansió de la guerra a l'Est des del 1941, es va produir una expansió de l'atac alemany a les esglésies. Els monestirs i els convents van ser objectius i l'expropiació de les propietats de l'Església va augmentar. Les autoritats nazis van declarar que les propietats eren necessàries per a necessitats de temps de guerra, com ara hospitals o allotjaments per a refugiats o nens, però que, de fet, els utilitzaven per als propis fins. "Hostilitat a l'estat" va ser una causa comuna donada per les confiscacions, i l'acció d'un sol membre d'un monestir podria provocar la confiscació. Els jesuïtes eren un objectiu en especial. El Nunci Papal Cesare Orsenigo i el Cardenal Bertram es van queixar constantment a les autoritats però se'ls va dir que esperessin més requisicions a causa de les necessitats de temps de guerra. Les autoritats nazis van decretar la dissolució de tots els monestirs i abadies, moltes d'elles efectivament ocupades i secularitzades per l'Allgemeine SS de Himmler. No obstant això, el 30 de juliol de 1941, l'Aktion Klostersturm ("Operació Monestir") es va acabar amb un decret d'Hitler, que temia que les manifestacions creixents de la població catòlica podrien provocar rebel·lions passives, perjudicant l'esforç de guerra nazi al front oriental. Més de 300 monestirs i altres institucions van ser expropiades per la SS. El 22 de març de 1942, els bisbes alemanys van emetre una carta pastoral sobre "La lluita contra el cristianisme i l'Església". La carta era una defensa dels drets humans, l'imperi de la llei i acusava el Govern del Reich de "l'odi injust i la lluita odiada contra el cristianisme i l'Església", malgrat la lleialtat dels catòlics alemanys a la pàtria i el valent servei dels soldats catòlics.
Plans a llarg termini
El gener de 1934, Hitler havia designat Alfred Rosenberg com a líder cultural i educatiu del Reich. El 1934, el Sanctum Officium de Roma va recomanar que el llibre de Rosenberg fos inclòs a l'Index Librorum Prohibitorum per esclafar i rebutjar «tots els dogmes de l'Església catòlica, precisament els fonaments de la religió cristiana». Durant la Guerra, Rosenberg va esbossar el futur previst pel govern hitlerià per a la religió a Alemanya, amb un programa de trenta punts per al futur de les esglésies alemanyes. Entre els seus articles: l'Església Nacional del Reich d'Alemanya reclamaria el control exclusiu de totes les esglésies; la publicació de la Bíblia havia de cessar; els crucifixos, les Bíblies i els sants haurien de ser retirats dels altars; i el Mein Kampf havia de ser col·locat als altars com "a la nació alemanya i, per tant, a Déu el llibre més sagrat"; i la creu cristiana havia de ser eliminada de totes les esglésies i reemplaçada per l'esvàstica.

### L'impacte de la Guerra Civil Espanyola
La Guerra Civil Espanyola (1936-39) va enfrontar l'anomenat "Bàndol Nacional" (ajudat per la Itàlia feixista i l'Alemanya nazi) i els republicans (ajudats per la Unió Soviètica, Mèxic i les Brigades Internacionals de voluntaris, la majoria comandats per la Comintern). El president republicà, Manuel Azaña, era anticlerical, mentre que el Generalísimo Nacional Franco Franco va establir una dictadura feixista que va restaurar alguns privilegis a l'Església. En una taula de conversa del 7 de juny de 1942, Hitler va dir que creia que l'acomodament de Franco a l'Església era un error: «un comet un gran error si es pensa que es pot fer un col·laborador de l'Església acceptant un compromís. El panorama internacional i l'interès polític de tot l'Església catòlica a Espanya fa un conflicte inevitable entre l'Església i el franquisme». Els nazis van retratar la guerra com una lluita entre la civilització i el bolxevisme. Segons l'historiador, Beth Griech-Polelle, molts líders de l'església "van acceptar implícitament la idea que darrere de les forces republicanes hi havia una vasta conspiració judeo-bolchevique amb la intenció de destruir la civilització cristiana ". El Ministeri de Propaganda de Joseph Goebbels va ser la principal font de cobertura domèstica alemanya de la guerra. Goebbels, com Hitler, freqüentment va esmentar l'anomenat vincle entre el judaisme i el comunisme. Goebbels va instruir a la premsa perquè anomenessin simplement als partits republicans "bolchevics" -i per no parlar de la participació militar alemanya. En aquest context, l'agost de 1936, els bisbes alemanys es van reunir per a la seva conferència anual a Fulda. Els bisbes van elaborar una carta pastoral conjunta sobre la guerra civil espanyola: «Per tant, la unitat alemanya no hauria de sacrificar-se a l'antagonisme religiós, les baralles, el menyspreu i les lluites, sinó que el nostre poder nacional de resistència s'ha d'augmentar i reforçar perquè Europa no només ens alliberem del bolxevisme, però també que tot el món civilitzat ens pugui deure».
Faulhaber es troba amb Hitler
Goebbels va assenyalar l'estat d'ànim d'Hitler en el seu diari el 25 d'octubre: «Els judicis contra l'Església catòlica s'aturen temporalment. Possiblement vol la pau, almenys temporalment. Ara, una batalla amb el bolxevisme. Vol parlar amb Faulhaber». Com a nunci, Cesare Orsenigo va acordar que el cardenal Faulhaber tingués una reunió privada amb Hitler. El 4 de novembre de 1936, Hitler es va reunir amb Faulhaber. Hitler va parlar durant la primera hora, després Faulhaber li va dir que el govern nazi havia estat fent guerra a l'església durant tres anys -600 mestres religiosos havien perdut els seus treballs tan sols a Baviera i el nombre es va elevar fins a 1700. El govern va instituir lleis que l'Església no podia acceptar, com l'esterilització dels delinqüents i els discapacitats. Faulhaber va declarar: «Quan els vostres funcionaris o les vostres lleis ofenen el dogma de l'Església o les lleis de la moral, i al mateix temps ofendre la nostra consciència, hem de poder articular-ho com a defensors responsables de les lleis morals». Hitler va dir a Faulhaber que la religió era fonamental per a l'estat, el seu objectiu era protegir el poble alemany de «criminals amb problemes congènits com els que ara causen estralls a Espanya». Faulhaber va respondre que l'Església «no negaria a l'Estat el dret de mantenir aquestes plagues fora de la comunitat nacional en el marc de la llei moral». Hitler va argumentar que els radicals nazis no podien contenir-se fins que no hi havia pau amb l'Església i que els nazis i l'Església combatien junts el bolxevisme, o hi haurà guerra contra l'Església. Kershaw cita la reunió com un exemple de la capacitat de Hitler de "emboirar la visió fins i tot de crítics endurits", "Faulhaber -un home d'acusació aguda, que sovint criticava amb valentia els atacs nazis a l'Església catòlica- es va anar convençut que Hitler era profundament religiós ". ". El 18 de novembre, Faulhaber es va reunir amb els principals membres de la jerarquia alemanya per demanar-los que recordessin als feligresos dels errors del comunisme descrits a l'encíclica Rerum novarum de Lleó XIII de 1891. El 19 de novembre, Pius XI va anunciar que el comunisme s'havia traslladat al capdavant de la llista de "errors" i es necessitava una declaració clara. El 25 de novembre Faulhaber va dir als bisbes bavaresos que va prometre a Hitler que els bisbes emetessin carta pastoral per condemnar el «bolxevisme que representa el major perill per a la pau d'Europa i la civilització cristiana del nostre país». Va afirmar que la carta «tornarà a afirmar la nostra lleialtat i actitud positiva, exigida pel Quart Manament, cap a l'actual govern i el Fuhrer»
El 24 de desembre de 1936, la jerarquia va ordenar als sacerdots que llegeixin la carta pastoral, "Sobre la defensa contra el bolxevisme", des de tots els púlpits el 7 de gener de 1937. La carta incloïa l'afirmació: «ha arribat l'hora fatídica per a la nostra nació i per a la La cultura cristiana de l'obra occidental: el Führer va veure la marxa del bolxevisme des de lluny i va dedicar la seva ment i energia a evitar aquest gran perill del poble alemany i del món occidental. Els bisbes alemanys consideren que tenen el deure de fer tot el possible per donar suport al líder del Reich amb tots els mitjans disponibles en aquesta defensa». La promesa de Hitler a Faulhaber, per aclarir "petits" problemes entre l'Església catòlica i l'estat nazi, mai es va materialitzar. Faulhaber, Galen i Pius XI, van continuar oposant-se al comunisme al llarg de la seva vigència mentre les ansietats arribaven a un punt alt en la dècada de 1930 amb el que el Vaticà va anomenar el "triangle vermell" format per l'URSS, l'Espanya Republicana i el Mèxic revolucionari. Va seguir una sèrie d'encíclics: Bona Sana (1920), Miserentissimus Redemtor (1928), Caritate Christi Compusli (1932), i la més important, Divini redemptoris (1937). Totes elles condemnaven el comunisme.

### L'oposició catòlica al nazisme dins d'Alemanya: 1933-1945

#### La resistència catòlica
El concordat de 1933 entre Alemanya i el Vaticà prohibia al clergat participar en la política, debilitant l'oposició que oferien els líders catòlics alemanys. No obstant això, els clergues es trobaven entre els primers components principals de la Resistència alemanya. «Des del primer moment, va escriure Hamerow, alguns eclesiàstics van expressar, directament, de vegades, les seves reserves sobre el nou ordre. De fet, aquestes reserves gradualment van formar una crítica sistemàtica i coherent de molts dels ensenyaments del nacionalsocialisme.» Més tard, la crítica pública més caustica del Tercer Reich va venir d'alguns dels líders religiosos d'Alemanya. El govern es resistia a moure's contra ells, ja que podien pretendre simplement assistir al benestar espiritual dels seus ramats, « el que deia era de vegades tan crític amb les doctrines centrals del nacionalsocialisme que, per dir-ho, requeria una gran audàcia», i es van convertir en resistències. La seva resistència va ser dirigida no només contra les intrusions del govern en la governança de l'església, les detencions del clergat i l'expropiació de les propietat de l'Església, sinó també qüestions com l'eutanàsia i l'eugenèsia, els fonaments dels drets humans i la justícia com a fonament d'un sistema polític.
Ni les esglésies catòliques o protestants estaven disposades a oposar-se obertament a l'Estat nazi. Mentre oferien, en paraules de Kershaw, «alguna cosa menys que la resistència fonamental al nazisme, les esglésies es van comprometre en una amarga guerra de desgast amb el règim, rebent el recolzament demostratiu de milions de fidels. Aplaudiments per als líders de l'Església quan aparegixien en públic, inflades en esdeveniments com les processons del Corpus Christi i els serveis emparrats de l'església eren signes externs de la lluita... sobretot de l'Església catòlica-contra l'opressió nazi». Mentre l'Església no va aconseguir protegir les seves organitzacions i escoles juvenils, va tenir alguns èxits per mobilitzar l'opinió pública per modificar les polítiques governamentals. Com en el cas de l'intent d'eliminar els crucifixos de les aules. Les esglésies van proporcionar els primers i més resistents centres d'oposició sistemàtica a les polítiques nazis. La moral cristiana i les polítiques anti-Església dels nazis van motivar moltes resistències alemanyes i van impulsar la "revolta moral" dels individus en els seus esforços per enderrocar Hitler. Institucionalment, l'Església catòlica d'Alemanya oferia una resistència organitzada, sistemàtica i consistent a les polítiques governamentals que violaven l'autonomia eclesiàstica. En la seva història de la Resistència alemanya, Hoffmann escriu, des del principi:
| «                                                                                 | [L'Església Catòlica] no va poder acceptar silenciosament la persecució general, la regimentació o l'opressió, ni, en particular, la llei d'esterilització de l'estiu de 1933. Durant els anys fins a l'esclat de la guerra, la resistència catòlica es va estrènyer fins que finalment el seu portaveu més eminent era el mateix Papa la seva encíclica Mit brennender Sorge… del 14 de març de 1937, llegida des de tots els púlpits catòlics alemanys. Clemens August Graf von Galen, bisbe de Münster, era un dels més temibles opinadors catòlics. En termes generals, per tant, les esglésies eren les úniques organitzacions importants per oferir resistències comparativament primerenques i obertes: es van mantenir així en anys posteriors. | » |
| — Extracte de la història de la resistència alemanya 1933-1945 per Peter Hoffmann | |   |

Política de resistència inicial

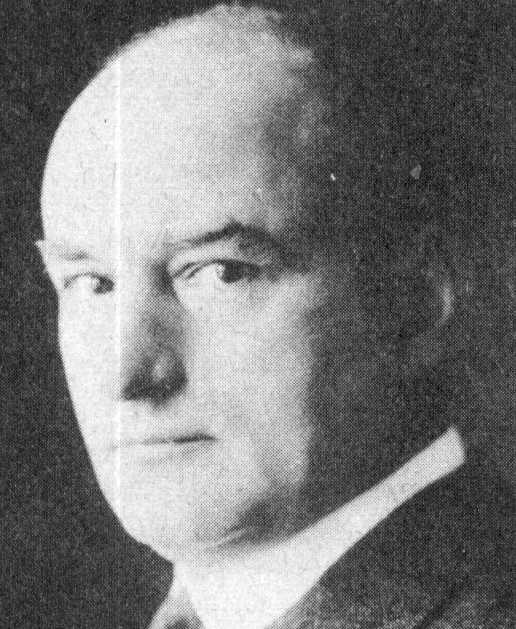
Erich Klausener, el cap d'Acció Catòlica, qui va ser assassinat Durant la purge de la Nit dels Ganivets Llargs de 1934.

El catolicisme polític era un objectiu del govern de Hitler. L'anteriorment influent Partit de Centre i el Partit Popular de Baviera es van dissoldre sota la terrorització. Després que Hitler assolís el poder, els polítics de l'oposició van començar a planificar com podria ser destronat. Els antics opositors polítics es van enfrontar a l'última oportunitat d'aturar la nazificació d'Alemanya, però els partits no-nazis van ser prohibits sota la proclamació de la "Unitat del partit i de l'Estat". L'antic líder del Partit del Centre i canceller del Reich, Heinrich Brüning, va mirar d'expulsar a Hitler, juntament amb els caps militars Kurt von Schleicher i Kurt von Hammerstein-Equord. Erich Klausener, un influent funcionari i president del grup d'Acció Catòlica de Berlín va organitzar convencions catòliques a Berlín el 1933-34. A la manifestació de 1934, va parlar en contra de l'opressió política davant una multitud de 60.000 persones després de la missa ; només sis nits abans que Hitler el colpegés en una purga sagnant. El noble catòlic conservador Franz von Papen, que havia ajudat a Hitler al poder i servia com a canceller adjunt del Reich, va pronunciar una acusació del govern nazi en el seu discurs de Marburg el 17 de juny de 1934. Edgar Jung, escriptor dels discursos i assessor de Papen escriptor i membre d'Acció catòlica, va aprofitar l'oportunitat de reafirmar la base cristiana de l'Estat i la necessitat d'evitar l'agitació i la propaganda. El discurs de Jung va advocar per la llibertat religiosa i va rebutjar les aspiracions totalitàries en el camp de la religió. S'esperava que el discurs provoqués un alçament, centrat en Hindenberg, Papen i l'exèrcit.

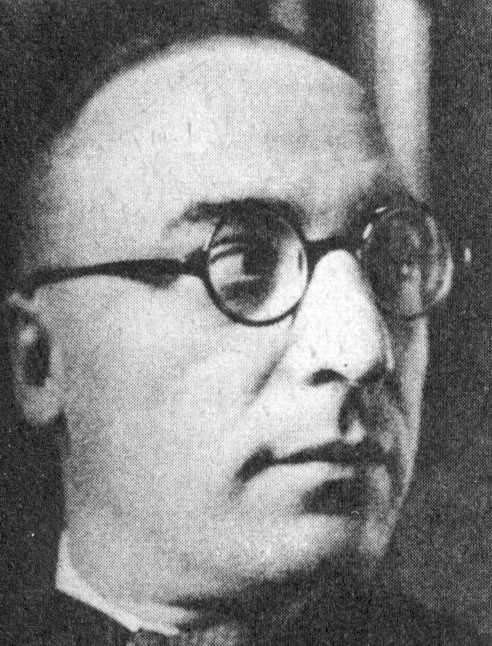
Edgar Jung de l'Acció Catòlica, va ser assessor del rector de Papen. Va redactar el discurs de Marburg del 17 de juny de 1934, que va rebutjar el totalitarisme nazi. Va ser assassinat uns dies més tard en la purga de la Nit dels ganivets llargs.

Hitler va decidir matar els seus principals opositors polítics en la purga de la Nit dels ganivets llargs. Va durar dos dies més del 30 de juny a l'1 de juliol de 1934. Els seus principals rivals en el moviment nazi van ser assassinats, juntament amb més de 100 figures d'oposició, incloent catòlics d'alt perfil. Klausener es va convertir en el primer màrtir catòlic, mentre que Hitler va ordenar personalment l'arrest de Jung i el seu trasllat a la seu de la Gestapo a Berlín, on també va morir. L'Església s'havia resistit als intents del nou Govern de tancar les seves organitzacions juvenils i també va morir Adalbert Probst, director nacional de l'Associació Catòlica de l'Esport Juvenil.La premsa catòlica també estava entre els objectius, amb el periodista antinazi Fritz Gerlich entre els assassinats. El 2 d'agost de 1934, el vell president von Hindenberg va morir. Les oficines del president i del canceller es van combinar, i Hitler va ordenar a l'exèrcit que realitcés un jurament directament a ell. Hitler va declarar la seva "revolució" completa.
Clergues resistents
L'historiador de la Resistència alemanya Joachim Fest va escriure que, al principi, l'Església havia estat força hostil al nazisme i «els seus bisbes van denunciar energèticament les" falses doctrines" dels nazis», però, la seva oposició es va debilitar considerablement després del Concordat. El cardenal Bertram «va desenvolupar un sistema de protesta ineficaç» per satisfer les demandes d'altres bisbes, sense molestar a les autoritats. La resistència més ferma dels líders catòlics es va reafirmar gradualment a partir de les accions individuals dels principals eclesiàstics com Joseph Frings, Konrad von Preysing, August von Galen, Conrad Gröber i Michael von Faulhaber. Segons Fest, el govern va respondre amb «arrestos ocasionals, la retirada dels privilegis docents i la confiscació de les cases editorials i les instal·lacions d'impressió» i «La resistència es va deure en gran manera a una consciència individual. En general, [ambdues esglésies] només van intentar afirmen els seus propis drets i rarament emeten cartes pastorals o declaracions que indiquen qualsevol objecció fonamental a la ideologia nazi ». No obstant això, va escriure Fest, les esglésies, més que cap altra institució, «van proporcionar un fòrum en què els individus podrien allunyar-se del règim».
Els nazis mai no es van sentir prou forts per arrestar o executar els alts càrrecs de l'Església catòlica a Alemanya. Així els bisbes van ser capaços de criticar aspectes del totalitarisme nazi. Els membres de rang més baix s'enfrontaven a l'empresonament o a l'execució. S'estima que un terç dels sacerdots alemanys es van enfrontar a una forma de represàlia del govern nazi i 400 sacerdots alemanys van ser enviats únicament al barracó dedicat als sacerdots del camp de concentració de Dachau. Entre els sacerdots alemanys màrtirs més coneguts estan ser el jesuïta Alfred Delp i el pare Bernhard Lichtenberg. Fra Max Josef Metzger, fundador de l'Associació de Pau dels catòlics alemanys, va ser arrestat per última vegada al juny de 1943 després de ser denunciat per un correu per intentar enviar un memoràndum sobre la reorganització de l'estat alemany i la seva integració en un futur sistema de pau mundial. Va ser executat el 17 d'abril de 1944. Laurentius Siemer, provincial de la Província dominicana de Teutonia, i Augustin Rösch, jesuïta provincial de Baviera, es trobaven entre els alts càrrecs d'ordes que es van fer actius en la Resistència - tots dos van sobreviure a la guerra, tot i que se sabia que tenien coneixement del Complot del 20 de juliol. Bernhard Lichtenberg i el jesuïta Rupert Mayer es troben entre els sacerdots resistents que han estat declarats beats. Mentre centenars de sacerdots ordinaris i membres de les ordres monàstiques van ser enviats als camps de concentració, només un bisbe catòlic alemany va ser empresonat breument en un camp de concentració i un altre expulsat de la seva diòcesi. Això reflectia també l'acostament cautelós adoptat per la jerarquia, que es va sentir segur només al comentar qüestions que transgredien sobre l'esfera eclesiàstica. Albert Speer va escriure que quan Hitler va llegir passatges d'un sermó desafiant o de carta pastoral, es va tornar furiós, i el fet que "no pogués reaccionar immediatament el va elevar a una calor blanca".

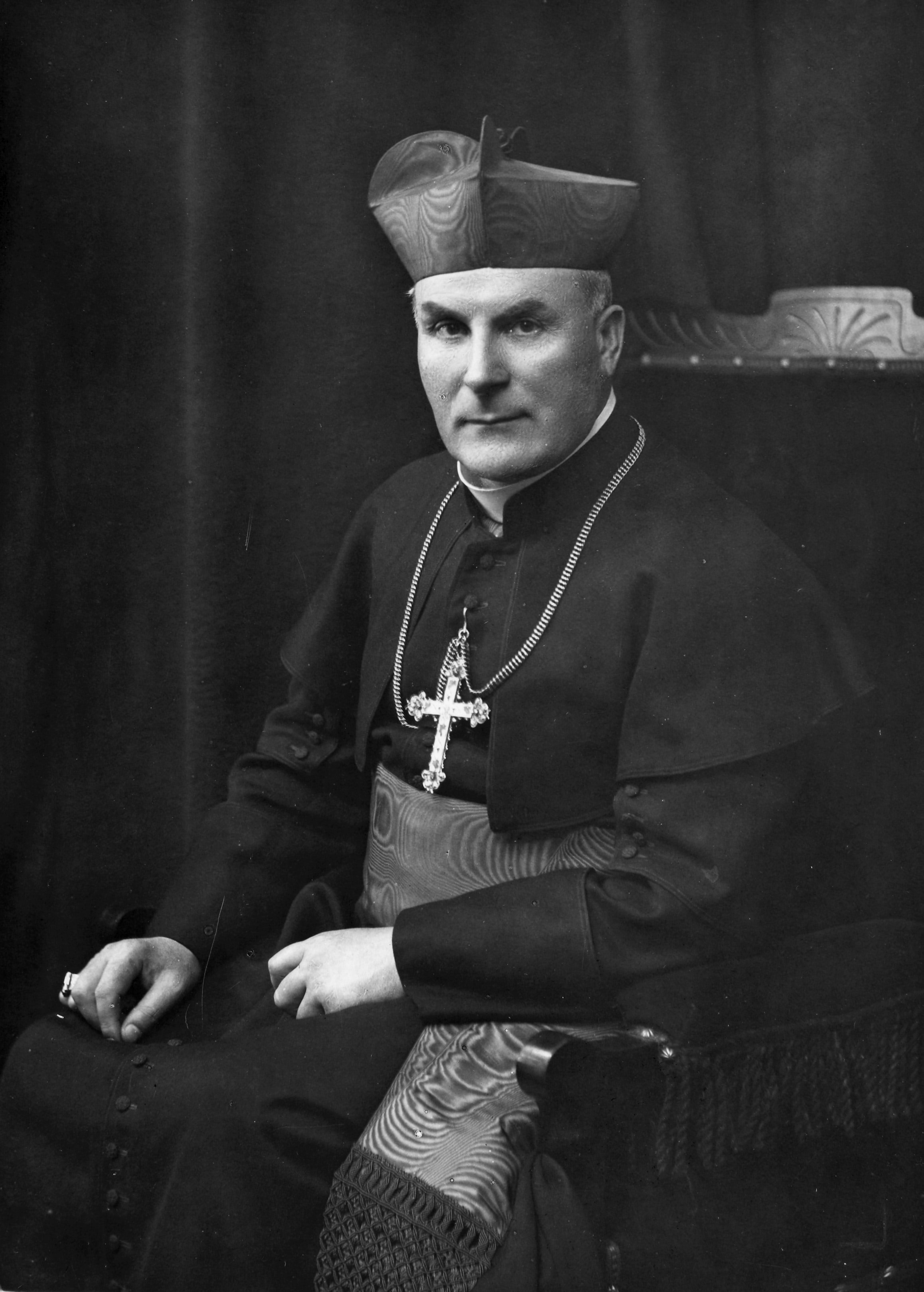
Cardenal Faulhaber. Faulhaber es va resistir a les polítiques del Tercer Reich que van infringir l'autonomia eclesiàstica i van denunciar els radicals nazis que van negar els orígens jueus de Crist i la Bíblia.

El cardenal Michael von Faulhaber va guanyar des del principi una reputació de crític del moviment nazi. Poc després de l'ascens al poder per part dels nazis, els seus tres sermons d'Advent de 1933, titulats "Judaisme, cristianisme i Alemanya", van afirmar els orígens jueus de Crist i la Bíblia. Encara que es va enquadrar amb cautela com una discussió sobre el judaisme històric, els seus sermons van denunciar als extremistes nazis que demanaven que la Bíblia fos purgada de l'Antic Testament "jueu", que considerava que va minar "la base del catolicisme". Hamerow va escriure que Faulhaber intentà evitar el conflicte amb l'estat sobre qüestions que no pertanyien estrictament a l'Església, però en qüestions relacionades amb la defensa dels catòlics «es va negar a comprometre's o retirar-se». El 4 de novembre de 1936, Hitler i Faulhaber es van reunir. Faulhaber va dir a Hitler que el govern nazi havia estat fent guerra a l'Església durant tres anys i havia instituït lleis que l'Església no podia acceptar, com l'esterilització dels criminals i els minusvàlids. Mentre l'Església catòlica respectava la noció d'autoritat, va dir al dictador: «Quan els vostres oficials o les vostres lleis ofenen el dogma de l'Església o les lleis de la moral, i al fer-ho ofendre la nostra consciència, hem de poder articular-ho com a defensors responsables de lleis morals». Es va atemptar contra la seva vida el 1934 i el 1938. Va treballar amb les forces d'ocupació nord-americanes després de la guerra i va rebre el premi més alt de l'Alemanya Occidental, la Gran Creu de l'Ordre del Mèrit. Entre els més ferms i coherents dels grans catòlics per oposar-se als nazis va ser Konrad von Preysing. Preysing va ser nomenat Bisbe de Berlín el 1935. Va ser odiat per Hitler. Es va oposar a les actituds d'apaivagament de Bertram cap als nazis i va treballar amb els principals membres de la resistència Carl Goerdeler i Helmuth James Graf von Moltke. Va formar part de la comissió de cinc membres que va preparar l'encíclica antinazi de Pius XI, de 1937 Mit brennender Sorge, i va intentar bloquejar el tancament nazi de les escoles catòliques i els arrestos de funcionaris de l'Església. El 1938 es va convertir en un dels cofundadors del Hilfswerk beim Bischöflichen Ordinariat Berlin (Oficina de Benestar de l'Oficina Diocesana de Berlín). Va estendre la seva atenció als jueus i va protestar contra el programa d'eutanàsia nazi. Les seves Cartes Pastorals d'Advent de 1942-43 sobre la naturalesa dels drets humans reflectien la teologia anti-nazi de la Declaració de Barmen de l'Església Confessora, que va ser transmesa en alemany per la BBC. En 1944, Preysing es va reunir i va donar una benedicció a Claus von Stauffenberg, al capdavant del complot del 20 de juliol per assassinar Hitler, i va parlar amb el líder de la resistència sobre si la necessitat d'un canvi radical podria justificar el tiranicidi. Malgrat l'oposició oberta de Preysing, els nazis no es van atrevir a arrestar-lo i, diversos mesos després de la guerra, va ser creat cardenal pel papa Pius XII.
El bisbe de Münster, August von Galen era el cosí de Preysing. Un nacionalista conservador, el gener de 1934, va criticar la política racial nazi en un sermó i posteriors homilies. Va equiparar la lleialtat sense dubtes al Reich amb "l'esclavitud" i va parlar contra la teoria de Hitler de la puresa de la sang alemanya. Sovint, Galen va protestar directament contra Hitler per violacions del Concordat. Quan el 1936, els nazis van treure els crucifixos a l'escola, la protesta de Galen va donar lloc a una manifestació pública. Com Presying, va ajudar a redactar l'encíclica papal de 1937. L'any 1941, amb la Wehrmacht marxant cap a Moscou, va denunciar l'anarquia de la Gestapo, les confiscacions de les propietats eclesiàstiques i el cruel programa de l'eutanàsia nazi. Va protestar contra el maltractament dels catòlics a Alemanya: els arrestos i l'empresonament sense processos legals, la supressió dels monestirs i l'expulsió dels ordes religiosos. Però, els seus sermons van anar més enllà de defensar l'Església. Va parlar d'un perill moral a Alemanya per les violacions dels drets humans bàsics del govern: «el dret a la vida, a la inviolabilitat ia la llibertat són parts indispensables de qualsevol ordre social moral». Va dir que qualsevol govern que castigui sense un procés judicial «socava la seva pròpia autoritat i el respecte per la seva sobirania dins de la consciència dels seus ciutadans». Els seus tres poderosos sermons de juliol i agost de 1941 li van valer el sobrenom del "Lleó de Munster". Els sermons van ser impresos i distribuïts il·legalment. Hitler volia treure a Galen, però Goebbels li va dir que això implicaria la pèrdua de la lleialtat de Westfàlia. Els documents suggereixen que els nazis volien penjar von Galen al final de la guerra. Von Galen es trobava entre els conservadors alemanys que havien criticat l'Alemanya de Weimar i que, inicialment, esperaven que el govern nazi restaurés el prestigi alemany, però ràpidament es va desencantar amb l'anticatolicisme i el racisme de l'administració de Hitler Segons Griech-Polelle, va creure que el Dolchstosslegende explicava la derrota de l'exèrcit alemany el 1918. Hamerow va caracteritzar l'enfocament de resistència del clergat catòlic superior com Galen com "tractant d'influir en el Tercer Reich des de dins". Mentre que alguns clergues es van negar a fingir el suport del govern de Hitler, en el conflicte de l'Església amb l'estat sobre l'autonomia eclesiàstica, la jerarquia catòlica va adoptar una estratègia de "aparent acceptació del Tercer Reich", acaronant les seves crítiques motivades merament per un desig per "assenyalar els errors que han comès alguns seguidors incansables" per enfortir el govern. Josef Frings esdevingué arquebisbe de Colònia el 1942. La seva consagració va ser utilitzada com una demostració de l'afirmació d'un mateix catòlic. En els seus sermons, va parlar en repetides ocasions en suport dels pobles perseguits i contra la repressió estatal. Al març de 1944, Frings va atacar detencions arbitràries, persecucions racials i divorcis forçats. Aquella tardor, va protestar contra la Gestapo contra les deportacions de jueus de Colònia i els seus voltants. El 1943, els bisbes alemanys havien debatut si havien d'enfrontar-se directament a Hitler sobre el que sabien de l'assassinat dels jueus. Frings va escriure una carta pastoral advertint a la seva diocesi que no violés els drets inherents dels altres a la vida, fins i tot aquells "no de la nostra sang" i fins i tot durant la guerra, i predicava en un sermó que «ningú no pot prendre la propietat o la vida d'un innocent persona només perquè és membre d'una raça estrangera». Després de la fi de la guerra, Frings va succeir a Bertram com a president de la Conferència Episcopal de Fulda al juliol de 1945 i el 1946 va ser creat cardenal per Pius XII.

#### Eutanàsia

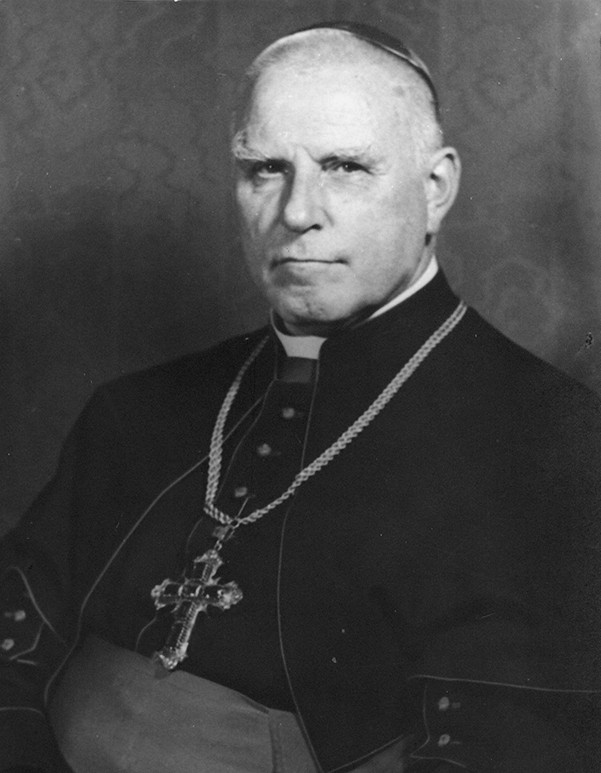
El bisbe von Galen de Münster, un conservador nacionalista i anti-comunista, que es va convertir en un crític d'algunes polítiques dels nazis. El 1941, en una sèrie de sermons, va denunciar l'eutanàsia nazi i l'anarquia, provocant protestes a nivell nacional.

La "Solució final"dels jueus es va produir principalment en territori polonès. L'assassinat dels invalids es va produir a terra alemanya. Va suposar interferències en institucions de benestar catòlic (i protestant). La consciència del programa assassí es va generalitzar i els líders de l'Església que es van oposar, principalment el bisbe catòlic de Münster, August von Galen i el doctor Theophil Wurm, el bisbe protestant de Wurttemberg, van poder provocar una àmplia oposició pública. A partir de 1939, Alemanya va començar el seu programa d'"eutanàsia", sota el qual els que consideraven "racialment no aptes" havien de ser eliminats. Els senils, els discapacitats mentals i els malalts mentals, epilèptics, parapents, afectats amb la síndrome de Down i persones amb afliccions similars van ser assassinades. El programa va suposar l'assassinat sistemàtic de més de 70.000 persones. El programa profundament ofenia la moral catòlica. El Papa Pius XII va protestar, i van arribar a Alemanya per mitjà del bisbe von Galen de Münster, la intervenció de 1941, segons Richard J. Evans, va portar al «moviment de protesta més fort, explícit i generalitzat contra qualsevol política des del començament del Tercer Reich».

El papat i els bisbes alemanys van protestar prèviament contra l'eugenèsia que inspirà l'esterilització nazi dels "racialment impropis". Les protestes catòliques contra l'escalada d'aquesta política en "eutanàsia" van començar a l'estiu de 1940. Malgrat els esforços nazis per traslladar els hospitals al control estatal, un gran nombre de minusvàlids encara estaven sota la cura de les esglésies. Després que els activistes benèfics protestants prenguessin una postura a l'hospital de Betel a l'agost de la diòcesi de von Galen, Galen va escriure a Bertram al juliol de 1940 demanant a l'Església que ocupés una posició moral. Bertram va demanar precaució. L'arquebisbe Conrad Groeber de Freiburg va escriure al cap de la Cancelleria del Reich, i es va oferir pagar tots els costos que l'Estat incorria per «cuidar les persones mentalment afectaades destinades a la mort». La Conferència Episcopal Fulda va enviar una carta de protesta a la Cancelleria del Reich l'11 d'agost i va enviar al bisbe Heinrich Wienken de Caritas per discutir el tema. Wienken va citar el manament "Certs no matarà" i va advertir als funcionaris d'aturar el programa o fer front a la protesta pública de l'Església. Wienken va vacil·lar posteriorment, tement que això pogués posar en perill els seus esforços per alliberar els sacerdots catòlics de Dachau, però va ser instat a mantenir-se ferma pel cardenal Michael von Faulhaber. El govern es va negar a donar un compromís escrit per aturar el programa i el Vaticà va declarar el 2 de desembre que la política era contrària a la llei divina natural i positiva: «No es permet la matança directa d'una persona innocent a causa de defectes mentals o físics».
Les detencions posteriors dels sacerdots i la confiscació de propietats jesuïtes per part de la Gestapo a la seva ciutat natal de Munster, van convèncer a Galen que la precaució aconsellada pel seu superior s'havia tornat inútil. Els dies 6, 13 i 20 de juliol de 1941, Galen va parlar contra la confiscació de propietats i expulsions de religioses, monjos i religiosos i va criticar el programa d'eutanàsia. La policia va atacar el convent de la seva germana i la va retirar al celler. Va escapar, i Galen va llançar el seu repte més audaç al govern en un sermó pronunciat el 3 d'agost. Va declarar que els assassinats eren il·legals i va declarar que havia acusat formalment als responsables en una carta al fiscal. La política va obrir el camí a l'assassinat de totes les "persones improductives", com els vells cavalls o vaques, inclosos veterans de guerra no vàlids: «Qui pot seguir confiant en el seu metge?», va preguntar. Galen va dir que era el deure de tots els cristians oposar-se a la presa de la vida humana. Fins i tot si significava arriscar-se a perdre la seva pròpia. Galen va parlar d'un perill moral a Alemanya per les violacions dels drets humans bàsics del govern. «La sensació creada pels sermons, va escriure Evans, era enorme». Kershaw va senyalar els sermons com una «denúncia vigorosa de la inhumanitat i la barbàrie nazis». Gill va escriure: «Galen va usar la seva condemna d'aquesta terrible política per treure conclusions més àmplies sobre la naturalesa de l'estat nazi». Els sermons van ser impresos i distribuïts de manera il·legal. Galen va llegir els sermons a les esglésies parroquials. Els extractes de difusió britànics sobre el servei alemany de la BBC, van llançar fullets sobre Alemanya i van distribuir els sermons als països ocupats.
El bisbe Antonius Hilfrich de Limburg va escriure al ministre de Justícia, denunciant els assassinats. El bisbe Albert Stohr de Magúncia va condemnar la presa de la vida des del púlpit. Alguns dels sacerdots que van repartir els sermons van ser els arrestats i enviats als camps de concentració enmig de la reacció pública als sermons. L'administrador de la catedral de Mons. Von Preysing, el Pare Bernhard Lichtenberg, es va reunir amb la seva desaparició per protestar per carta directament al Dr. Conti, el director mèdic de l'estat nazi. Va ser detingut poc després i després va morir en el camí cap a Dachau. Griech-Polelle va escriure que la protesta de Galen va venir després d'haver estat proporcionada amb la demostració física i verificable d'assassinats que va exigir abans que emeti una declaració pública i que Galen va aconsellar als seus oients que la desobediència passiva a les lleis nazis específiques era tot el que esperava ells. Mai no va donar suport a la resistència activa contra el govern, va escriure Griech-Polelle, i no va ser interromput ni arrestat per les autoritats estatals després de lliurar els sermons de 1941. Els discursos van enfuriar Hitler. En una taula de converses de 1942 va dir: «El fet de quedar-me en silenci en públic sobre els assumptes de l'Església no és, almenys, incomprès per les astutes guineus de l'Església catòlica, i estic segur que un home com el bisbe von Galen sap molt bé que després de la guerra jo ha d'extreure retribució al final». Hitler volia treure a Galen, però Goebbels li va dir que això implicaria la pèrdua de la lleialtat de Westfàlia. El líder nazi regional i l'adjunt de Hitler, Martin Bormann, van demanar que Galen fos penjat, però Hitler i Goebbels van instar un retard en la retribució fins a la fi de la guerra. Amb el programa ara el coneixement públic, les infermeres i el personal (particularment en les institucions catòliques), cada vegada més pretenien obstruir l'aplicació de la política. Sota la pressió de les creixents protestes, Hitler va detenir el programa principal d'eutanàsia el 24 d'agost de 1941, tot i que va continuar l'assassinat menys sistemàtic dels discapacitats. Les tècniques apreses sobre el programa eutanàsasi nazi van ser posteriorment transferides per al seu ús en el genocidi de l'Holocaust. El 1943, Pius XII va publicar l'encíclica Mystici corporis Christi, en la que condemnava la pràctica de matar les persones discapacitades. Va declarar el seu «dolor profund" a l'assassinat dels deformats, els bojos i aquells que pateixen de malaltia hereditària ... com si fossin una càrrega inútil per a la societat», en condemna del programa d'eutanàsia nazi en curs. A l'encíclica li va seguir, el 26 de setembre de 1943, una condemna oberta per part dels bisbes alemanys que, des de tots els púlpit alemanys, van denunciar l'assassinat de «persones amb discapacitat psíquica inocents i indefenses, malalts incurables i ferits de mort, ostatges innocents i desarmats a presoners de guerra i delinqüents criminals, persones d'una raça o descendència estrangera».

#### Mit brennender Sorge

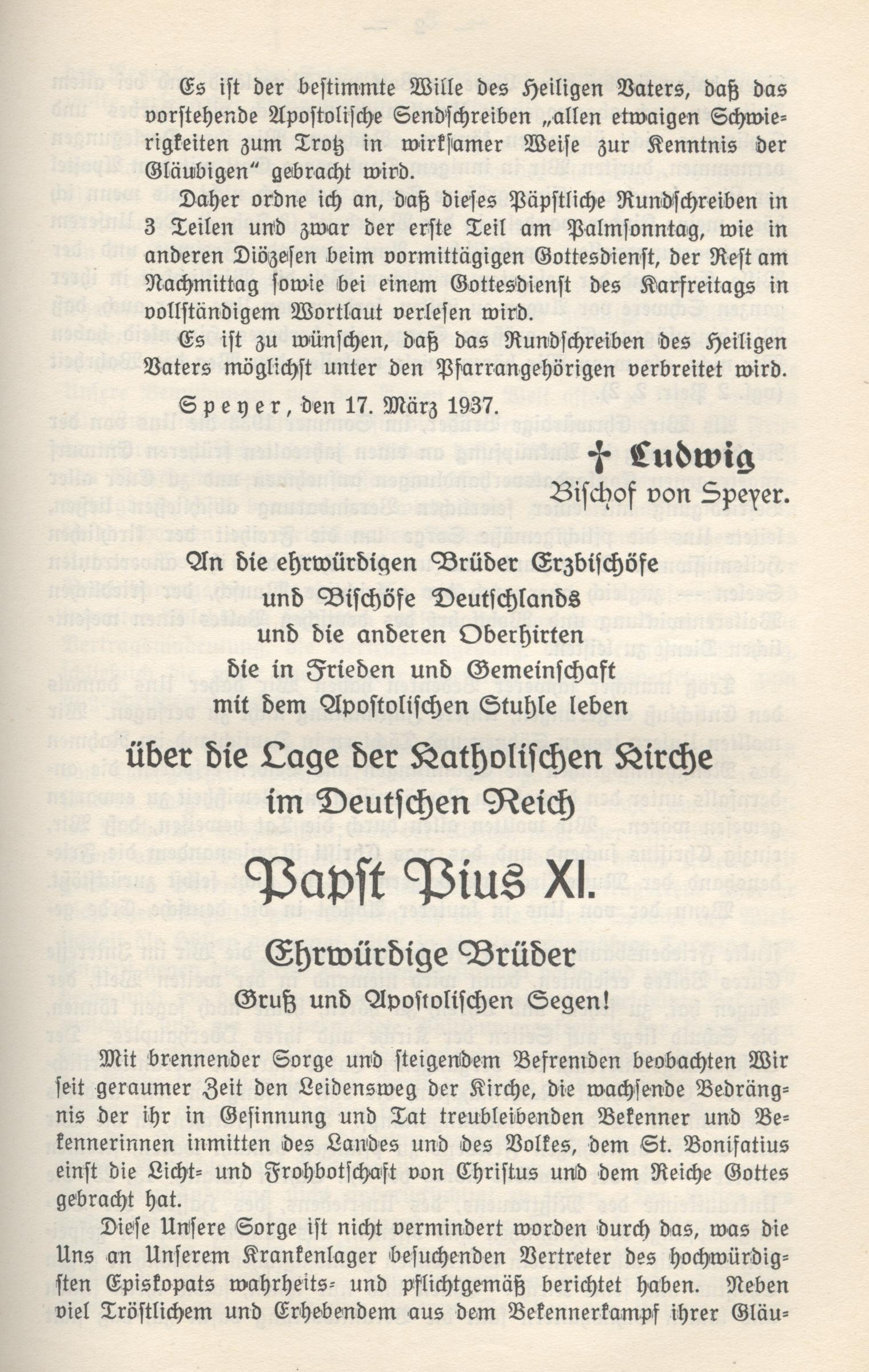
El papa Pius XI. En la seva encíclica de 1937, Mit brennender Sorge, va acusar l'administració nazi de sembrar «l'hostilitat fonamental a Crist i la seva Església» i va assenyalar a l'horitzó els «núvols de tempesta amenaçadors» de guerres religioses d'extermini a Alemanya.

A principis de 1937, la jerarquia de l'església a Alemanya, que inicialment havia intentat cooperar amb el nou govern, es va veure molt desenganyada. Al març, Pius XI va publicar l'encíclica Mit brennender Sorge ("Amb ardent preocupació"). Portada de contraband a Alemanya per evitar la censura, es va llegir des dels púlpits de totes les esglésies catòliques alemanyes el Diumenge de Rams de 1937. Va condemnar la ideologia nazi i va acusar al govern nazi de violar el concordat de 1933 i promoure «sospites, discòrdia, d'hostilitat fonamental secreta i oberta a Crist i la seva Església». Encara que hi ha alguna diferència d'opinió sobre el seu impacte, generalment es reconeix com el "primer ... document públic oficial on es criticava el nazisme". Bokenkotter ho descriu com "una de les majors condemnes d'aquest tipus mai emeses pel Vaticà". Malgrat els esforços de la Gestapo per bloquejar la seva distribució, l'Església va distribuir milers a les parròquies d'Alemanya. Centenars van ser arrestats per lliurar exemplars, i Goebbels va augmentar la propaganda anti-catòlica, incloent un judici-espectacle de 170 franciscans a Koblenz. Els nazis "enfuriats" van augmentar la persecució dels catòlics i l'Església. Gerald Fogarty afirma, "al final, l'encíclica va tenir poc efecte positiu, i si alguna cosa només va exacerbar la crisi".
Segons Frank J. Coppa, els nazis van veure l'encíclica com "una crida a la batalla contra el Reich". Hitler estava furiós i "va prometre la venjança contra l'Església". Thomas Bokenkotter va escriure: «els nazis es van enfuriar. En represàlia van tancar i segellar totes les premses que la van imprimir. Van prendre nombroses mesures vengativas contra l'Església, incloent la posada en escena d'una llarga sèrie de judicis d'immoralitat del clergat catòlic». La policia alemanya va confiscar tantes còpies com va poder, i la Gestapo va confiscar dotze impremtes. Segons Owen Chadwick, John Vidmar, i altres acadèmics, després van continuar les represàlies nazis contra l'Església a Alemanya, incloent-hi «prosecucions escalonades de monjos per homosexualitat, amb el màxim de publicitat». Shirer informa que «durant els anys següents, es van arrestar milers de sacerdots catòlics, monges i líders laics, molts d'ells acusats de" immoralitat "o" contraban de divises».

#### Els sacerdots de Dachau
En un esforç per contrarestar la influència de la resistència espiritual, els serveis de seguretat nazi van controlar de prop el clergat catòlic. Van instruir els agents a cada diòcesi, es van obtenir els informes dels bisbes al Vaticà i es van descobrir les àrees d'activitat dels bisbes. Es va establir una "gran xarxa" per fer un seguiment de les activitats del clergat ordinari: els agents de seguretat nazis van escriure que «la importància d'aquest enemic és tal que els inspectors de la policia de seguretat i el servei de seguretat faran que aquest grup de persones i les qüestions que discuteixin la seva especial preocupació». Els sacerdots es van veure de prop, freqüentment denunciats, arrestats i enviats a camps de concentració. Sovint, simplement sobre la base de ser "sospitosos d'activitats hostils a l'Estat". O hi havia motius per "suposar que el seu tracte podria perjudicar la societat". Dachau va ser establert el març de 1933 com el primer camp de concentració nazi. Principalment un campc, va ser aquí on els nazis van establir els barracons dedicats al clergat. D'un total de 2.720 clergues registrats a la presó a Dachau, uns 2.579 (el 94,88%) eren catòlics. Un total de 1.034 clergues es van registrar com a morts al camp, amb 132 "transferits o liquidats" durant aquest temps, tot i que la investigació de R. Schnabel, de 1966, va trobar un total alternatiu de 2.771, amb 692 assenyalats com a difunts, 336 enviats a "càrregues de trens no vàlides" i, per tant, presumptament morts. Amb molta diferència, el major nombre de presos presos procedien de Polònia: en total, uns 1.748 clergues catòlics polonesos, dels quals uns 868 van morir al camp. Els alemanys van constituir el grup més proper: 411 sacerdots catòlics alemanys, dels quals 94 van morir al campament. 100 van ser "transferits o liquidats". 153 clergues catòlics eren francesos, dels quals, deu van morir al camp. Altres sacerdots catòlics empresonats al camp provenien de Txecoslovàquia, Holanda, Iugoslàvia, Bèlgica, Itàlia, Luxemburg, Lituània, Hongria i Romania. De fora de l'imperi nazi, dos sacerdots britànics i un espanyol van ser empresonats a Dachau, així com un sacerdot "apàtrida".

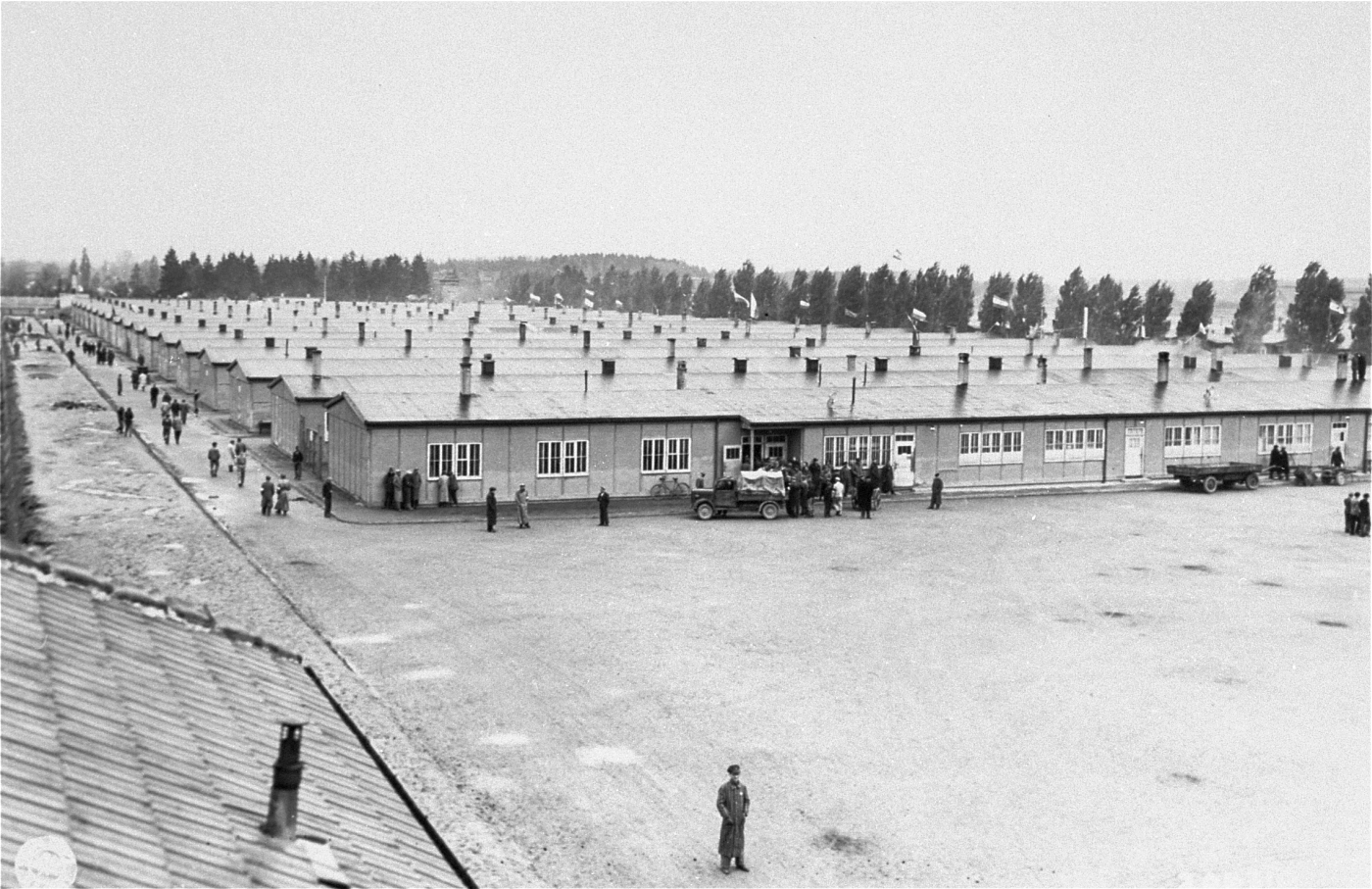
Barracons de presoners al camp de concentració de Dachau, on els nazis van establir un barracó dedicat als clergues que se'ls oposaven el 1940. Un 95% dels interns eren clergues catòlics, principalment polonesos. Més de 400 sacerdots alemanys van ser enviats al camp.

Al desembre de 1935, Wilhelm Braun, un teòleg catòlic de Múnic, es va convertir en el primer teòleg catòlic empresonat a Dachau. L'annexió d'Àustria va fer augmentar els clergues reclusos. Berben va escriure: «El comandant en aquella època, Loritz, els perseguia amb feroç odi i, malauradament, va trobar alguns presoners per ajudar els guàrdies en el seu sinistre treball». Malgrat l'hostilitat de les SS a l'observança religiosa, el Vaticà i els bisbes alemanys van pressionar amb èxit el govern per concentrar el clergat en un camp i van obtenir el permís per a construir una capella, perquè els sacerdots visquessin comunalment i se'ls assignés temps per a l'activitat religiosa i intel·lectual. A partir de desembre de 1940, els sacerdots es van reunir als Blocs 26, 28 i 30, encara que només temporalment. El 26 es va convertir en el bloc internacional i el 28 va estar reservat als polonesos, el grup més nombrós. Les condicions variaven per als presoners al campament. Els nazis van introduir una jerarquia racial, mantenint els polonesos en condicions severes, mentre que afavorint els sacerdots alemanys. Molts sacerdots polonesos simplement van morir del fred, en no rebre roba suficient. Nombrosos van ser escollits per set sotmesos als experiments mèdics nazis. El novembre de 1942, es van donar 20 flegmons. 120 van ser utilitzats pel Dr Schilling per a experiments de malària entre juliol de 1942 i maig de 1944. Diversos polonesos morir a través dels "trens no vàlids" enviats fora del camp, altres van ser liquidats al camp i es van atorgar certificats falsos de defunció. Alguns van morir a causa dels càstigs cruels per delictes menors, van ser colpejats fins a la mort o van treballar fins l'esgotament. L'activitat religiosa fora de la capella estava totalment prohibida, i els sacerdots havien de confessar i repartir l'Eucaristia entre altres presos en secret.
Enmig de la persecució nazi dels catòlics tirolesos, el beat Otto Neururer, un rector de parròquia fou enviat a Dachau per "calúmnies en detriment del matrimoni alemany", després d'haver aconsellat a una noia contra casar-se amb l'amiga d'un oficial superior nazi. Va ser executat cruelment a Buchenwald el 1940 per dur a terme un bateig allà. Va ser el primer sacerdot assassinat en els camps de concentració. El beat Bernhard Lichtenberg va morir en ruta a Dachau el 1943. Al desembre de 1944, el beat Karl Leisner, un diaca de Munster que estava morint de tuberculosi, va rebre la seva ordenació a Dachau. El seu company presoner Gabriel Piguet, el bisbe de Clermont-Ferrand va presidir la cerimònia secreta. Leisner va morir poc després de l'alliberament del campament. Entre altres notables clergues catòlics enviats a Dachau van ser: el Pare Jean Bernard de Luxemburg; el carmelita holandès Titus Brandsma († 1942), Fra Stefan Wincenty Frelichowski († 1945), Hilary Paweł Januszewski († 1945), Lawrence Wnuk, Ignacy Jeż i Adam Kozłowiecki de Polònia; i els pares Josef Lenzel i August Froehlich d'Alemanya. Després de la guerra, en commemoració es va erigir a Dachau la Capella d'Agonia Mortal de Crist i un convent carmelita.
El Barracó de sacerdots de Dachau: estadístiques segons les principals nacionalitats
| Nacionalitat   | Nombre total | Total de catòlics | Total informats | Total transferits | Total alliberats el 29 d'abril de 1945 | Total morts |
| -------------- | ------------ | ----------------- | --------------- | ----------------- | -------------------------------------- | ----------- |
| Polònia        | 1780         | 1748              | 78              | 4                 | 830                                    | 868         |
| Alemanya       | 447          | 411               | 208             | 100               | 45                                     | 94          |
| França         | 156          | 153               | 5               | 4                 | 137                                    | 10          |
| Txecoslovàquia | 109          | 93                | 1               | 10                | 74                                     | 24          |
| Països Baixos  | 63           | 39                | 10              | 0                 | 36                                     | 17          |
| Iugoslàvia     | 50           | 35                | 2               | 6                 | 38                                     | 4           |
| Bèlgica        | 46           | 46                | 1               | 3                 | 33                                     | 9           |
| Itàlia         | 28           | 28                | 0               | 1                 | 26                                     | 1           |
| Luxemburg      | 16           | 16                | 2               | 0                 | 8                                      | 6           |
| Total          | 2720         | 2579              | 314             | 132               | 1240                                   | 1034        |

#### Catòlics a la Resistència alemanya
La resistència alemanya a Hitler estava formada per diversos petits grups d'oposició i individus, en diferents etapes, per tramar o intentar derrocar a Hitler. Estaven motivats per factors com el maltractament dels jueus, l'assetjament de les esglésies i les dures accions de Himmler i la Gestapo. La moral cristiana i les polítiques anti-eclesiàstiques dels nazis van ser un factor motivador que impulsava moltes resistències alemanyes aportant ímpetu a la "revolta moral" dels individus. Ni les esglésies catòliques ni les esglésies protestants com a institucions estaven disposades a moure's per fer una oposició oberta contra l'estat. No obstant això, Wolf cita esdeveniments com el complot de juliol de 1944 hauria estat "inconcebible sense el suport espiritual de la resistència de l'Església". Per a molts dels catòlics compromesos en la Resistència alemanya -incloent el provincial jesuïta de Baviera, Augustin Rösch, els sindicalistes catòlics Jakob Kaiser, Bernhard Letterhaus i el cap del complot de juliol, Claus von Stauffenberg, «motius religiosos i la determinació de resistir semblava haver-se desenvolupat de la mà». A l'hivern de 1939/40, amb la invasió de Polònia, però la França i els Països Baixos encara no van ser atacats, la Resistència militar alemanya aviat va buscar l'ajuda del Papa per preparar un cop d'estat. El coronel Hans Oster de l'Abwehr va enviar un advocat i devot catòlic, Josef Müller, en un viatge clandestí a Roma per buscar ajuda papal en la trama. El Vaticà va considerar que Müller era un representant del coronel-general Ludwig Beck i va acceptar oferir la maquinària per a la mediació. El Papa Pius, comunicant-se amb el britànic Francis d'Arcy Osborne, va canalitzar les comunicacions en secret. El govern britànic no es va comprometre. Les ràpides victòries de Hitler sobre els Països Baixos i França van desinflar la voluntat dels exèrcits alemanys de resistir-se. Muller va ser arrestat en la primera incursió a la Intel·ligència Militar el 1943. Va passar la resta de la guerra als camps de concentració, acabant a Dachau. Pius XII va mantenir el contacte amb la Resistència alemanya i va continuar pressionant per la pau.

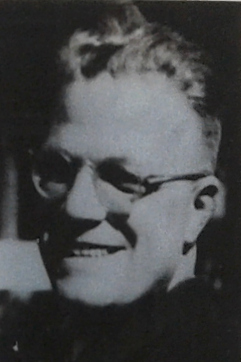
El pare jesuïta Alfred Delp un membre influent del cercle Kreisau i un líder intel·lectual de la resistència alemanya. Va ser executat al febrer de 1945.

Els antics guardians nacionals conservadors alineats amb Carl Friedrich Goerdeler van trencar amb Hitler a mitjans dels anys trenta. Segons Kershaw, «menyspreaven la barbàrie del règim nazi, però tenien ganes de restablir l'estatus d'Alemanya com una potència important ...». Essencialment autoritaris, van afavorir la monarquia i els drets electorals limitats "recolzant-se en els valors de la família cristiana". Laurentius Siemer, provincial de la província dominicana de Teutònia, va parlar amb cercles de resistència sobre el tema de l'ensenyament social catòlic com a punt de partida per a la reconstrucció d'Alemanya, i va treballar amb Carl Goerdeler i altres en planificar una Alemanya després del cop. Després del fracàs del complot de juliol de 1944 per assassinar Hitler, Siemer va evadir la captura de la Gestapo al monestir d'Oldenberg i es va amagar fins al final de la guerra, quedant així un dels pocs conspiradors que van poder sobreviure a la purga. Un grup més jove, anomenat "Cercle Kreisau" per la Gestapo, no va mirar la inspiració de l'imperialisme alemany. Encara que era multi-confessional, tenia una orientació fortament cristiana, i buscava un ressorgiment cristià general i despertar la consciència del transcendental. La seva perspectiva es va basar tant en la tradició romàntica i idealista alemanya com en la doctrina catòlica de la llei natural. Tenia al voltant de vint membres. Entre la pertinença central del cercle hi havia els pares jesuïtes Fathers Augustin Rösch, Alfred Delp i Lothar König. El bisbe von Preysing també va tenir contacte amb el grup. Segons Gill, «el paper de Delp era donar a conèixer a Moltke les possibilitats de la comunitat catòlica de donar suport a una nova Alemanya de postguerra». Rösch i Delp també van explorar les possibilitats d'un terreny comú entre sindicats cristians i socialistes. Lothar König es va convertir en un intermediari important entre el Cercle i els bisbes Conrad Grober de Freiberg i Presiding de Berlin. El grup Kreisau va combinar, però, nocions conservadores de reforma amb soques socialistes; simbiosi expressada per la noció de «socialisme personal» de Delp. El grup va rebutjar els models occidentals, però volia «associar valors conservadors i socialistes, l'aristocràcia i els treballadors, en una nova síntesi democràtica que inclouria les esglésies». A "Die dritte Idee" ("La tercera idea"), Delp exposà la noció d'una tercera via que, a diferència del comunisme i el capitalisme, podria restaurar la unitat de la persona i la societat. El Cercle va pressionar un cop d'Estat contra Hitler, però sense estar armat, va dependre de la persuasió de les figures militars perquè actuessin.
Treballador activista cristià i polític del Partit del Centre Fra Otto Müller va estar entre els que van argumentar per una línia ferma dels bisbes alemanys contra les violacions legals dels nazis. En contacte amb l'oposició militar alemanya abans de l'esclat de la guerra, més tard va permetre a les figures individuals d'oposició l'ús de la Ketteler-Haus a Colònia per a les seves discussions i va participar amb els membres del complot de juliol Jakob Kaiser, Nikolaus Groß i Bernhard Letterhaus en la planificació de l'Alemanya de després dels nazis. Després del fracàs del complot de juliol, la Gestapo va arrestar a Müller, que va ser empresonat a l'Hospital de la Policia de Berlín, on va morir.
Els grups més petits es van veure fortament influïts per la moral cristiana. El grup de resistència estudiantil de la Rosa Blanca es va inspirar en part en els homilies anti-eutanàsia d'August von Galen, igual que els màrtirs de Lübeck. A partir de 1942, la Rosa Blanca va publicar fulletons per influenciar les persones contra el nazisme i el militarisme. Van criticar la naturalesa "anti-cristiana" i "antisocial" de la guerra. Els líders del grup van ser capturats i executats el 1943. Capellans de parròquia com els màrtirs de Lübeck (Johannes Prassek, Eduard Müller i Hermann Lange) i el pastor luterà Karl Friedrich Stellbrink també va participar en la resistència localitzada. Compartien la desaprovació dels nazis i els quatre sacerdots parlaven públicament contra els nazis; inicialment, distribuint discretament fullets a amics i parroquians. Van distribuir informació de la ràdio britànica i de fullets amb els sermons del bisbe von Galen. Van ser arrestats el 1942 i executats. [273] L'anomenat grup "Grup de te de Frau Solf" incloïa un altre jesuïta, el pare Friedrich Erxleben. El propòsit del Cercle Solf era buscar formes humanitàries de contrarestar els nazis. Es trobaven a la casa de Frau Solf o d'Elizabeth von Thadden. Van ser arrestats el 1944 i alguns van ser executats.
El Complot de juliol

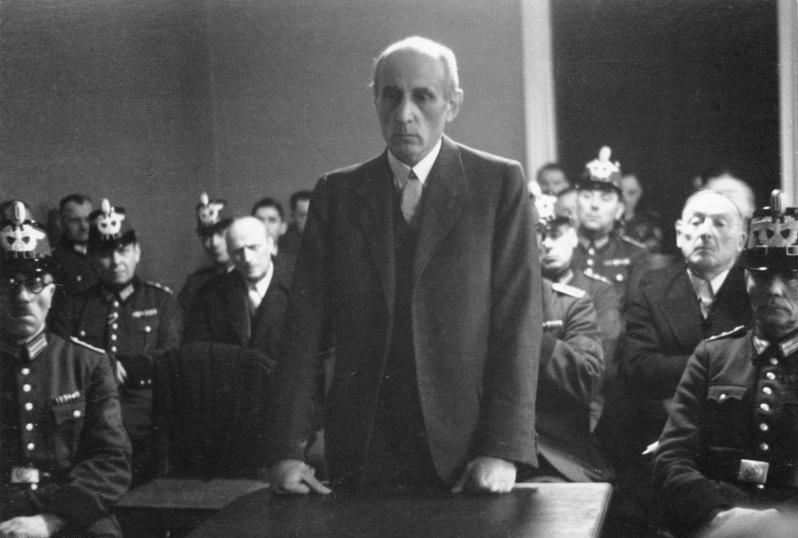
El polític catòlic Eugen Bolz al Tribunal Popular. President de Württemberg el 1933, va ser deposat pels nazis. Posteriorment arrestat pel seu paper en el complotdel 20 de juliol per derrocar a Hitler, va ser decapitat el gener de 1945.

El 20 de juliol de 1944, es va fer un intent per assassinar Adolf Hitler, dins del seu "Cau del Llop, el quarter general de campanya a Prússia Oriental. La trama de juliol va ser la culminació dels esforços de diversos grups en la Resistència alemanya per enderrocar el govern alemany dirigit pels nazis. Durant els interrogatoris, o els seus judicis espectacles, diversos conspiradors van citar l'assalt nazi a les esglésies com un dels factors motivadors de la seva participació. El clergue protestant Eugen Gerstenmaier va dir que la clau de tota la resistència va derivar del mal de Hitler i el "deure cristià" per combatre'l. El líder de la trama, el noble catòlic Claus Von Stauffenberg, inicialment veia favorablement sobre l'arribada dels nazis al poder, però va arribar a oposar-los a causa de la persecució dels jueus i l'opressió de l'església. Va dirigir la trama del 20 de juliol (Operació Valkyrie) per assassinar Hitler. El 1943 es va unir a la resistència i va començar a planificar l'assassinat i el cop d'estat fallits de Valkyrie, en què va col·locar personalment una bomba de temps sota la taula de conferències de Hitler. L'assassinat de Hitler absoldria l'exèrcit alemany del desacord moral de trencar el seu jurament al Führer. Davant la qüestió moral i teològica del tiranicidi, Stauffenberg es va conferir amb el bisbe Konrad von Preysing i va trobar l'afirmació al catolicisme primerenc, i a través de Luter. El gabinet que havia de reemplaçar el govern nazi incloïa als polítics catòlics Eugen Bolz, Bernhard Letterhaus, Andreas Hermes i Josef Wirmer. Wirmer era membre de l'esquerra del Partit de Centre, havia treballat per forjar vincles entre la resistència civil i els sindicats i era un confident de Jakob Kaiser, líder del moviment sindical cristià, que Hitler havia prohibit després d'assumir el càrrec. Lettehaus també era líder sindical. Com a capità a l'Oberkommando der Wehrmacht (Comandament suprem), havia recollit informació i es va convertir en un membre líder de la resistència. La "Declaració de govern" que es va emetre després del cop d'estat el 20 de juliol de 1944 va apel·lar inequívocament a les sensibilitats cristianes: Després del fracàs de la trama, Stauffenberg va ser afusellat, el cercle de Kreisau es va dissoldre i Moltke, Yorck i Delp, entre d'altres, van ser executats.
| «                                                                                      | Es restaurarà la llibertat d'esperit, consciència, fe i opinió trencada. Les esglésies tornaran a rebre el dret de treballar per les seves confessions. En el futur existira separat de l'estat ... El treball de l'estat ha de ser inspirat, tant en paraula com en escriptura per la perspectiva cristiana... | » |
| — "Transmissió de govern" prevista dels conspiradors de conspiració de juliol de 1944. | |   |

### Adaptació catòlica al nazisme

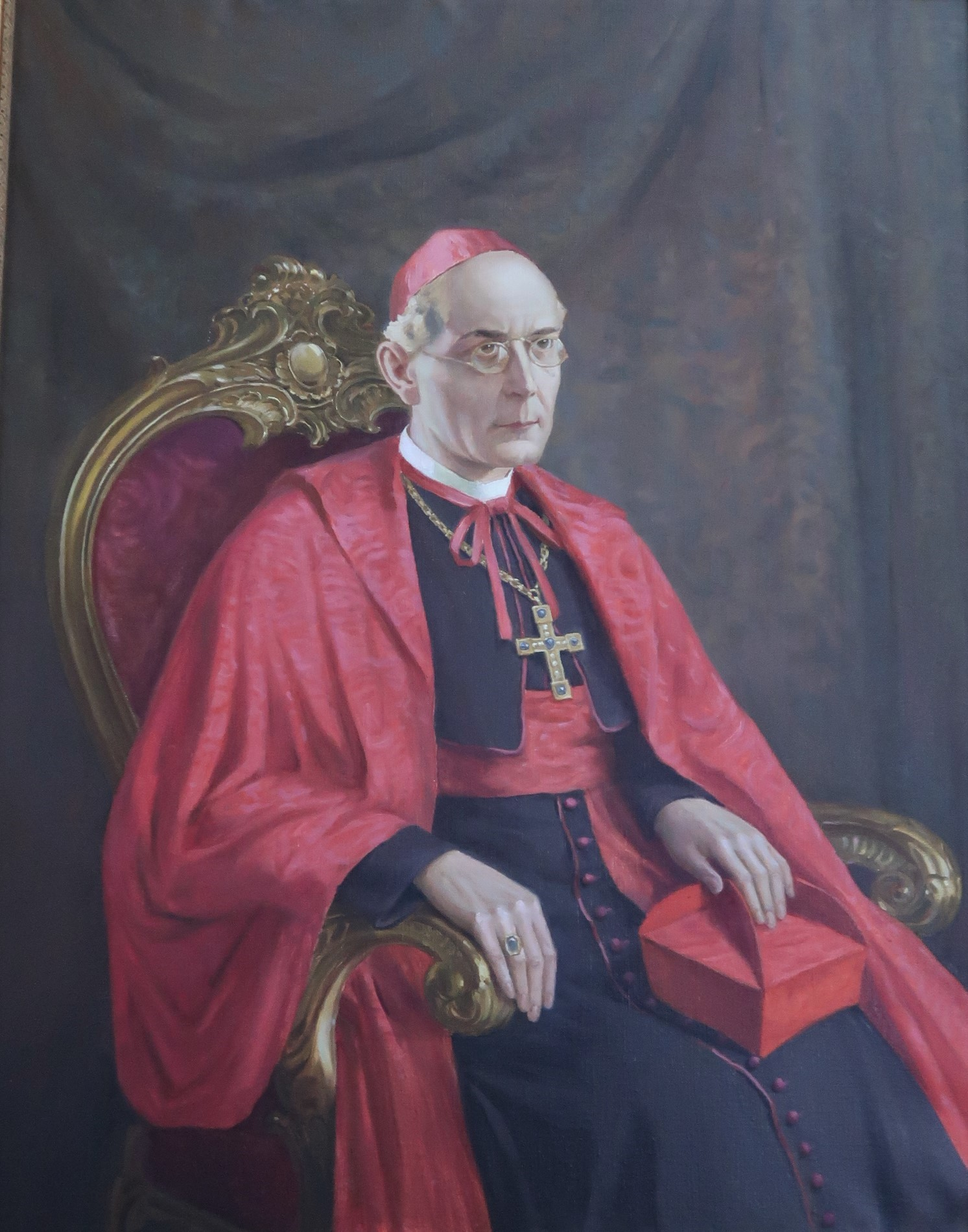
El cardenal Adolf Bertram, cap ex officio de l'Església alemanya entre 1920 i 1945. Generalment afavorí una política de no confrontació des de l'Església vers el govern nazi.

Kershaw va escriure que mentre «la detestació del nazisme era aclaparadora dins de l'Església catòlica», no va impedir que els líders de l'Església aprovessin àrees de política governamental, en particular, on el nazisme "es fusionava amb les aspiracions nacionals", com el suport a la política exterior "patriòtica" o objectius de guerra, obediència a l'autoritat estatal (on això no va contravenir la llei divina); i la destrucció del marxisme ateu i del bolxevisme soviètic. L'antijudisme cristià tradicional era "sense baluard" contra l'antisemitisme biològic nazi. Sobre aquestes qüestions «les esglésies com a institucions van caure en motius incerts», i l'oposició es va deixar en general a esforços fragmentats i en gran part individualitzats. Segons Shirer, la jerarquia catòlica a Alemanya va intentar cooperar amb el govern nazi, però el 1937 s'havia desil·lusionat. Per tant, el Vaticà va publicar Mit brennender Sorge, que esbossava les transgressions nazis. Pocs alemanys ordinaris, van escriure Shirer, es van detenir a reflexionar sobre la intenció dels nazis de destruir el cristianisme a Alemanya.
Segons el Dr. Harry Schnitker, a "Els sacerdots de Hitler" de Kevin Spicer van trobar al voltant del 0,5% dels sacerdots alemanys (138 de 42,000, entre ells austríacs) que podrien considerar-se nazis. Un d'aquests sacerdots va ser Karl Eschweiler, un oponent de la República de Weimar, suspès dels deures sacerdotals pel cardenal Pacelli (el futur Pius XII) per escriure panfletes nazis en suport de l'eugenèsia. El cardenal Bertram, cap ex officio dels bisbes alemanys, va enviar felicitacions d'aniversari de Hitler el 1939 en nom de tots els bisbes catòlics alemanys, un acte que va enuigar al bisbe Konrad von Preysing. Bertram va ser l'advocat principal de l'acomodació i el líder de l'església alemanya, una combinació que no agradava en altres oponents del nazisme.
El 1943, Grober va expressar l'opinió que els bisbes haurien de mantenir-se fidels a la "gent estimada i la pàtria", tot i els abusos del Reichskonkordat. Tot i això, Gröber es trobava entre els que hi havia a la jerarquia d'Alemanya, que van arribar a articular i donar suport a la resistència als nazis. Va protestar contra la persecució religiosa dels catòlics a Alemanya. Dona suport al treballador de l'Oficina per l'Alleugeriment de la guerra religiosa Gertrud Luckner, de la resistència alemanya (Kirchliche Kriegshilfsstelle) sota els auspicis de l'agència d'ajuda catòlica, Càritas. L'oficina es va convertir en l'instrument a través del qual els catòlics de Freiburg van ajudar a perseguir racialment "no-aris" (jueus i cristians). Luckner va utilitzar fons rebuts de l'arquebisbe per ajudar els jueus. Després de la guerra, Gröber va dir que era s'havia oposat tant als nazis que aquests planejaven crucificar-lo a la porta de la catedral de Freiburg. Mary Fulbrook va escriure que quan la política va envair a l'església, els catòlics estaven disposats a resistir, però el registre era d'una altra manera irregular i desigual amb notables excepcions, «sembla que, per a molts alemanys, l'adhesió a la fe cristiana va ser compatible amb menys consentiment passiu, si no suport actiu, a la dictadura nazi».
Hamerow caracteritzàr l'enfocament de resistència del clergat superior catòlic com August von Galen de Münster com «tractant d'influir en el Tercer Reich des de dins». Mentre que alguns clergues es van negar a fingir el suport del govern en el conflicte de l'Església amb l'estat sobre l'autonomia eclesiàstica, la jerarquia catòlica va adoptar una estratègia de "aparent acceptació del Tercer Reich", al cedir les seves crítiques motivades només pel desig de "assenyalen errors que alguns dels seus seguidors excessius van cometre "per enfortir el govern. Griech-Polelle va escriure que Galen havia argumentat que els bons catòlics podrien donar suport a un govern l'objectiu del qual era destruir una conspiració judeo-bolchevic. Quan Galen va lliurar les seves famoses denúncies del 1941 de l'eutanàsia nazi i l'anarquia de la Gestapo, també va dir que l'Església mai no havia buscat el derrocament del govern.

## El Papat i l'Alemanya nazi

### El Papat de Pius XI

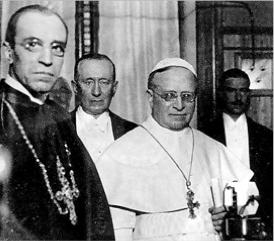
El Papa Pius XI va publicar l'encíclica anti-nazi "Mit brennender Sorge" el 1937. Va ser en part redactada pel seu successor, el cardenal Eugenio Pacelli.

El pontificat de Pius XI va coincidir amb les primeres conseqüències de la Primera Guerra Mundial. Les antigues monarquies europees havien estat majoritàriament arrasades i es va formar un ordre nou i precari a tot el continent. A l'est va sorgir la Unió Soviètica. A Itàlia, el dictador feixista Benito Mussolini es va fer càrrec del poder, mentre que a Alemanya, la fràgil República de Weimar es va enfonsar amb la presa de poder nazi.
Diplomàcia
El principal enfocament diplomàtic de Pío va ser celebrar concordats. Va concloure divuit d'aquests tractats durant el curs del seu pontificat. Tanmateix, va escriure Hebblethwaite, aquests concordats no es van demostrar "durables ni meritoris" i "van fracassar completament en el seu objectiu de salvaguardar els drets institucionals de l'Església" perquè "Europa estava entrant en un període en el qual aquests acords es consideraven simples trossos de paper". En 1929, Pius va signar el tractat de Laterà i un concordat amb Itàlia, confirmant l'existència de l'estat independent de la Ciutat del Vaticà, a canvi del reconeixement del Regne d'Itàlia i un compromís perquè el papat fos neutral en els conflictes mundials. A l'article 24 del Concordat, el papat es va comprometre a «romandre fora de conflictes temporals, tret que les parts interessades apel·lessin conjuntament a la missió de pacificació de la Santa Seu».
En 1933, Pius va signar el "concordat del Reich" amb Alemanya, amb l'esperança de protegir els drets dels catòlics sota el govern nazi. El tractat era una extensió dels concordats existents ja signats amb Prússia i Baviera, però segons va escriure Hebblethwaite, semblava «més com una rendició que qualsevol altra cosa: implicava el suïcidi del Partit del Centre...». La persecució de l'Església catòlica a Alemanya va iniciar-se tot just els nazis prengueren el poder. El Vaticà estava ansiós de concloure el concordat amb el nou govern, malgrat els atacs en curs. Les violacions nazis de l'acord van començar gairebé tan aviat com s'havia signat. Entre 1933 i 1936, Pius va escriure diverses protestes contra els nazis, mentre que la seva actitud davant la Itàlia de Mussolini va canviar dramàticament el 1938, després que les polítiques nazis van ser adoptades a Itàlia". El cardenal Eugenio Pacelli (el futur Pius XII) va ser el cardenal secretari d'Estat de Pius XI, i en virtut del càrrec va fer unes 55 protestes contra les polítiques nazis, incloent-hi la seva "ideologia de la raça". Durant aquest període es va produir a Anglaterra un ressorgiment d'interès per la noció de la cristiandat que, s'esperava, serviria com a contraposició al feixisme i al comunisme. G. K. Chesterton havia escrit i parlat sobre el tema i va ser nomenat cavaller de Sant Gregori per la Santa Seu el 1934.
Encícliques
Pius XI va observar l'alçament del totalitarisme amb alarma i va publicar tres encíclics papals que desafiaven els nous credos: Non abbiamo bisogno ("No tenim necessitat (de conéixer-vos)") contra el feixisme italià el 1931; Mit brennender Sorge ("Amb profunda preocupació") contra el nazisme el 1937; i Divinis redemptoris ("Redemptor diví") contra els comunistes ateus, també el 1937. També va qüestionar el nacionalisme extremista del moviment de l'Acció Francaise i l'antisemitisme als Estats Units. A Non abbiamo bisogno condemnava el "culte pagà de l'Estat" a un feixisme italià i la "revolució que arrasa els joves de l'Església i de Jesucrist, i que inculca en els seus propis joves l'odi, la violència i la irreverència". L'any 1936, amb l'Església a Alemanya, amb clara persecució, Itàlia i Alemanya van acordar l'Eix Berlín-Roma. A principis de 1937, la jerarquia de l'església a Alemanya, que inicialment havia intentat cooperar amb el nou govern, s'havia desil·lusionat. El cardenal Michael von Faulhaber va redactar la resposta de la Santa Seu el gener de 1937, i al març, Pius XI va publicar l'encíclica Mit Brennender Sorge. Allà acusava el govern nazi de les violacions del concordat de 1933 i, a més, estava sembrant les «tombes de sospita, discòrdia, odi, calúmnia, d'hostilitat secreta i oberta vers Crist i la seva Església». El Papa va assenyalar a l'horitzó els "núvols de tempesta amenaçant" de les guerres religioses d'extermini a Alemanya. Pius XI va encomanar al jesuïta nord-americà John Lafarge que preparés un esborrany per a una encíclica, Humani generis unitas ("La Unitat de la raça humana"), demostrant la incompatibilitat del catolicisme i el racisme. No obstant això, Pío XI no va publicar l'encíclica proposada abans de la seva mort, tampoc no ho va fer el seu successor Pius XII, tement que podia ser antagonista d'Itàlia i Alemanya, en un moment que esperava que pogués ser un actor per la pau imparcial.
Antisemitisme nazi
Des dels primers dies de l'ascens al poder dels nazi a Alemanya, el Vaticà va prendre mesures diplomàtiques per intentar defensar els jueus d'Alemanya. A la primavera de 1933, el Papa Pius XI va instar a Mussolini a demanar a Hitler que frenés les accions antisemites que es produeixen a Alemanya. Pius XI va afirmar a un grup de pelegrins que l'antisemitisme és incompatible amb el cristianisme:
| «                    | Recordem que a la Missa Catòlica, Abraham és el nostre Patriarca i pare. L'antisemitisme és incompatible amb el gran pensament que expressa aquest fet. És un moviment amb el qual els cristians no poden tenir res a fer. No, no, us dic és impossible que un cristià participi en l'antisemitisme, és inadmissible: a través de Crist i en Crist som la progènie espiritual d'Abraham. Espiritualment som tots semites. | » |
| — Papa Pius XI, 1933 | |   |

A mesura que el nou govern nazi va començar a instigar el seu programa d'antisemitisme, el Papa Pius XI, a través de Pacelli, va ordenar al nunci papal a Berlín, Cesare Orsenigo, que «examinés si i com seria possible involucrar-se» en el seu ajut. Orsenigo va demostrar ser un pobre instrument en aquest sentit, més preocupat per les polítiques anti-eclesiàstiques dels nazis i per la seva efectivitat contra els catòlics alemanys, que per prendre mesures per ajudar els jueus alemanys. El cardenal Innitzer el va qualificar de tímid i ineficaç pel que fa a l'empitjorament de la situació del judaisme alemany. Apareixent davant de 250.000 pelegrins a Lourdes l'abril de 1935, el cardenal Pacelli va dir:
| «                                                                  | [Els nazis] són, en realitat, només plagis miserables que vesteixen antics errors amb nou oropel. No hi ha cap diferència si onegen les pancartes de la revolució social, ja siguin guiades per una falsa concepció del món i de la vida, o si estan posseïdes per la superstició d'una raça i un culte de sang. | » |
| — Cardenal Secretari d'Estat Eugenio Pacelli, Lorda, abril de 1935 | |   |

El 1936, el nunci Orsenigo va demanar al cardenal Secretari d'Estat Pacelli que li donés instruccions sobre una invitació de Hitler per assistir a una reunió del partit nazi a Nuremberg, juntament amb el cos diplomàtic. Pacelli respongué: «El Pare Sant creu que és preferible que se abstengui, prenent uns dies de vacances». En 1937, Orsenigo va ser convidat juntament amb el cos diplomàtic a una recepció per a l'aniversari de Hitler. Orsenigo va tornar a preguntar al Vaticà si havia d'assistir. La resposta de Pacelli va ser: «El Pare Pare pensa que no. També per la posició d'aquesta Ambaixada, el Sant Pare creu que és preferible en la situació actual si vostra Excel·lència s'absté de participar en manifestacions d'homenatge al Lord Canceller». Durant la visita de Hitler a Roma el 1938, Pius XI i Pacelli van evitar reunir-se amb ell marxant de Roma un mes abans per a la residència papal d'estiu de Castel Gandolfo. El Vaticà va estar tancat, i als sacerdots i germans religiosos que es van quedar a Roma es van dir que no participessin en les festes i celebracions que envoltessin la visita de Hitler. A la festa de la Santa Creu, Pius XI va dir de Castel Gandolfo: «M'entristeix que avui a Roma la creu que és venerada no és la Creu del nostre Salvador».

### El Papat de Pius XII

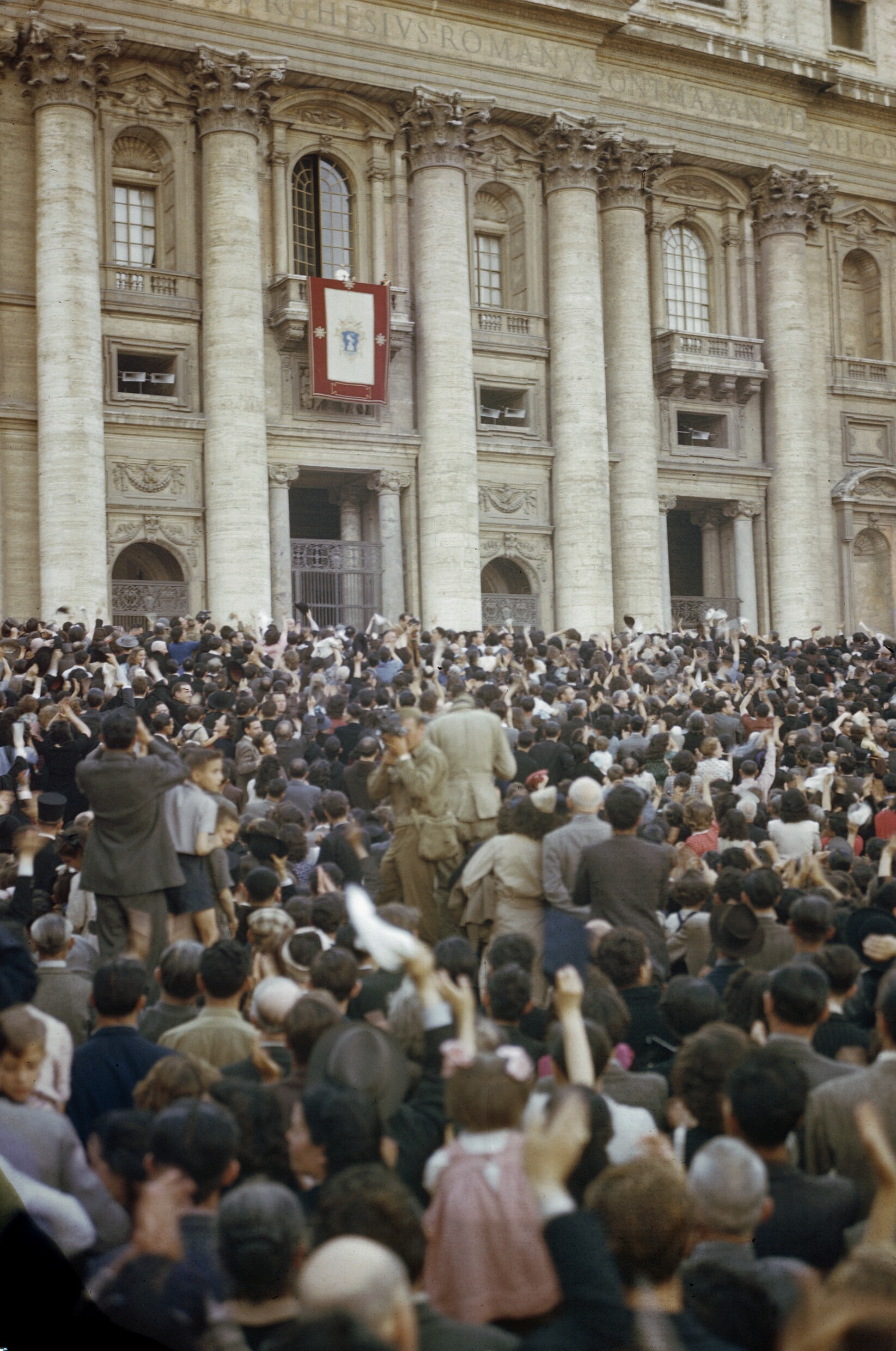
Multitud s'amuntegava a la plaça de Sant Pere per escoltar Pius XII després de l'arribada dels aliats durant l'alliberament de Roma, el 5 de juny de 1944.

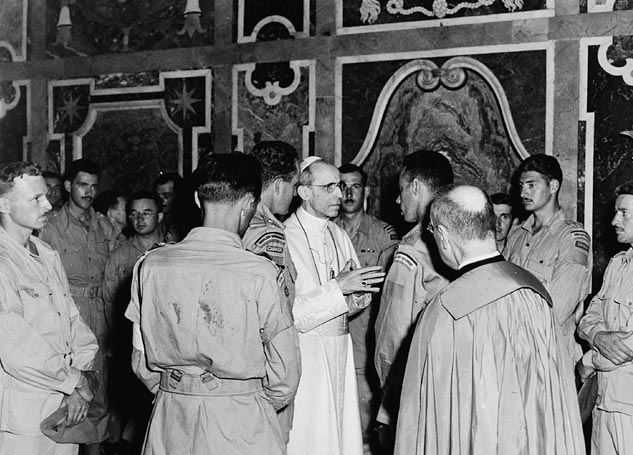
Membres del 22è Regiment Reial canadenc, en audiència amb el papa després de l'alliberament de Roma.

Eugenio Pacelli va ser triat per succeir el papa Pius XI al conclave papal de març de 1939. Prenent el nom del seu predecessor com a signe de continuïtat, es va convertir en Pius XII. En el moment de la guerra, va intentar actuar com a agent de pau. Tal com la Santa Seu havia fet durant el pontificat de Benet XVI (1914-1922) durant la Primera Guerra Mundial, el Vaticà, sota Pius XII (febrer de 1939 - setembre de 1958), va perseguir una política de neutralitat diplomàtica durant la Segona Guerra Mundial -Pius XII, com Benet XV havia fet, va qualificar la seva posició com "imparcialitat", en lloc de "neutralitat". Diplomàtic prudent, no va nomenar explícitament els nazis en les seves condemnes de guerra contra el racisme i el genocidi, sinó que va intervenir per salvar la vida de milers de jueus a través d'acollir-los en institucions eclesiàstiques i ordenar que la seva església oferís ajuda discreta. Després de la seva mort el 1958, va ser elogiat pels líders mundials i els grups jueus per les seves accions durant la Segona Guerra Mundial, però en no condemnar específicament el que més endavant es deia "Holocaust nazi", s'ha convertit en una qüestió de controvèrsia.
Les relacions de Pío XII amb les Potències de l'Eix i les forces aliades podrien haver estat imparcials, i les seves polítiques eren tingudes amb un anticomunisme intransigent, però a principis de la guerra va compartir intel·ligència amb els Aliats sobre la resistència alemanya i va planejar la invasió dels Països Baixos i va pressionar Mussolini a quedar-se neutral.
Amb la invasió de Polònia, però França i els Països Baixos encara sense haver estat atacats, Pius va continuar esperant una pau negociada per evitar la propagació del conflicte. El mateix president dels Estats Units, Franklin D. Roosevelt, va tornar a establir relacions diplomàtiques americanes amb el Vaticà després d'un impàs de setanta anys enviant a Myron C. Taylor com el seu representant personal. Pius va donar la benvinguda calorosa a l'enviat de Roosevelt. Taylor va instar Pius XII a condemnar explícitament les atrocitats nazis. En canvi, Pius XII va parlar contra els "mals de la guerra moderna", però no va anar més lluny.Això pot haver estat tan per temor a les represàlies nazis experimentades anteriorment amb l'emissió de l'encíclica Mit brennender Sorge in 1937.
Pius va permetre a les jerarquies nacionals avaluar i respondre a les seves situacions locals i va utilitzar la Ràdio Vaticana per promoure l'ajut a milers de refugiats de guerra i va salvar més milers de vides ordenant a l'Església que proporcionés ajuda discreta als jueus. Als seus confident, Hitler va menysprear a Pío XII com un xantaller a l'esquena que restringia al seu aliat Mussolini i va filtrar la correspondència alemanya confidencial al món. Per a l'oposició de l'Església, va prometre "pagar-los fins al final" després de la conclusió de la guerra.

#### Inicis del pontificat
Oposició nazi a l'elecció de Pacelli
Les autoritats nazis van rebutjar l'elecció de Pacelli com a Papa. L'historiador de l'holocaust Martin Gilbert va escriure: «Per tant, les crítiques de Pacelli sobre el fet que el govern de Hitler pressionés contra ell, intentaven impedir que esdevingués el successor de Pius XI. Quan es va convertir en Papa, com Pius XII, al març de 1939, l'Alemanya nazi va ser l'únic govern que no envià un representant a la seva coronació». Goebbels va assenyalar en el seu diari el 4 de març de 1939 que Hitler estava considerant si renunciar al Concordat amb Roma a la llum de l'elecció de Pacelli com a Papa, i va afegir: «Això segurament succeirà quan Pacelli emprengui el seu primer acte hostil».
Joseph Lichten va escriure: «Pacelli, evidentment, havia establert clarament la seva posició, perquè els governs feixistes d'Itàlia i Alemanya van pronunciar-se amb força contra la possibilitat que fos elegit perquè succeís a Pius XI al març de 1939, encara que el cardenal secretari d'estat havia servit de nunci papal a Alemanya des de 1917 fins a 1929.» L'endemà de l'elecció de Pacelli, el Berlin Morgenpost va dir: "L'elecció del cardenal Pacelli no s'accepta amb favor a Alemanya, perquè sempre es va oposar al nazisme i pràcticament va determinar les polítiques del Vaticà del seu predecessor". Der Angriff, l'òrgan del partit nazi, va advertir que les polítiques de Pius portarien a una "croada contra els estats totalitaris". Segons Karol Jozef Gajewski,el Das Schwarze Korps ("El Cos Negre"), el diari de les SS, anteriorment havia etiquetat a Pacelli com «co-conspirador amb jueus i comunistes contra el nazisme» i va denunciar la seva elecció com «el Cap Rabí dels cristians, cap de l'empresa de Judà-Roma.»
Esforços diplomàtics inicials
Pius va seleccionar el cardenal Luigi Maglione com el seu secretari d'estat, i va retenir Domenico Tardini i Giovanni Montini (el futur papa Pau VI) com a sots-secretaris d'Estat. Segons Hebblethwaite, Maglione era pro-democràcia i anti-dictadura, «detestava Hitler i pensava que Mussolini era un pallasso», però el Papa, en gran part diplomàtic de carrera, reservava assumptes diplomàtics per a ell mateix. El nou Papa esperava detenir la guerra de Hitler, i va inaugurar el seu regnat amb un missatge de pau a Alemanya, i el dia després que Hitler i Stalin signessin el seu pacte secret, segellant el destí de Polònia, Pius va pronunciar un recurs d'apel·lació per a la pau del 24 d'agost:
| «                                | Els parlo a tots vostès, líders de les nacions, en nom de Déu... deixin de banda les amenaces i les acusacions... És per la força de la raó i no per la força de les armes que la justícia progressa. Els imperis no fundats a la justícia no són beneïts per Déu. La política immoral no és una política d'èxit. | » |
| — - Pius XII, 24 d'agost de 1939 | |   |

L'encíclica oculta
Alguns historiadors han argumentat que Pacelli, com a Cardenal secretari d'Estat, va dissuadir el Papa Pius XI -quan s'acostava a la mort en aquella època, que condemnés la Kristallnacht del novembre de 1938, quan va ser informat per part del nunci papal a Berlín. De la mateixa manera, el projecte de l'encíclica Humani generis unitas ("Sobre la Unitat de la Societat Humana"), que estava preparada el setembre de 1938, era, segons les dues editorials del projecte de text i d'altres fonts, no enviat al Vaticà pel general jesuïta Wlodimir Ledochowski. El 28 de gener de 1939, onze dies abans de la mort del Papa Pius XI, un Gundlach decebut va informar a l'autor, LaFarge, «No pot continuar així. El text no s'ha enviat al Vaticà». Havia parlat amb l'assistent nord-americà del Pare General, que es va comprometre a examinar la qüestió al desembre de 1938, però no va informar. Contenia una condemna oberta i clara del colonialisme, el racisme i l'antisemitisme. Alguns historiadors han argumentat que Pacelli va saber de la seva existència només després de la mort de Pius XI i no la va promulgar com a Papa.No obstant això, va fer ús d'algunes parts d'aquest en la seva encíclica inaugural Summi Pontificatus, que va titular "Sobre la Unitat de la Societat Humana."

#### L'esclat de la guerra:Summi Pontificatus
El papa Pius XII va pressionar els líders mundials per evitar l'esclat de la Segona Guerra Mundial, fins a l'últim dia de pau. El 24 d'agost de 1939, va fer una emissió pública apel·lant a la pau; i el 31 d'agost, l'últim dia abans de la guerra, el Papa va escriure als governs alemanys, polonesos, italians, britànics i francesos que no podien abandonar l'esperança les negociacions pendents podrien portar a "una solució pacífica" i demanar als alemanys i polonesos "en nom de Déu" per evitar "qualsevol incident" i per als britànics, francesos i italians a donar suport al seu recurs. Les "negociacions pendents" van resultar ser un simple truc de propaganda nazi. L'endemà, Hitler va envair Polònia.
Summi Pontificatus («Sobre les limitacions de l'autoritat de l'Estat»), publicada el 20 d'octubre de 1939, va ser la primera encíclica papal de Pius XII, i va establir alguns dels temes del seu papat. En el llenguatge diplomàtic, Pius recolzà la resistència catòlica i manifestà la seva desaprovació de la guerra, el racisme, l'antisemitisme, la invasió de Polònia i les persecucions de l'Església. Amb Itàlia encara no aliada d'Hitler en la guerra, els italians van ser convidats a romandre fidels a l'Església. Pius va evitar acusar Hitler i Stalin, establint el to públic "imparcial" que els crítics han utilitzat contra ell en posteriors avaluacions del seu pontificat: «Una declaració completa de la postura doctrinal que es pren davant els errors d'avui, si és necessari, pot deixar-lo anar a un altre moment, tret que hi hagi pertorbacions per esdeveniments externs calamitosos, de moment ens limitarem a algunes observacions fonamentals».
Piuso va escriure sobre els "moviments anticristians" que havien provocat un cultiu "desastres punyents" i van demanar amor, pietat i compassió contra el "diluvi de la discòrdia". Seguint temes tractats a Non abbiamo bisogno (1931); Mit brennender Sorge (1937) and Divini redemptoris (1937), Pius va escriure sobre la necessitat de retornar a l'Església aquells que seguien un «fals estàndard... enganyats per error, passió, temptació i prejudicis [que] s'han desviat lluny de la fe en el veritable Déu». Va escriure de "Cristians desafortunadament més en nom que en realitat" mostrant "covardia" davant la persecució d'aquests credos, i va donar suport a la resistència.
En un altre rebuig a la ideologia nazi, Pius va reiterar l'oposició catòlica al racisme i l'antisemitisme, afirmant que l'home «no és ni gentil ni jueu, circumcidat o incircumdat, bàrbar ni escita, ni lligat ni lliure". Però Crist és tot i en tots».
Pius també va comentar sobre la invasió de Polònia: «La sang d'innombrables éssers humans, fins i tot no combatients, planteja un zel pitjor sobre una nació com la Nostra estimada Polònia, que, per la seva fidelitat a l'Església, pels seus serveis en defensa de la civilització cristiana, escrita en personatges indelebles en els annals de la història, té dret a la simpatia generosa i fraterna de tot el món». A Polònia, els nazis van assassinar més de 2.500 monjos i sacerdots i molts més van ser empresonats.

#### Assistència a la resistència alemanya i als Aliats
Amb la guerra en curs, el focus de la política de la Santa Seu es va convertir en evitar que Mussolini portés Itàlia a la guerra. L'abril del 1940, el ministre italià d'Afers Exteriors, el comte Ciano, es va queixar oficialment al cardenal Secretari d'Estat, Maglione, que tantes esglésies oferien «sermons sobre la pau i les manifestacions de pau, potser inspirades pel Vaticà» i l'ambaixador italià la Santa Seu es va queixar que L'Osservatore Romano era massa favorable per a les democràcies.
Amb la invasió de Polònia, però, la França i els Països Baixos encara no atacats, la Resistència alemanya va buscar l'assistència del Papa per preparar un cop per expulsar a Hitler. Pius va aconsellar als britànics el 1940 sobre la disposició de certs generals alemanys a derrocar a Hitler si podien estar segurs d'una pau honorable, oferien assistència a la resistència alemanya en cas d'un cop d'Estat i van advertir als Aliats de la invasió alemanya planificada del Baix Països el 1940.
El coronel Hans Oster de l'Abwehr va enviar l'advocat de Múnic i catòlic devot, Josef Müller, en un viatge clandestí a Roma per buscar ajuda papal en el complot en desenvolupament. El secretari privat del Papa, Robert Leiber, actuà com a intermediari entre Pius i la Resistència. Es va reunir amb Müller, que va visitar Roma el 1939 i el 1940. El Vaticà va considerar que Müller era un representant del coronel general Ludwig Beck i va acceptar ajudar a la mediació. Pius, comunicant-se amb el britànic Francis d'Arcy Osborne, va canalitzar les comunicacions d'anada i tornada en secret. El Vaticà va acordar enviar una carta sobre les bases per a la pau amb Anglaterra i la participació del Papa es va fer servir per persuadir els generals alemanys Halder i Brauchitsch per actuar contra Hitler. Hoffmann va escriure que, quan l'incident de Venlo va aturar les converses, els britànics van acordar reprendre els debats principalment pels «esforços del Papa i el respecte en què se celebrava. Chamberlain i Halifax van establir una gran provisió per la disposició de la mediació del Papa». Pius, va informar a Osbourne que s'havia planejat una ofensiva alemanya per a febrer, però que es podia evitar si els generals alemanys podien assegurar-se de la pau amb la Gran Bretanya i no amb els termes punitius. El govern britànic no estava compromès, però les converses van ser encoratjades per la resistència, i Müller li va dir a Leiber que es produiria un cop d'estat al febrer. Pius semblava seguir esperant un cop d'Estat a Alemanya al març de 1940.
El 4 de maig de 1940, el Vaticà va avisar els enviats neerlandesos al Vaticà que els alemanys planejaven envair França a través dels Països Baixos i Bèlgica el 10 de maig. El 7 de maig, Alfred Jodl va anotar en el seu diari que els alemanys sabien que l'enviat belga al Vaticà s'havia desviat, i el Führer es va veure molt agitat pel perill de la traïció. Després de la caiguda de França, les ofertes de pau van continuar emanant del Vaticà, així com de Suècia i els Estats Units, als quals Churchill va respondre decididament que Alemanya primer hauria d'alliberar els seus territoris ocupats. A Roma, el 1942, l'enviat nord-americà Myron C. Taylor, va agrair a la Santa Seu per les "expressions d'indignació immediata i heroica que va fer el Papa Pius XII quan Alemanya va envair els Països Baixos». Müller va ser arrestat en una incursió de 1943 contra l'Abwehr i va passar la resta de la guerra als camps de concentració, acabant a Dachau. L'atac va marcar un cop greu a la Resistència. Després de les detencions, la primera ordre de Beck era que s'enviés al Papa un relat dels fets. Hans Bernd Gisevius va ser enviat al lloc de Müller per assessorar els esdeveniments i es va reunir amb el pare. Leiber.
Sense èxit, Pius va intentar dissuadir al dictador italià Benito Mussolini d'unir-se a l'Alemanya nazi en la guerra. Després de la caiguda de França, Pius XII va escriure confidencialment a Hitler, Churchill i Mussolini proposant oferir-se per mediar una "pau justa i honorable", però demanant rebre consell confidencialment prèviament sobre com es rebria aquesta oferta. Quan, el 1943, la guerra es va tornar contra els poders de l'Eix, i el ministre d'Afers Exteriors de Mussolini, el comte Ciano, va ser rellebat del seu càrrec i enviat al Vaticà com a ambaixador, Hitler sospitava que havia estat enviat per organitzar una pau separada amb els Aliats. El 25 de juliol, el rei italià va acomiadar a Mussolini. Hitler li va dir a Jodl que s'organitzés per una força alemanya per anar a Roma i arrestar el govern i restaurar a Mussolini. Preguntat sobre el Vaticà, Hitler va dir: «Vaig a entrar al Vaticà. Creus que el Vaticà em fa vergonya? Ho farem de seguida... després podrem demanar disculpes». Els seus generals van instar la precaució.
Després que Mussolini fos rescatat pels nazis i instal·lat com a líder al nord d'Itàlia, el Vaticà temia que els comunistes es fessin amb el poder, però es va negar a reconèixer el nou estat de Mussolini. A mesura que Itàlia s'apropava a la guerra civil, el Vaticà va instar la moderació. A la Setmana Santa de 1944, els bisbes italians estaven dirigits a «estigmatitzar tot tipus d'odi, venjança, represàlia i violència, d'on vingués». 191 sacerdots van ser assassinats pels feixistes i 125 pels alemanys, mentre que 109 van ser assassinats per partisans. Tot i que alguns van unir-se a bandes profascistes, el Vaticà va donar suport als anomenats "capellans partisans" i "sacerdots vermells" antifascistes, amb l'esperança que proporcionessin orientació religiosa als partisans que s'exposaven a la propaganda comunista.

#### Pius XII i l'Holocaust

##### Ajuda als jueus
Al final del pontificat del seu predecessor, Pacelli va rebre notícies provinents dels nuncis d'una persecució creixent dels jueus en el Tercer Reich. Segons Gordon Thomas, ja va concebre una estratègia per treballar darrere d'escena per ajudar els jueus, perquè creia que «qualsevol forma de denúncia en nom del Vaticà provocaria inevitablement noves represàlies contra els jueus». Durant el seu pontificat es van obrir les institucions catòliques d'Europa per a acollir els jueus, i les institucions del propi Vaticà estaven emprades a aquest propòsit. Pius va permetre a les jerarquies nacionals de l'Església avaluar i respondre a la seva situació local sota el domini nazi, però ell mateix va establir el Servei d'Informació del Vaticà per proporcionar ajuda i informació sobre refugiats de guerra i va salvar a milers de jueus dirigint l'Església per oferir discretament ajudes. Segons l'Enciclopèdia Britànica, Pius va optar per «utilitzar la diplomàcia per ajudar els perseguits». A la seva mort, va ser elogiat efusivamente pels líders mundials, i especialment pels grups jueus, "per les seves accions durant la Segona Guerra Mundial en nom dels perseguits". L'historiador israelià Pinchas Lapide s'entrevistà amb supervivents de guerra i va concloure que Pius XII «va tenir un paper decisiu en la salvació d'almenys 700.000, però probablement fins a 860.000 jueus d'una mort certa a mans nazis». Deák escriu que la majoria dels historiadors disputen aquesta estimació mentre que el rabí David Dalin va senyalar l'obra de Pinchas Lapide com "l'obra definitiva d'un erudit jueu" sobre l'Holocaust.
Preludi a l'holocaust
Segons Thomas, dels quaranta-quatre discursos que Pacelli va pronunciar com a Nunci, denuncià quaranta aspectes de la ideologia nazi. En una carta oberta al bisbe de Colònia, Pacelli va qualificar a Hitler com un "fals profeta de Llucifer", mentre que Hitler va ordenar a la premsa nazi que es referís a Pacelli com un "amant dels jueus del Vaticà". Després de la Kristalnacht de 1938, el Vaticà va prendre mesures per trobar refugi per als jueus. L'Osservatore Romano va informar que Pacelli (com a secretari d'Estat del Vaticà) va condemnar el pogrom. El 30 de novembre, Pacelli va emetre un missatge codificat als arquebisbes de tot el món, i va demanar que demanessin visats per a "catòlics no aris" per a la seva partida d'Alemanya. El Concordat de 1933 havia previst expressament la protecció dels convertits al cristianisme, però Pacelli pretenia que els visats s'expandissin a tots els jueus. Segons Thomas, uns 200,000 jueus van escapar del Tercer Reich amb aquesta fórmula.
A partir de 1939-44, Pius XII va proporcionar passaports, diners, bitllets i cartes de recomanació als governs estrangers perquè els refugiats jueus poguessin rebre visats. A través d'aquestes accions, altres 4.000-6.000 jueus van poder salvar-se. El 2 de gener de 1940, la Crida jueva unificada pels refugiats i els necessitats a l'estranger a Chicago va enviar al Papa una contribució de 125.000 dòlars a favor dels esforços del Vaticà per salvar "a tots els perseguits a causa de la religió o la raça". El programa d'emigració papal va ajudar els jueus a entrar a Brasil. Des de 1939-41, 3.000 jueus van arribar a la seguretat a Amèrica del Sud. A Giovanni Ferrofino se li atribueix la salvació de 10.000 jueus. Actuant per ordres secretes de Pius XII, Ferrofino va obtenir visats del Govern portuguès i de la República Dominicana per aconseguir la seva fuga d'Europa. En resposta a la legislació anti-jueva de Mussolini, Pacelli va disposar per a amics jueus i eminents metges, acadèmics i científics jueus perquè emigressin de manera segura a Palestina i les Amèriques. Vint-i-tres van ser nomenats càrrecs en institucions educatives del Vaticà. A l'inici de la guerra, els bisbes locals van rebre instruccions per ajudar els necessitats. En la seva primera encíclica, Summi Pontificatus, Pius XII va rebutjar l'antisemitisme, afirmant que a l'Església catòlica no hi ha "ni gentil ni jueu, circumcats o no circumdats".
El 1940, el ministre d'Afers Estrangers nazi, Joachim von Ribbentrop, va encapçalar l'única delegació nazi superior que va permetre que una audiència amb Pius XII es preguntés per què el Papa s'havia aliat amb els Aliats. Pius va respondre amb una llista de les atrocitats nazis recents i les persecucions religioses comeses contra cristians i jueus, a Alemanya i a Polònia, fent que el The New York Times encapçalés la notícia dient "Jueus Defensats pels Drets" i escribís que "va parlar amb paraules ardents amb Herr Ribbentrop sobre la persecució religiosa". El cardenal Secretari d'Estat, Luigi Maglione, va rebre una sol·licitud del Rabí Cap de Palestina Isaac Herzog en la primavera de 1940 per intercedir en nom dels jueus lituans.a punt de ser deportat a Alemanya. Pius va cridar a Ribbentrop l'11 de març, protestant en repetides ocasions contra el tracte dels jueus.
El discurs de Nadal de 1942
El 1942, Pius XII pronuncià un discurs nadalenc a través de ràdio Vaticana on expressava simpatia per les víctimes de les polítiques genocidas dels nazis. A partir de maig de 1942, els nazis havien iniciat la matança industrialitzada dels jueus d'Europa: la "Solució Final". Gitanos i d'altres grups ètnics també van estar marcats per a l'extermini. El Papa es va referir a les persecucions racials en els termes següents: «La humanitat deu aquest vot a aquells centenars de milers que, sense cap culpa de la seva part, de vegades només per raó de la seva nacionalitat o raça, han estat consignats a la mort o a un lent declivi»"[també traduït com: "marcat per la mort o l'extinció gradual"]. El New York Times va citar a Pius com "una veu solitària que plora del silenci d'un continent".
El discurs es va fer en el context de la gairebé total dominació d'Europa pels exèrcits de l'Alemanya nazi en un moment en què la guerra encara no s'havia girat a favor dels Aliats. Segons l'Enciclopèdia Britànica, Pius es va negar a dir més «tement que les denúncies papals públiques puguin provocar que el règim de Hitler brutalizara més els subjectes del terror nazi -com ho va fer quan els bisbes neerlandesos van protestar públicament a principis d'any- i van posar en perill el futur del Església». L'historiador de l'Holocaust, Sir Martin Gilbert, avaluà la resposta de l'Oficina Principal de Seguretat del Reich batejà a Pius com una "boquilla" dels jueus en resposta al seu discurs nadalenc, com evidència clara que tots els costats sabien que Pius era qui elevava la seva veu per les víctimes del terror nazi. Pius va protestar contra les deportacions de jueus eslovacs al govern de Bratislava des de 1942. El 1943 va protestar que «la Santa Seu fracassaria en el seu Mandat Diví si no deplorés aquestes mesures, que greument danyen a l'home en el seu dret natural, principalment per la raó que aquestes persones pertanyen a una determinada raça».
L'ocupació nazi d'Itàlia
Després de la capitulació d'Itàlia al setembre de 1943, els nazis van ocupar Roma. Pius va celebrar una reunió secreta per planejar com salvar els jueus de la ciutat i els nombrosos presoners de guerra aliats que s'havien refugiat a Roma. Monsenyor Angelo Dell'Acqua va actuar com a enllaç amb grups de socors. Quan la notícia del 15 d'octubre de 1943, la reunió dels jueus romans va arribar al Papa, va instruir al secretari d'Estat de la Santa Seu, el cardenal Maglione, a protestar contra l'ambaixador alemany per "salvar a aquestes persones innocents".El Papa va ordenar llavors a les institucions catòliques de Roma que s'obrissin als jueus, refugiant-se allà 4.715 dels 5.715 que figuraven a les llistes per a la deportació dels nazis, sent protegits en 150 institucions-477 al mateix Vaticà. A mesura que les revoltes alemanyes van continuar al nord d'Itàlia, el Papa va obrir la seva residència d'estiu a Castel Gandolfo, per atraure milers de jueus i autoritzpa a institucions del nord per fer el mateix.
Avaluant el paper de Pius com a protector dels jueus durant la guerra, David Klinghoffer va escriure per al Jewish Journal el 2005 que «no estic segur que sigui cert, com diu Dalin, que Pius salvés més jueus que qualsevol altre Just Gentil durant la Segona Guerra Mundial. Però sembla bastant cert que va ser, en general, un vigorós defensor dels jueus que va salvar desenes de milers, potser centenars de milers. Tot i que el 80% dels jueus europeus van ser assassinats a l'Holocaust, el 85% dels jueus italians van sobreviure, gràcies en gran manera part dels esforços del Vaticà». L'agost de 1944, Pius es va reunir amb el primer ministre britànic, Winston Churchill, que visitava Roma. Durant la reunió, i amb la guerra en curs, el Papa va reconèixer la justícia de castigar els criminals de guerra, però va expressar l'esperança que els ciutadans d'Itàlia no se sotmetessin, preferint que es fossin "aliats plens".
Activitats diplomàtiques (1942-1945)
A Croàcia, el Vaticà va utilitzar un abat benedictí, Giuseppe Marcone, com el seu Visitador Apostòlic -juntament amb l'arquebisbe Aloysius Stepinac de Zagreb- per pressionar al seu líder Pavelić per deixar de facilitar les homicidis racials.
A la recentment formada República Eslovaca, el delegat apostòlic de Bratislava Giuseppe Burzio va protestar contra l'antisemitisme i el totalitarisme de l'estat pro-nazi. A partir de 1942, el Vaticà va protestar contra les deportacions de jueus pel govern eslovè confederat nazi.
A partir de 1943, Pius va instruir al seu representant búlgar que adoptés "tots els passos necessaris" per donar suport als jueus búlgars que afrontaban la deportació i al seu nunci turc, Angelo Roncalli (més tard el Papa Joan XXIII) va acordar la transferència de milers de nens fora de Bulgària a Palestina. Roncalli també va avisar el Papa dels camps de concentració jueus a la Transnístria ocupada a Romania. El Papa va protestar contra el govern romanès i va autoritzar que els fons s'enviessin als camps. Roncalli va salvar a diversos jueus croats, búlgars i hongaresos ajudant la seva migració cap a Palestina. Va succeir a Pius XII com a Papa Joan XXIII, i sempre va dir que havia actuat per encàrrec de Pius XII en les seves accions per rescatar els jueus. El 1944, Pius va apel·lar directament al govern hongarès a detenir la deportació dels jueus d'Hongria i el seu nunci, Angelo Rotta, va liderar un pla de rescat a tota la ciutat a Budapest. Rotta va ser reconegut com a Just entre les Nacions per Yad Vashem, l'autoritat de la Memòria dels Màrtirs i Herois de l'Holocaust d'Israel. Andrea Cassulo, el nunci papal a Bucarest i el govern d'Ion Antonescu també va ser honrat com a Just entre les Nacions per Yad Vashem.
El 1944, el Cap Rabí de Bucarest va elogiar el treball de Cassulo en nom dels jueus de Romania: «la generosa assistència de la Santa Seu... va ser decisiva i saludable. No ens resulta fàcil trobar les paraules adequades per expressar la calidesa. i el consol que vam experimentar a causa de la preocupació del Summe Pontífex, que va oferir una gran suma per alleujar els sofriments dels jueus deportats, els patiments que li havien assenyalat després de la seva visita a Transnistria. Els jueus de Romania mai no oblidarem aquests fets d'importància històrica».

##### Prudència en les declaracions públiques
En públic, Pius XII va parlar cautelosament en relació amb els crims nazis. Quan Myron C. Taylor, representant personal del president dels Estats Units, Franklin D. Roosevelt al Vaticà, li va instar a condemnar les atrocitats nazis, Pius «es referia obliquament als mals de la guerra moderna», tement que anar més lluny provocaria que Hitler realitzés accions brutals, com es va produir després de la protesta de 1942 dels bisbes neerlandesos contra la deportació dels jueus. En una conversa amb l'arquebisbe Giovanni Battista Montini (després el Papa Pau VI), Pius va dir: «Ens agradaria pronunciar paraules de foc contra aquestes accions, i l'únic que ens impedeix parlar és la por a fer la pitjor situació de les víctimes.» El juny de 1943, el papa Pius XII va dir al Sacre Col·legi en una discurs secret que: «Cada paraula que Nos dirigim a l'autoritat competent sobre aquest tema, i totes les Nostres declaracions públiques han de ser acuradament pesades i mesurades per Nosaltres en interès de les víctimes mateixes, per contra, contràriament a les Nostres intencions, fem la seva situació pitjor i més difícil de suportar». El clergat catòlic, religiosos i laics, especialment jueus convertits, van patir persecucions sota els nazis. Aquesta brutalitat nazi va fer una enorme impressió en Pius XII. El Dr. Peter Gumpel va escriure:
| « | L'acció dels bisbes holandesos va tenir repercussions importants. Pius XII ja havia preparat el text d'una protesta pública contra la persecució dels jueus. Poc abans que aquest text fos enviat a L'Osservatore Romano, arribà la notícia de les desastroses conseqüències de la iniciativa dels bisbes neerlandesos. Va concloure que les protestes públiques, lluny d'alleugerir el destí dels jueus, agreujaven la seva persecució i va decidir que no podia assumir la responsabilitat de la seva pròpia intervenció tenint conseqüències similars i probablement molt més greus. Per això va cremar el text que havia preparat. La Creu Roja Internacional, el naixent Consell Mundial d'Esglésies i altres esglésies cristianes van ser plenament conscients de les conseqüències de les protestes públiques i, com Pius XII, les evitaven. | » |

A Polònia, els nazis van assassinar més de 2.500 monjos i sacerdots, i molts més van ser empresonats. En una carta de 30 d'abril de 1943 al bisbe von Preysing de Berlín, Pius es va referir a la retribució nazi als Països Baixos com un motiu de la crítica muda en les seves declaracions públiques:
| «                                                        | Donem als pastors que estan treballant a nivell local el deure de determinar si i en quina mesura el perill de represàlies i de diverses formes d'opressió ocasionades per declaracions episcopals ... ad maiora mala vitanda (per evitar pitjors). Sembla que pretenguem cautela. Aquí rau una de les raons, perquè imposem l'autocontrol en nosaltres mateixos en els nostres discursos, l'experiència que vam fer el 1942 amb les adreces papals, que autoritzàvem a transmetre als creients, justifica la nostra opinió, fins al punt que veiem... La Santa Seu ha fet tot el que ha estat al seu poder, amb ajuda benèfica, financera i moral, sense dir res de les sumes substancials que gastem en diners nord-americans per a les tarifes dels immigrants. | » |
| — Pius XII, carta al bisbe von Presying de Berlín, 1943. | |   |

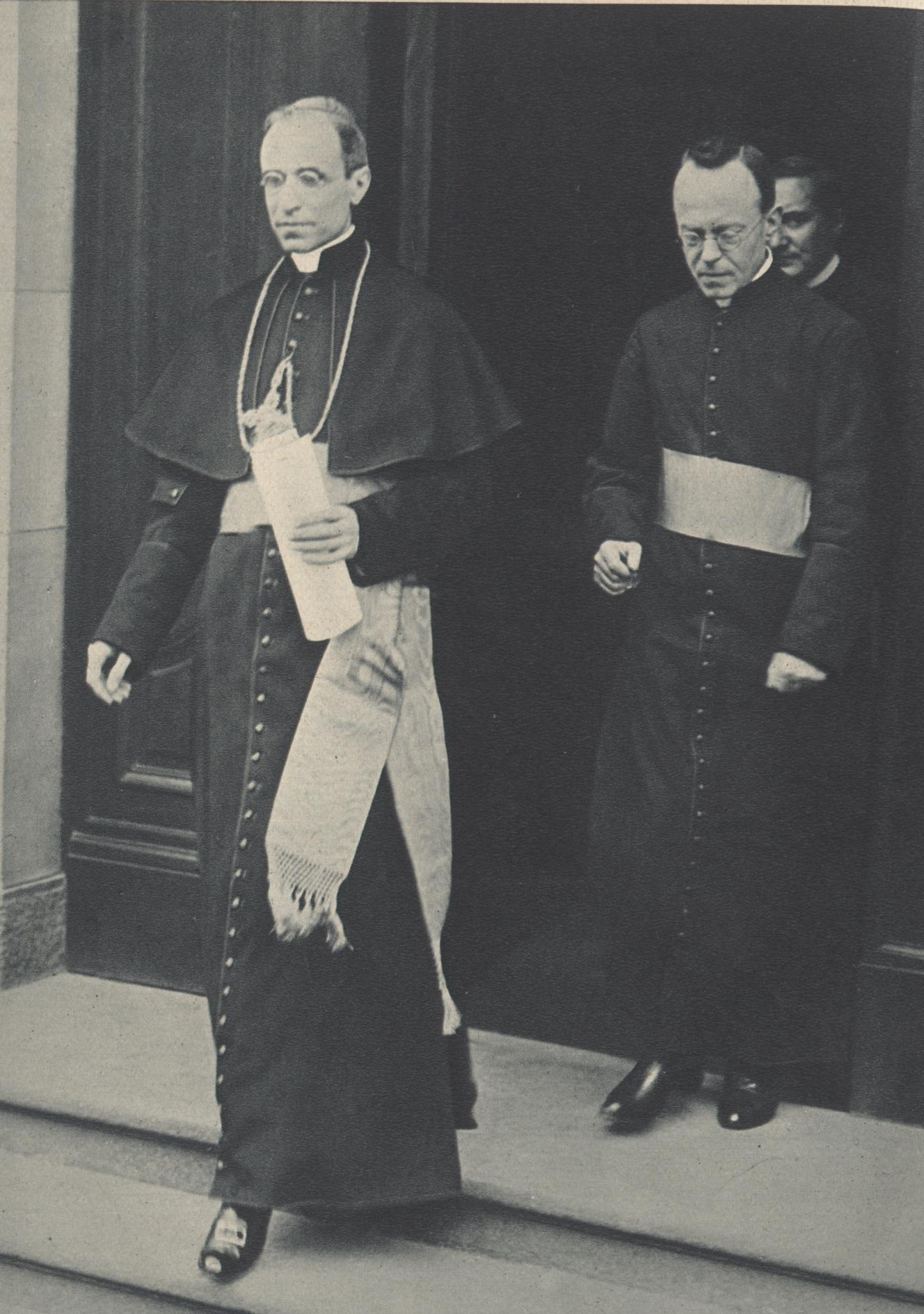
Robert Leiber (a la dreta) amb Pacelli, - «Si el Papa hagués protestat públicament, llavors què? Hitler va fer com va voler». Leiber (parlant el 1966) va concloure que Pius XII es va adherir a aquesta "ferma convicció: que era millor callar".

A més, sense ser igual i condemnant les atrocitats de Stalin contra ciutadans soviètics i polonesos, el Papa seria vulnerable a acusacions de prejudicis; que podria haver minvat seriosament la influència que el Vaticà podria tenir amb Alemanya. Els Aliats estaven molt ansiosos per evitar una condemna papal de Stalin, que hauria danyat l'esforç aliè. Segons Piotrowski, Pius XII mai no va condemnar públicament la massacre nazi d'entre 1,8 i 1,9 milions de persones majoritàriament poloneses (incloent 2.935 membres del clergat catòlic), ni va condemnar públicament a la Unió Soviètica per la mort d'un milió de ciutadans polonesos, principalment catòlics, incloent un nombre innegable de clergues. Al desembre de 1942, quan Tittman va demanar al cardenal Secretari d'Estat Maglione si Pius emetés una proclamació similar a la declaració aliada "Política alemanya d'extermini de la raça jueva", Maglione va respondre que el Vaticà no "podia denunciar atrocitats públicament particulars". No obstant això, en el seu discurs de Nadal de 1942, el Papa va manifestar la seva preocupació pels «centenars de milers de persones que, sense culpa pròpia i únicament per raó de la seva nació o raça, han estat condemnats a mort o extinció progressiva». Un mes més tard, Ribbentrop va escriure a l'ambaixador del Vaticà a Alemanya: «Hi ha signes que el Vaticà probablement renunciarà a la seva actitud neutral tradicional i assumirà una posició política contra Alemanya. S'ha d'informar (al Papa) que, en aquest cas, Alemanya no manquen de mitjans físics de represàlies». L'ambaixador va informar que Pius indicà que «no li importava el que li passava, però que la lluita entre l'Església i l'Estat només podria tenir un resultat: la derrota de l'Estat. Vaig respondre que jo era de l'opinió contrària... La batalla oberta podria portar sorpreses molt desagradables per a l'Església... Pacelli (Pius XII) no és més sensible a les amenaces que nosaltres. En cas de violació oberta amb nosaltres, ara calcula que alguns catòlics alemanys abandonaran l'Església, però està convençut que la majoria seguirà fidel a la seva fe. I que el clergat catòlic alemany esgotarà el seu coratge, preparat per als grans sacrificis».

##### Crítiques
Les avaluacions del paper de Pius durant la Segona Guerra Mundial van ser inicialment positives; no obstant això, després de la seva mort, alguns han estat més crítics. Inicialment els soviètics estaven disposats a desacreditar a Pius als ulls dels catòlics al bloc oriental. Alguns historiadors argumentaren que el Papa no "va fer prou" per prevenir l'Holocaust. Els comentaristes van dir que estava "silenciós" davant l'Holocaust. Altres van acusar l'Església i Pius de l'antisemitisme. Aquestes acusacions són fortament controvertides. Segons l'historiador William Doino (autor de "La Guerra de Pius: Respostes a les Crítiques de Pius XII"), Pius XII "no estava enèrgicament silenciós" i va condemnar els crims horribles dels nazis a través de la ràdio del Vaticà, la seva primera encíclica, Summi Pontificatus, els pronunciaments importants (especialment els seus discursos nadalencs), L'Osservatore Romano "i ell" van intervenir, una vegada i una altra, pels jueus perseguits, especialment, durant l'ocupació alemanya de Roma. Va ser citat i aclamat pels rescatadors catòlics com el seu líder i director.
David Kertzer acusa l'Església de "encoratjar segles d'antisemitisme" i a Pius XII de no fer prou per aturar les atrocitats nazis. Molts estudiosos qüestionen a Kertzer. José Sánchez, de la Universitat de St. Louis, va criticar el treball de Kertzer com a polèmic exagerant el paper del papat en l'antisemitisme. L'estudiós de les relacions judeocristianes el rabí David G. Dalin va criticar a Kertzer per utilitzar proves selectivament per donar suport a la seva tesi. Ronald J. Rychlak, advocat i autor de "Hitler, la Guerra i el Papa", va denunciar el treball de Kertzer per ometre proves sòlides que l'Església no era antisemita. Altres, inclosos membres destacats de la comunitat jueva, han refutat les crítiques i han escrit molt sobre els esforços de Pius per protegir els jueus. Entre els jueus destacats per a lloar a Pius després de la guerra està el rabí Isaac Herzog. Altres membres destacats de la comunitat jueva també han defensat a Pius. Lichten, Lapide i altres historiadors jueus informen que l'Església catòlica va proporcionar fons que sumaven milions de dòlars per ajudar els jueus durant la Segona Guerra Mundial. A l'estiu de 1942, Pius va explicar al seu Col·legi de cardenals els motius del gran abisme que existia entre jueus i cristians a nivell teològic: «Jerusalem ha respost a la seva crida i a la seva gràcia amb la mateixa ceguesa rígida i ingratitud obstinada que l'ha conduït al llarg del camí de la culpa a l'assassinat de Déu». L'historiador Guido Knopp descriu aquests comentaris de Pius com "incomprensibles" en un moment en què "Jerusalem estava sent assassinat a milions".
L'any 1999, l'escriptor britànic John Cornwell va publicar el polèmic "El Papa de Hitler", on va acusar Pius d'ajudar a la legitimació dels nazis al acordar el Reichskonkordat de 1933. El llibre és crític amb Pius, argumentant que no "va fer prou" o "parlà prou" contra l'Holocaust. Cornwell va escriure que la carrera sencera de Pius es caracteritzà pel desig d'augmentar i centralitzar el poder del Papat i d'oposar-se subordinadament als nazis a aquest objectiu. Ell també va argumentar que Pius era antisemita i aquesta postura li va impedir protegir els jueus europeus. L'Enciclopèdia Britànica avaluà la representació de Cornwell de Pius com antisemita i indiferent a l'Holocaust perquè manca de "fonamentació creïble". Diversos comentaristes han caracteritzat el seu llibre com "desacreditat". El mateix Cornwell, ha retirat les seves acusacions en part substancial, dient que és «impossible de jutjar els motius» del Papa. Però que «No obstant això, a causa del seu llenguatge ineficaç i diplomàtic pel que fa als nazis i els jueus, encara crec que li corresponia explicar el seu fracàs per parlar després de la guerra. Mai no ho va fer». ". L'historiador John Toland va assenyalar: «L'Església, sota l'orientació del Papa... va salvar la vida de més jueus que totes les altres esglésies, institucions religioses i organitzacions de rescat combinades... amagant milers de jueus en els seus monestirs, convents i El propi Vaticà. El registre dels Aliats era molt més vergonyós».
El 1963, a "El vicari", una obra de teatre del dramaturg alemany Rolf Hochhuth contenia una representació històrica del Papa indiferent al genocidi nazi. John Cornwell també va representar al Papa com un antisemita. En una nota de l'Enciclopèdia Britànica: «Ambdues representacions manquen de proves creïbles» i «tot i que les condemnes públiques de Pius sobre el racisme i el genocidi estaven encobertes en generalitats, no va fer cap ull als sofriments, però va optar per utilitzar la diplomàcia per ajuda als perseguits. És impossible saber si una condemna més directa de l'Holocaust hauria resultat ser més eficaç per salvar vides, encara que probablement hagués millor assegurat la seva reputació».
Conversions de jueus al catolicisme
La conversió dels jueus al catolicisme durant l'Holocaust és un dels aspectes més controvertits del record de Pius XII. Segons Roth i Ritner, «aquest és un punt clau perquè, en els debats sobre Pius XII, els seus defensors assenyalen regularment denúncies del racisme i la defensa dels conversos jueus com a prova d'oposició a l'antisemitisme de tota mena». L'Holocaust és un dels exemples més aguts del «problema recurrent i dolorós en el diàleg catòlic-jueu», és a dir, «esforços cristians per convertir els jueus». En el seu estudi dels salvadors dels jueus, Martin Gilbert va assenyalar la forta implicació de les Esglésies cristianes i va escriure que molts dels rescatats finalment es van convertir al cristianisme i van ser absorbits per la fe i el «sentit de pertinença a la religió dels salvadors". Va ser el preu: la pena, una perspectiva estrictament ortodoxa jueva - que es pagava centenars, fins i tot milers, de temps per al regal de la vida».

## Les "Ratlines": ajudant els nazis a fugir
Després de la guerra, les xarxes clandestines van treure de contraban oficials fugitius de l'Eixi fora d'Europa. Els Estats Units van codificar l'activitat com a "Ratlines". A Roma, el bisbe austríac pro-nazi, Alois Hudal, estava vinculat a la xarxa, i al Col·legi Croat es van refugiar els fugitius croates, guiats per Monsenyor Krunoslav Draganovic. Catòlics i líders catòlics no-nazis van ser arrestats com a possibles fonts de dissensió en les noves repúbliques comunistes que es van formar a l'Europa de l'Est i van intentar emigrar. Aquesta migració va ser explotada per alguns fugitius de l'Eix. Els dirigents anticomunistes potencials s'enmarcarien en governs anti-catòlics, igual que amb l'arquebisbe antisemita József Mindszenty a Hongria, el consell d'ajuda jueva Zegota a Polònia i l'arquebisbe croat de Zagreb, Aloysius Stepinac.
El bisbe Alois Hudal, ex-rector del Col·legi alemany de Roma, que formava als sacerdots alemanys, era secretàriament membre del Partit Nazi i informant d'Intel·ligència Alemanya. Gerald Steinacher va escriure que Hudal va tenir relacions personals íntimes amb Pius XII durant molts anys abans i va ser una figura influent en el procés de fugida. Els comitès de refugiats del Vaticà pels croats, els eslovens, els ucraïnesos i els hongaresos van ajudar els antics feixistes i col·laboradors nazis a escapar d'aquests països.
Es va informar a Roma que la nova República Federal Socialista de Iugoslàvia amenaçava amb destruir el catolicisme dins del seu territori. En aquest clima, va escriure Hebblethwaite, l'Església va enfrontar la perspectiva que el risc de lliurar als innocents podria ser "major que el perill que alguns dels culpables escapessin". El sacerdot croat Krunoslav Dragonovic va ajudar els feixistes croats a escapar a través de Roma. Ventresca va escriure que hi ha proves que suggereixen que Pius XII va donar una aprovació tàcita a la seva tasca i que, segons informes de l'agent del CIC, Robert Mudd, uns 100 membres de l'Ustasa estaven amagats al seminari de Sant Jeroni amb l'esperança d'arribar a Argentina en el seu moment a través dels canals del Vaticà, i amb el coneixement del Vaticà. Pocs dies després de la mort de Pius XII (1958), els funcionaris del Vaticà van demanar a Draganovic que abandonés el Col·legi de Sant Jeroni des d'on operava des de l'última part de la guerra. Tanmateix, segons Hebblethwaite, Draganovic "era una llei per a ell mateix i dirigia el seu propi espectacle". El 1948, Draganovic va portar el col·laborador nazi, i criminal de guerra en recerca, Ante Pavelić, al Col·legi Pius Llatino-americà disfressat de sacerdot fins que el president argentí Juan Perón el va convidar al país.

## Actituds de postguerra vers l'Alemanya nazi
Des de la fi de la Segona Guerra Mundial, l'Església Catòlica ha fet passes per honrar els resistents catòlics, les víctimes del nazisme, la canonització dels sants, la beatificació dels virtuosos i el reconeixement dels màrtirs. L'Església també ha emès declaracions de penediment per les seves falles i les dels seus membres durant l'era nazi. Pío XII va elevà al Col·legi Cardenalici el 1946 una sèrie de resistents d'alt perfil del nazisme. Entre ells, el bisbe Joseph Frings de Colònia, que va succeir el més passiu cardinal Bertram com a president de la Conferència Episcopal Fulda al juliol de 1945. August von Galen de Münster i Konrad von Preysing de Berlín. En un altre lloc de l'imperi nazi liberat, Pius va elevar altres resistents: l'arquebisbe holandès Johannes de Jong; el bisbe hongarès József Mindszenty; l'arquebisbe polonès Adam Stefan Sapieha i l'arquebisbe francès Jules-Géraud Saliège. El diplomàtic papal italià Angelo Roncalli (més tard el Papa Joan XXIII) i l'arquebisbe polonès Stefan Wyszyński es van trobar entre els elevats en 1953.
Dels papes de la postguerra, els italians Joan XXIII i Pau VI van participar activament en la protecció dels jueus durant la guerra. El Papa Benet XVI va tenir experiència de primera mà en la vida a l'Alemanya nazi: quan era nen, es va veure obligat a unir-se a les Joventuts Hitlerianes, sent destinat al cos antiaeri i entrenat com a nen soldat. Al final de la guerra, va desertar, va ser presoner de guerra un breu temps i va ser alliberat. El 2008, Benet va oferir suport a la causa de la canonització del papa Pius XII, que, com l'herència del pontífex de la guerra, ha conegut polèmica. En la seva primera visita a Alemanya com a Pontífex, Benet es va dirigir a la Sinagoga de Roonstrasse a Colònia i va denunciar l'antisemitisme.
Joan Pau II
El papa Joan Pau II va sofrir l'ocupació nazi de Polònia, va participar en la resistència cultural polonesa i es va unir a un seminari clandestí durant la guerra. El 1979, poc després de la seva elecció, Joan Pau II va visitar el camp de concentració d'Auschwitz, en homenatge a aquells que havien mort allí El 1998, el Vaticà va publicar "Recordem: Una reflexió sobre l'Holocaust". El Papa va dir que esperava que "ajudés a guarir les ferides dels malentesos i les injustícies del passat" i va descriure els sofriments dels jueus com un "crim" i "taca indeleble" a la història.
Recordem parla d'un "deure de recordar" que la "inhumanitat amb què els jueus van ser perseguits i massacrats durant aquest segle va més enllà de la capacitat de transmetre paraules". El document repudiava la persecució i condemnava el genocidi. Reconeixia una història negativa de "sentiments de desconfiança i hostilitat que anomenem antijudaïsme" de molts cristians cap als jueus, però els distingim de l'antisemitisme racial dels nazis:
| «                                                       | Van començar a aparèixer teories que negaven la unitat de la raça humana, afirmant una diversitat original de races. Al segle xx, el nacionalsocialisme a Alemanya va utilitzar aquestes idees com una base pseudocientífica per a una distinció entre les anomenades races nòrdic-arias i races suposadament inferiors. A més, a Alemanya es va enfortir una nacionalització extremista a causa de la derrota de 1918 i les exigents condicions imposades pels vencedors, amb la conseqüència que molts van veure al nacionalsocialisme una solució als problemes del seu país i van cooperar políticament amb aquest moviment. L'Església d'Alemanya va respondre condemnant el racisme. | » |
| — De " Recordem: Una reflexió sobre l'Holocaust" (1998) | |   |

Sobre les arrels de l'Holocaust nazi, "Recordem" que:
| «                                                       | La Shoah va ser obra d'un règim neopagà completament modern. El seu antisemitisme va tenir les seves arrels fora del cristianisme i, en la consecució dels seus objectius, no va dubtar a oposar-se a l'Església i perseguir als seus membres també. | » |
| — De " Recordem: Una reflexió sobre l'Holocaust" (1998) | |   |

Però sobre la qüestió de la resposta de l'Església i dels catòlics individuals a l'Holocaust Nazi, "Recordem" va reconèixer l'èxit i el fracàs, i va concloure amb una crida a la penitència:
| «                                                       | Aquells que van ajudar a salvar les vides jueves tant com estava a les seves mans, fins al punt de posar en perill les seves pròpies vides, no s'han d'oblidar. Durant i després de la guerra, les comunitats jueves i els líders jueus van expressar el seu agraïment per tot el que s'havia fet per ells, inclòs el que el Papa Pius XII va fer personalment o a través dels seus representants per salvar centenars de milers de vides jueves. Molts bisbes catòlics, sacerdots, religiosos i laics han estat honrats per aquest motiu per l'Estat d'Israel. No obstant això... la resistència espiritual i l'acció concreta d'altres cristians no era el que podria esperar dels seguidors de Crist. No podem saber quants cristians dels països ocupats o governats per les potències nazis o els seus aliats s'han horroritzat amb la desaparició dels seus veïns jueus i, tanmateix, no eren prou forts per aixecar les seves veus en protesta. Per als cristians, aquesta pesada càrrega de consciència dels seus germans durant la Segona Guerra Mundial ha de ser una crida a la penitència. | » |
| — De " Recordem: Una reflexió sobre l'Holocaust" (1998) | |   |

L'any 2000 el Papa Joan Pau II, en nom de totes les persones, es va disculpar amb els jueus inserint una oració al Mur de les Lamentacions que deia: «Estem profundament tristos pel comportament dels que en el curs de la Història han causat als fills de Déu patiment, i demanem perdó, volem comprometre's amb la fraternitat genuïna amb la gent del Pacte.» Aquesta disculpa papal, una de les moltes que va emetre el Papa Joan Pau II per defectes humans i eclesiàstics anteriors al llarg de la història, va ser especialment significativa perquè Joan Pau II va emfatitzar la culpabilitat de l'Església i la condemna del Concili Vaticà II de l'antisemitisme. L'Església va reconèixer el seu ús d'alguns treballs forços a l'època nazi; El cardenal Karl Lehmann va declarar: «No s'hauria d'ocultar que l'Església Catòlica quedés cega durant molt de temps amb la destinació i el sofriment d'homes, dones i nens de tot Europa que van ser portats a Alemanya com a treballadors forçosos».